# Werl
Werl, genannt auch Wallfahrtsstadt Werl, ist eine Stadt in Nordrhein-Westfalen, Deutschland, und gehört zum Kreis Soest im Regierungsbezirk Arnsberg. Sie liegt in der landwirtschaftlich ertragreichen Werl-Unnaer Börde, die wiederum zu den Hellwegbörden gehört. Seit dem 14. Januar 2015 darf sie den offiziellen Namenszusatz Wallfahrtsstadt führen. Werl ist einer der großen und bedeutenden Wallfahrtsorte in Deutschland.

## Geografie

### Geografische Lage
Werl liegt zwischen Sauerland, Münsterland, Ruhrgebiet und Hellweg in der fruchtbaren Bördelandschaft der Werl-Unnaer Börde. Ende 2018 hatte Werl 32.994 Einwohner auf einer Fläche von 76,35 Quadratkilometern; das entspricht einer Einwohnerdichte von 432 Personen/km2. Die höchste Erhebung im Stadtgebiet befindet sich mit 228,4 m ü. NN im südlich gelegenen Stadtwald. Die tiefste Stelle befindet sich mit 73,1 m ü. NN im nördlichen Stadtgebiet auf dem Hof Flerke. Die Stadt Werl liegt am südlichen Rand der Westfälischen Bucht. Daher ist das Geländeprofil im Stadtgebiet überwiegend flach. Im südlichen Bereich steigt das Gelände zum Haarstrang stark an. Er trennt die Tiefebene vom bergigen Sauerland ab. Im Süden erstreckt sich über den Haarstrang der Werler Stadtwald. Dieser ist die einzige dicht mit Bäumen bewachsene Fläche der Stadt. Der Werler Anteil an der Tiefebene ist landschaftlich und wirtschaftlich eher von Ackerbau bestimmt.
Der Umfang des Stadtgebietes beträgt 47,5 Kilometer, die Nord-Süd-Ausdehnung 9,5 Kilometer und die West-Ost-Ausdehnung zwölf Kilometer.

### Werl als Mittelzentrum
Während die Umgebung eher ländlich geprägt ist, gibt es in Werl vor allem Industrie-, Handels- und Dienstleistungsgewerbe. Als Mittelzentrum der Region stellt Werl einerseits Arbeitsplätze zur Verfügung, andererseits bietet es auch ein umfangreiches schulisches Angebot, Weiterbildungsmöglichkeiten in der Volkshochschule, ein Freizeitbad, eine Stadtbücherei, eine Malschule, eine Musikschule, ein stadtgeschichtliches Museum, ein überregional bedeutendes völkerkundliches Museum und eine historische Altstadt.

### Stadtgliederung

#### Ortsteile
Zu Werl gehören die Ortsteile
- Blumenthal
- Budberg
- Büderich
- Hilbeck
- Holtum
- Mawicke
- Niederbergstraße
- Oberbergstraße
- Sönnern
- Westönnen

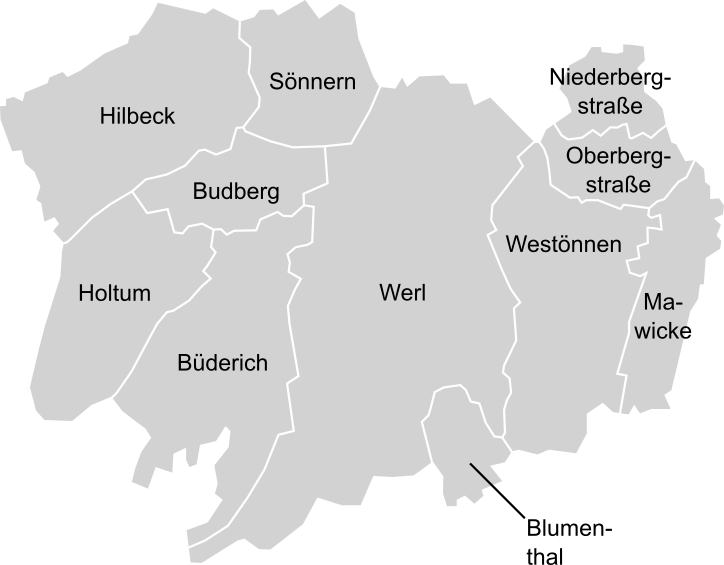
Ortsteile von Werl

Insgesamt leben 32.994 Menschen in Werl, davon 16.177 Frauen (Stand Ende 2018).

#### Wüstungen
- Rithem

### Nachbargemeinden
Die Stadt Werl liegt im Westen des Kreises Soest und bildet mit ihrem Ortsteil Holtum die westliche Kreisgrenze zum Kreis Unna mit seiner Kreisstadt Unna (Stadtteil Hemmerde). Im Norden grenzt die Stadt mit den Ortsteilen Hilbeck und Sönnern an die kreisfreie Stadt Hamm und deren Stadtbezirk Hamm-Rhynern. Sönnern und Niederbergstraße haben eine gemeinsame Grenze mit den Ortsteilen Scheidingen, Illingen und Flerke der Gemeinde Welver. Im Osten bildet Mawicke die Stadtgrenze zur Kreisstadt Soest mit deren Ortsteil Ostönnen. Der südwestliche Nachbar Werls ist die Gemeinde Wickede (Ruhr) (Ortsteil Schlückingen), getrennt durch den Werler Stadtwald, und im Südosten ist die Gemeinde Ense (Ortsteil Vierhausen) der Nachbar. Die südliche Stadtgrenze entspricht etwa dem Verlauf des Haarstrangs.

## Geschichte

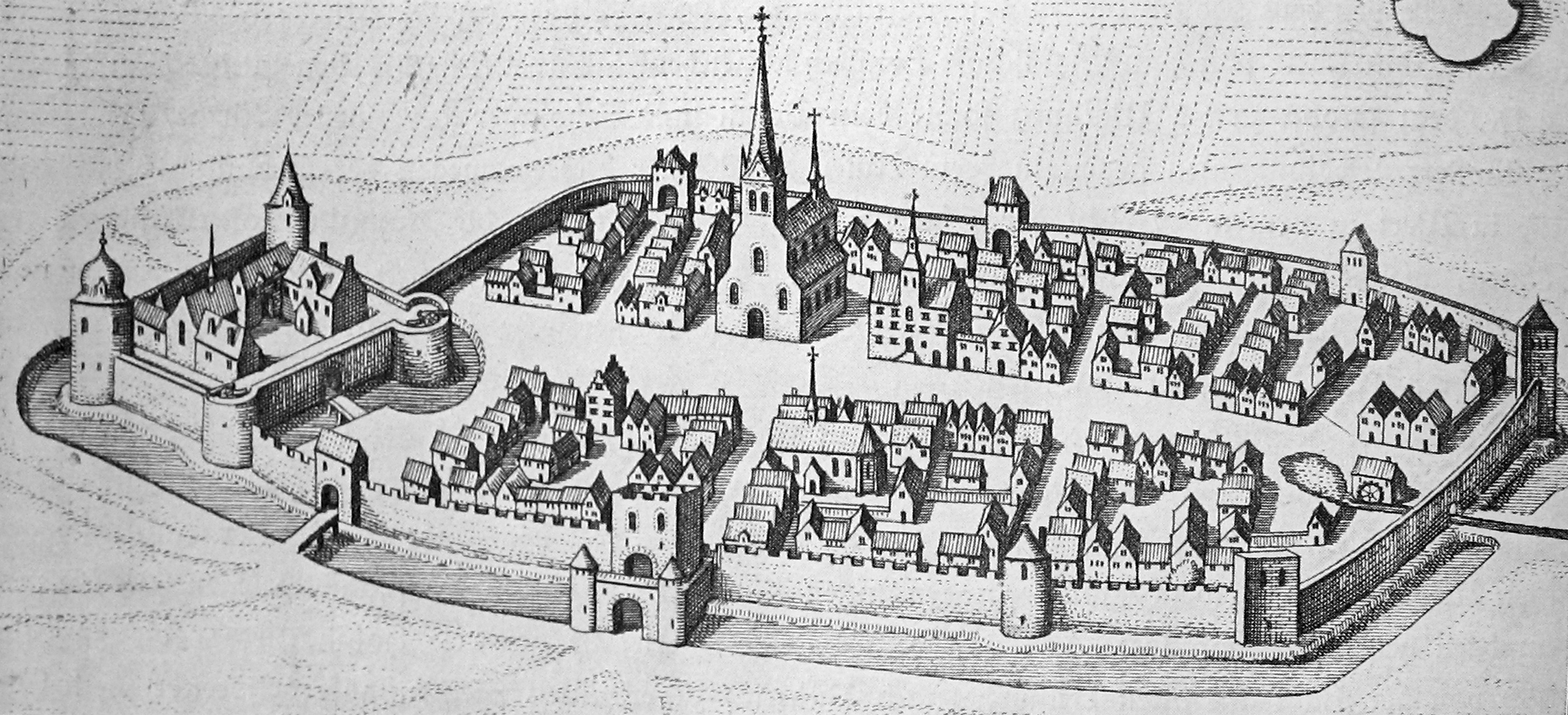
Stadtansicht von Merian

### Mesolithikum bis Antike

#### Nacheiszeitliche Jäger und Sammler (10. Jahrtausend v. Chr.)
Die ältesten menschlichen Spuren, nämlich von Angehörigen der letzten Jägerkultur, traten im Werler Umkreis im Jahr 2011 zu Tage, als die Kreisstraße 18n gebaut werden sollte, und sich bei Werl-Büderich mesolithische Artefakte fanden. Die dortige, 65 bis 70 cm unter dem heutigen Niveau befindliche Freilandfundstelle mit einer Fläche von 34 m² barg zudem zahlreiche Knochen, eine Fundsituation, die am Hellweg einmalig ist. Als Beutetiere ließen sich auf dieser Grundlage Rothirsch, Reh, Wildschwein und Fuchs nachweisen. 156 der 188 Steinartefakte bestehen aus Baltischem Geschiebefeuerstein, der durch die Gletscher der Saale-Kaltzeit südwärts transportiert worden war; hinzu kommen Stücke aus schwarzem Kieselschiefer und ein aus südlicheren Gegenden stammendes Quarzitwerkzeug. Zwei Aktivitätszonen sind erhalten, nämlich ein Bereich, in dem Werkzeuge repariert und hergestellt wurden, dazu eine Feuerstelle, über der auch Birkenpech zum Zusammenkleben von Werkzeugteilen erweicht wurde, vor allem von steinernen Spitzen (Mikrolithen) und Pfeilschäften. An der anderen Stelle wurden die Beutetiere zerlegt und Abfälle deponiert. Der wohl erheblich größere, nicht erhaltene Teil des Lagerplatzes ist der Erosion und der Bodenbearbeitung zum Opfer gefallen, so dass nur der Rand des Lagerplatzes erhalten blieb. Zunächst in die Zeit zwischen 8600 und 7100 v. Chr. datiert, konnte dies mit Hilfe der Radiokohlenstoffmethode anhand eines Holzkohlestückes auf 9369 ± 45 v. Chr. korrigiert werden. Damit zählt der Platz zu den ältesten mesolithischen Fundplätzen.

#### Bauern und Hirten (ab Mitte 6. Jahrtausend v. Chr.)

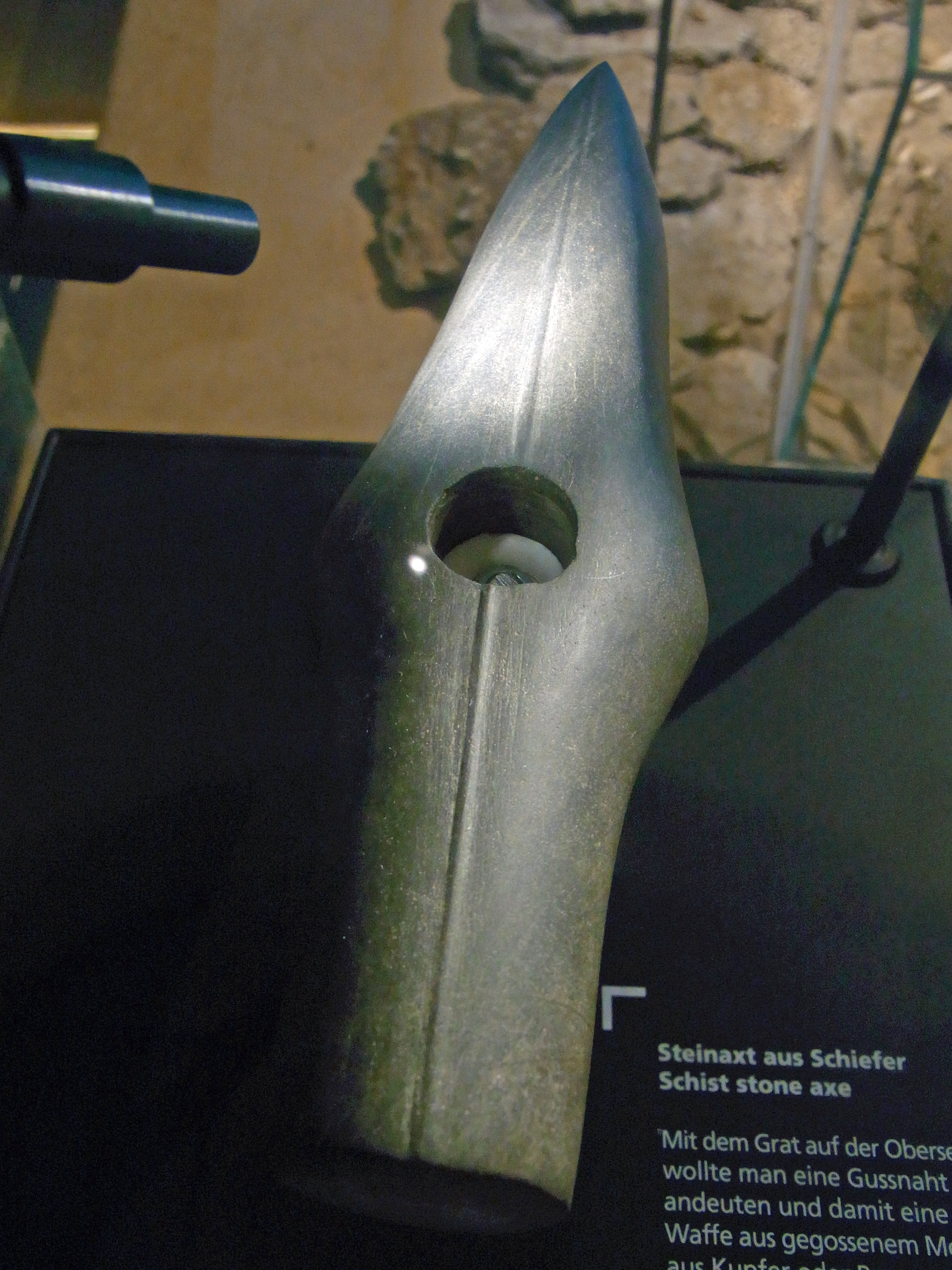
Axt aus Schiefer, Fundort: Werl; mit dem Grat auf der Oberseite sollte eine Gussnaht vorgetäuscht werden, ca. 2800–1800 v. Chr.

Als erste Angehörige bäuerlicher Kulturen, die letztlich mitsamt ihrem Vieh aus dem Nahen Osten zugewandert waren, sind Bandkeramiker nachweisbar. Sie siedelten am Salzbach, am heutigen Salinenring und auf dem Gebiet der heutigen Unnaer Straße. Die ausgedehnte Siedlung ist durch etliche Scherbenfunde, einige Werkzeuge aus Feuerstein und Brandspuren sowie Pfostenlöcher belegt. Die Menschen lebten in einfachen Fachwerkhäusern und bauten verschiedene Getreidesorten an. Haustiere waren Rinder, Schweine, Schafe, Ziegen und später auch Pferde. Auch südlich von Werl, hinter Wulfs Appelhof, wurde eine bandkeramische Siedlung durch verschiedene Grabungsfunde belegt.
Vier Siedlungsplätze aus der Rössener Kultur, die im Raum Werl zwischen 4800 und 4300 v. Chr. nachgewiesen ist,:196 wurden im Stadtgebiet gefunden, davon zwei im Stadtwald und auf dem Höhenzug des Melsterberges in Richtung Scheidingen und zwei im städtischen Umland der Hellwegebene. 2002 wurde „Auf dem Klei“ eine neolithische Siedlung aufgedeckt. Die Siedlungen der Rössener Kultur orientierten sich ganz überwiegend „an der hohen Bodengüte der Hellwegzone sowie an den weiteren Lössinseln der Region“:206; es wird aber auch eine Expansion auf Sandböden und in die Mittelgebirge erkennbar.

#### Metallzeitalter (ab 2. Jahrtausend v. Chr.), Salzgewinnung
Grabhügel aus der Bronzezeit, in dieser Region als „Hügelgräberbronzezeit“ bezeichnet, die um 1600–1300 v. Chr. bestand, finden sich im Gebiet des Werler Stadtwaldes.:6 Beim Bau von Militäranlagen hat man bei Notgrabungen einige dieser Hügel abgetragen, die Fundstücke inventarisiert und einen der Hügel beispielhaft schichtweise kartiert.
Bei Grabungen an der Bäckerstraße wurden Briquetagen vom Ende der vorrömischen Eisenzeit gefunden. Die aus Lehm gebrannten Stützfüße wurden in ein Feuer gestellt und dienten als Untersatz für Tontöpfe, in denen Salzwasser verdampft wurde. Sie sind das älteste Zeugnis der Salzgewinnung im Stadtgebiet,:7f. und stammen aus der Zeit um 800 v. Chr.

### Mittelalter

#### Grafen von Werl (ab etwa 900)
Um 850 wurde erstmals urkundlich Salzgewinnung in Rithem erwähnt. Die Stadt lag auf einem Vorsprung des Haarstranges nach Norden, was sie zu einem idealen Standort für eine Burg machte. Die im gesamten norddeutschen Raum einflussreichen Grafen von Werl zogen um 900 von Meschede nach Werl und erbauten die Werler Grafenburg, die nicht an der Stelle der erst 1519 erbauten Kurkölner Landesburg lag. Ihre genaue Lage ist bisher nicht erforscht. Die „curtis dicta Aldehof“ wird teilweise in der Nähe des Werler Marktes verortet, teilweise vor der Stadt, jedoch fehlen eindeutige schriftliche Belege oder architektonische Überreste (siehe Abschnitt Zerstörung (1288)). Um 950 entstand eine in Kreuzform angelegte Eigenkirche, deren Fundamente ergraben werden konnten. Erbauer war Graf Hermann I.; die Kirche wurde 1197 an das Prämonstratenserstift Wedinghausen bei Arnsberg verschenkt. Graf Hermann war mit Gerberga, einer Tochter des burgundischen Königshauses, verheiratet. Diese heiratete nach dem Tod Hermanns den Schwabenkönig Hermann II. und wurde Mutter der späteren Kaiserin Gisela von Schwaben (990–1043).

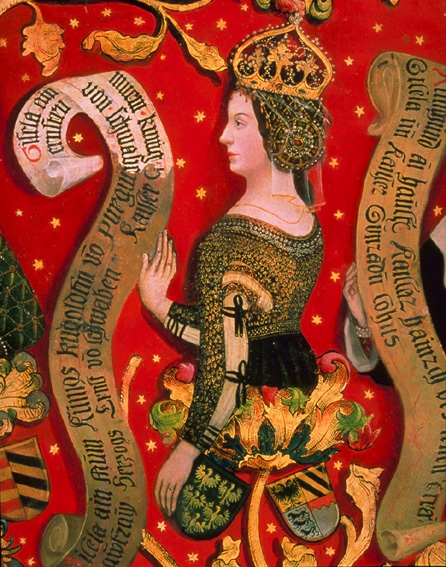
Gisela von Schwaben auf einem Tafelbild aus dem 15. Jahrhundert

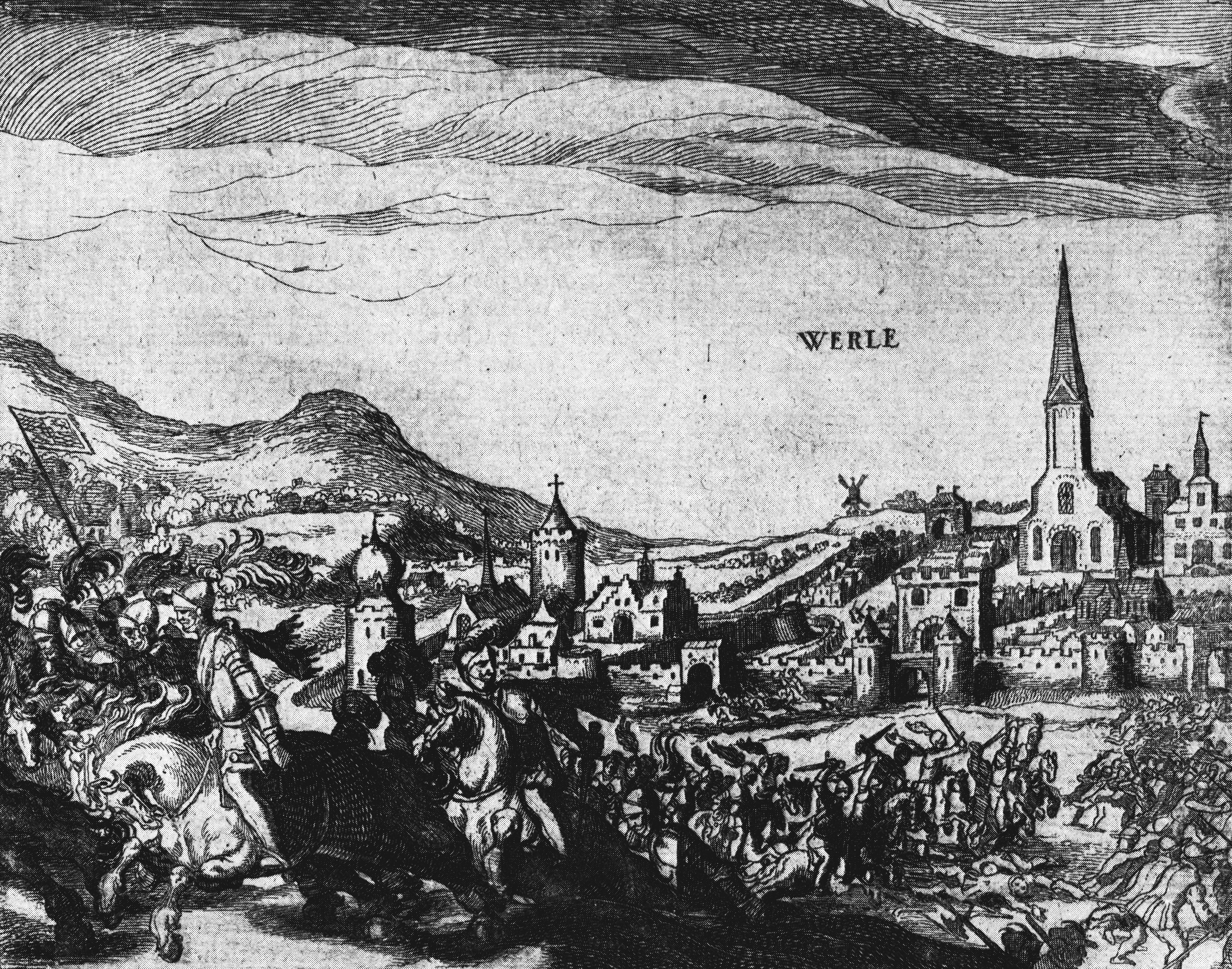
Ansicht von 1622

Stadtansicht von 1661

Werl um 1740

Graf Hermann und seine Mutter Gerberga von Burgund wurden 1000 urkundlich genannt. Die Versammlung der sächsischen Großen fand 1002 in Werl statt. Nach dem Tod Ottos III. wurde eine Wahl notwendig. Heinrich II., Herzog von Bayern, der ebenfalls dem Haus der Ottonen angehörte, erhielt die feierliche und unbedingte Zusage, dass nur er gewählt werden solle. Die anderen Thronbewerber, Herzog Otto von Kärnten, Hermann von Schwaben und Ekkehard von Meißen, mussten verzichten. Auch die anderen deutschen Stämme pflichteten der in Werl getroffenen Wahl bei. So wurde Heinrich am 6. Juni 1002 von Erzbischof Willigis in Mainz feierlich gesalbt und gekrönt.:21 Der spätere Kaiser Heinrich wohnte 1008 einer in Werl abgehaltenen Synode bei. In der Fastenzeit des Jahres 1013 war der König in Werl und stellte dort mehrere Urkunden aus. Auch wurde eine Diözesanstreitigkeit zwischen den Bischöfen von Hildesheim und Mainz geklärt. Als einer der Zeugen war der Werler Graf Bernhard I. anwesend. Der König erkrankte bei diesem Besuch und musste fünf Wochen hier verbringen.:23
Im Jahre 1024 wurde Werl erstmals mit dem Ortsnamen Werla erwähnt. Der zweite Teil des Namens Werla (la= Loh= Eichwald) deutet an, dass die Ursprünge der Stadt in einem Eichwald lagen. In diesem Jahr starb auch Kaiser Heinrich. Er hatte Konrad den Salier als seinen Nachfolger ausersehen. In Heinrichs Auftrag hatte sich Bischof Meinwerk von Paderborn an den Grafen Hermann von Werl gewandt, der ein Geschwisterkind Kaiser Heinrichs war. Hermann von Werl sollte die sächsischen Fürsten im Werler Schloss versammeln und eine Vorwahl abhalten. Es erschienen zu dieser Wahl: Bischof Meinwerk von Paderborn, Thiemar, der Bruder des Herzogs von Sachsen, Graf Siegfried von Stade, Graf Benno, Graf Amelung und andere. Die Vorwahl Konrads, des späteren Kaisers Konrad II., kam zustande. Er war der Urenkel von Luitgarde, der Tochter Kaiser Ottos I. Konrads Ehefrau, die Kaiserin Gisela, war die Tochter des Werler Grafen Hermann I. und dessen Gemahlin Gerberga von Burgund. Somit war Graf Hermann II. von Werl ein Vetter Kaiser Heinrichs II. und Schwager Kaiser Konrads.:26
Im Investiturstreit zwischen Kaiser und Papst schlug sich 1085 das Grafenhaus auf die Seite des Kaisers – Graf Heinrich II. von Werl wurde zum Bischof von Paderborn ernannt. Die Brüder des Grafen Heinrich, die Grafen Liupold und Konrad, teilten die Grafschaft in gleich große Bezirke auf: Liupold wurde Graf von Werl, Konrad Graf von Arnsberg. Die älteste in Werl geprägte Münze, etwa 1092 geprägt, zeigt den Grafen Konrad von Werl-Arnsberg. Graf Liupold schenkte 1100 der Kölner Kirche seinen Besitz. Neben der gräflichen Pfarrkirche baute der Erzbischof von Köln eine Nikolauskapelle. Pfarrer Albertus wurde erwähnt (früheste Erwähnung eines Pfarrers). Die Werler Pfarrkirche wurde 1197 vom Grafen von Arnsberg an das Stift Wedinghausen verschenkt. Bis 1803 stellten die Stiftsherren den Pfarrer von Werl.

#### Stadtrecht (1218), Zerstörungen (1254, 1288) und Wiederaufbau, Erbsälzer
Im Jahre 1218  erhielt das Dorf Werl vom Erzbischof Engelbert I. von Köln die Stadtrechte verliehen. Die Erbsälzer von Werl wurden 1246 erstmals genannt. Im Jahr 1272 erhielt die Stadt Werl das liberalere, vom Soester Stadtrecht abgeleitete, Rüthener Recht verliehen. Graf Engelbert I. von der Mark zerstörte 1254 bei einem Überfall die Stadt. Sie wurde in kleinerem Umfang wieder aufgebaut. Immer wieder geriet Werl zwischen die Fronten der unterschiedlichen Landesherren; daher wurde die Stadt häufiger zerstört, von ihren Bürgern aber auch unermüdlich aufgebaut. So nahmen die Truppen des Grafen Eberhard I. von der Mark im Limburger Erbfolgestreit die Stadt Werl nach der Schlacht von Worringen 1288 ein und zerstörten sie. Die Stadt wurde nur in verkleinertem Umfang wieder aufgebaut, der der heutigen historischen Altstadt entspricht. Die Streitparteien um die Marker Grafen Eberhard I. und Engelbert II. von der Mark sowie den Kölner Erzbischof Heinrich II. von Virneburg mit Wigbold von Holte einigten sich 1314/15 auf eine Entschädigung wechselseitiger Ansprüche. Dazu gehörte eine Gegenleistung für die zerstörte Behausung des Arnsberger Grafen durch den Marker Grafen Eberhard I. („…mansionem comitis de Arnsberg… prope Werle sitam sine iudicio violenter destruxit, …“). Die Formulierung prope Werle (bei/nahe Werl) deutet darauf hin, dass die alte Grafenburg vor den Toren der Stadt lag.
Zahlreiche Zerstörungen durch Überfälle und Feuersbrünste bedingten eine andauernde Erneuerung des Stadtbildes. Nur wenige Gebäude, unter anderem die heutige Propsteikirche St. Walburga, das Haus Rykenberg (heute Städtisches Museum) und einige wenige weitere Steinbauten blieben weitestgehend verschont.
Seit dem Ende des 13. Jahrhunderts wurde die Stadt nach Ratsverfassung verwaltet. Der Rat bestand aus zwei Bürgermeistern und zehn Ratsherren. Diese wurden aus vier Gilden, den Erbsälzern, Kaufleuten, Bäckern und Ackerleuten, gewählt. Die Erbsälzer hatten das Privileg, aus ihren Reihen jeweils einen Bürgermeister und fünf Ratsherren zu stellen. Die daraus resultierenden Spannungen wurden erst 1725 mit dem Ausscheiden der Erbsälzer aus dem Stadtverband, nach Adelung, bereinigt. Die älteste Aufzeichnung des Werler Sonderrechts datiert vom 25. Februar 1324 (Gerichtsbarkeit, Ratswahl, Erbrecht). Werl zwang am 16. März 1326 die örtlichen Burgmannen des Erzbischofs zur Zahlung von Abgaben und zur Leistung von Wachdiensten, wie alle anderen Werler Bürger. Das Georgshospital vor dem Büdericher Tor wurde am 2. Mai 1326 vom Rat gestiftet. Das Werler Rathaus wurde erstmals am 15. Februar 1327 erwähnt. Ein Streit entbrannte 1381 zwischen den Erbsälzern und den anderen drei Gilden; es ging um die Besetzung der Ratsstellen. Am 16. Februar 1382 wurde der Streit von Erzbischof Friedrich III. geschlichtet. Den Erbsälzern wurde das Recht zugestanden, eine eigene Gerichtsbarkeit zu haben, sie mussten allerdings im Gegenzug Schatzung und Wachdienst leisten, wie die Mitglieder anderen Gilden.

#### Erneute Zerstörung (1382), Soester Fehde, im Bund mit Kölner Erzbischof
In einer Fehde zwischen dem Erzbischof von Köln und dem Grafen von der Mark wurde 1382 die Stadt zerstört und anschließend wieder aufgebaut. Nachweislich leistete der erste Fußbote als Bote der Erbsälzerstadt Werl den Boteneid. Er wurde im selben Jahr in das angelegte Stadtbuch eingeschrieben. Diese Fußboten gingen z. B. auf Flerke und Corvey oder sogar Köln. Die Entlohnung erfolgte häufig in Naturalien, z. B. ein Paar neue Schuhe. Die Boten trugen als Zeichen ihrer Tätigkeit den sogenannten Drüsselschild, einen Schild mit dem Stadtwappen, auf der Brust. Sie waren die Vorläufer der Postbediensteten.:81 Der Werler Bürgereid lautete 1420: „Jn den Jaren unses leyven Hern Jhesu Chrisit MCCCC twintich up Nygenjars Dach do wort dit gescreven. So wey irst Borgere wirt: Deme langet men irst dey Borgerscap mit der Hant dan stavet eme dey Borgermestere zo den Eyd und secget: Dat ik vortmer na dissem Dage will truwe und holt wezen dem guden Hern sonte Petere ind unsem lieven gnedigen Hern van Colne ind der Stait to Werle ind al den Borgeren dar enbynnen as eyn Borgere dem anderen to Rechte sal. Dat my so Got helbe und dey Hilgen“ (aus dem Stadtbuch von 1419). Ein Gewitter am 4. Mai 1428 richtete mit einer Flut starke Schäden an, Hausrat wurde aus den Gebäuden geschwemmt, Vieh ertrank, die Stadtmauer stürzte teilweise ein.
Die Stadt trat 1437 der Erblandvereinigung der westfälischen Ritter und Städte bei. Während der Soester Fehde von 1444 bis 1449 hielt Werl, im Gegensatz zu Soest, treu zum Erzbischof von Köln und musste große Verluste und Schäden hinnehmen. Der Erzbischof belohnte die Stadt 1450 mit der Verlegung des geistlichen Gerichtes für Westfalen von Soest nach Werl. Eine Marktordnung für die sechs Werler Märkte trat 1460 in Kraft. Es handelte sich um die Märkte zu St. Walburga, Sonntag nach Mariä Heimsuchung, Petri Kettenfeier, Kreuzerhöhung, Viehmarkt am 30. Oktober und an Nikolaus. Bürgermeister Hunold Greve versuchte 1481 und 1482 die Übermacht der Sälzer im Rat zu brechen. Am 10. November 1485 gelang dem Kölner Erzbischof die Schlichtung der Streitigkeiten. Er billigte den Erbsälzern, auf Grund alter Gewohnheit, das Recht auf die Hälfte der Ratssitze zu. Die Stadt wurde am 2. März 1486 durch ein Großfeuer etwa zur Hälfte zerstört. Die althergebrachte Ulrichsprozession von Werl nach Soest wurde 1504 für immer eingestellt. Grund war die Feindschaft mit Soest während der Soester Fehde. Als Vorzeichen der Reformation gab es am 7. Dezember 1515 Unruhen gegen den Erzbischöflichen Drosten. Die Anführer (Rudack, Knirfe und Batwinder) ließ Erzbischof Hermann hinrichten. Eine wichtige gesellschaftliche Gruppierung war die Kalandsbruderschaft in Werl.

### Neuzeit

#### Pest (1528, 1580/81), Stadtbrände (1549, 1550)

Rekonstruktion des kurfürstlichen Schlosses Werl um 1587

Stadtansicht um 1830

Gemälde mit der Darstellung des Bernhard Tütel, das Bild hängt über seinem Grab in der Propsteikirche

Die Stadtentwicklung in der frühen Neuzeit wurde durch unterschiedliche Ereignisse erheblich beeinflusst. Erzbischof Hermann von Wied erbaute um 1522 die Werler Landesburg als Teil der Stadtbefestigung, als Gegenleistung lieferte der Rat der Stadt ihm ein Stadttor (die Barspforte) aus. Eine Pestepidemie brach 1518 aus. Eine weitere Pestepidemie forderte 1528 etliche Opfer. Am 22. April 1549 brannte die Stadt etwa zur Hälfte ab. Der Zimmerknecht Gerd Balken legte am 13. März 1550 Feuer in der Stadt. Es brannten 107 Häuser ab. Der Brandstifter wurde in der Steinkuhle hingerichtet. Als gemeiner Verbrecher verurteilt, wurde er in vier Stücke gehauen und an den vier Seiten der Stadt an halbhohen Galgen aufgehängt. Den Kopf setzte man oben auf das Steintor. Während der Pest 1580/81 sollen etwa 2200 Menschen gestorben sein.

#### Konfessioneller Streit, Dreißigjähriger Krieg (Schlacht bei Werl), Hexenprozesse, Pest (1613, 1617)
Gebhard I. von Waldburg, Erzbischof von Köln, verbot 1583 die Ausübung des katholischen Glaubens in Werl. Der Pfarrer Bernhard Tütel sollte gefangen genommen werden, aber er entzog sich dem Zugriff durch Flucht. Später war er wieder Pfarrer in Werl; sein Grab befindet sich in der Propsteikirche.:19 Werl wurde 1584 wieder katholisch. Im Jahr 1586 nahm Martin Schenk von Nideggen die Stadt ein. In der Schlacht bei Werl besiegte er ein Aufgebot des Herzogtums Westfalen, bevor er wieder abzog. Zwei weitere Pestepidemien forderten 1613 und 1617 etliche Tote.
Kaiserliche Truppen unter General Johann von Götzen vertrieben am 29. September 1636 die Hessen und plünderten anschließend die Stadt. Sie schleppten abermals die Pest ein. Die Kapuziner kamen 1645 nach Werl. Am 4. März 1657 brach des Nachts ein Feuer aus und zerstörte innerhalb von zwei Stunden 125 Wohnhäuser, 42 Salzhäuser und 30 Scheunen und Speicher. Unter Vorsitz von Bürgermeister Caspar Gödde legte der Rat am 21. März 1657 ein Gelübde ab: Auf ewige Zeiten sollte am 4. März eine Brandprozession gehalten werden.
Im Jahr 1661 wurde den Kapuzinern das Gnadenbild Werl, eine Marienstatue aus dem 12. Jahrhundert, übergeben. Die Kapuziner begannen umgehend mit der Organisation der Wallfahrt zu diesem bereits über Jahrhunderte in der Soester Wiesenkirche verehrten Gnadenbild. Unzählige Pilger haben seit dieser Zeit das Bild der Muttergottes in der Wallfahrtsbasilika besucht. Brandenburgische Truppen belagerten die Stadt 1673, zogen allerdings ohne Erfolg wieder ab.:6 Neben den Erbsälzer entwickelten sich die üblichen Handwerksbetriebe, und Ackerbürger bestellten ihre Äcker vor den Stadtmauern, während sie in deren Schutz lebten.
In der Zeit der Hexenverfolgungen um 1630 leitete Hexenkommissar Heinrich Schultheiß die Hexenprozesse in Werl.
Es gibt eine unvollständige Liste von Hexenverbrennungen von 20 Opfern der Hexenprozesse, die zum Gedenken und als Ermahnung erhalten wird. Verbrannt worden sind wohl an die 70 Frauen, die als Hexen angeklagt wurden. Der Rat der Stadt Werl sprach am 15. Dezember 2011 einstimmig eine sozialethische Rehabilitation für die Opfer der Hexenprozesse aus.

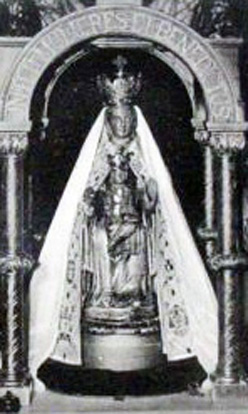
Das Gnadenbild im Prachtmantel, etwa 1930

#### Beschreibung des Stadtbildes im 17. Jahrhundert

Stadtmodell der Innenstadt aus dem Jahr 2011

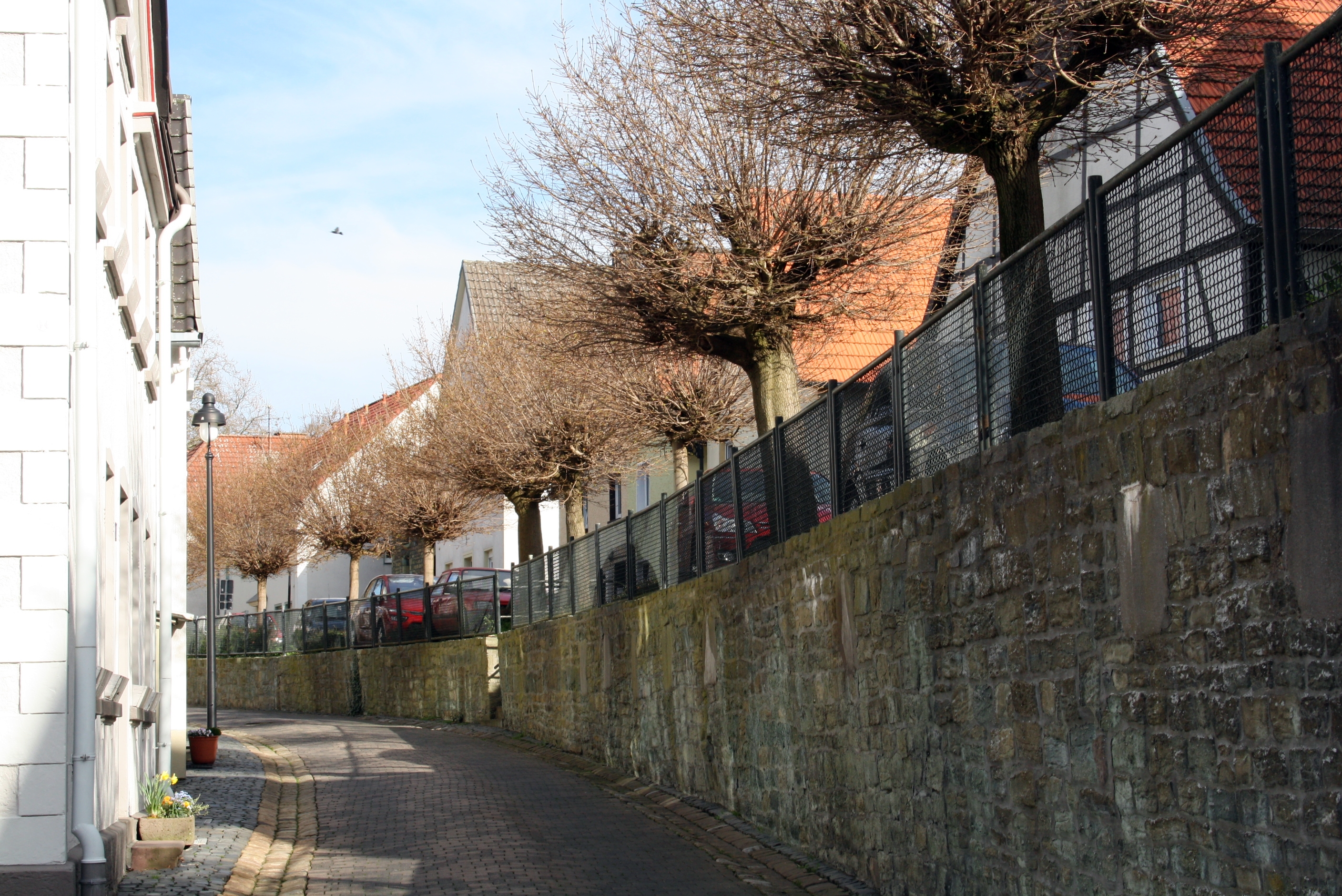
Reste alter Sandsteinmauern

Die Stadtkirche auf dem Gelände der ehemaligen Grafenburg und der große Marktplatz bildeten den Mittelpunkt des Ortes. Die Stadttore waren etwa gleich weit vom Ortsmittelpunkt entfernt.:21 Der Grundriss der befestigten Stadt richtete sich an zwei sich etwa in der Mitte kreuzenden Straßen aus, die jeweils in die Stadttore mündeten. Wichtigstes Gebäude war das 1519 gebaute kurfürstliche Schloss, diese Landesburg war gleichzeitig Teil der Stadtbefestigung. An jedem der vier Stadttore war ein Wappen angebracht. An den freien Markttagen und zu besonderen Gelegenheiten wurden auf den Toren und auch auf dem Kirchturm und dem Rathaus, weithin sichtbar, Fahnen gehisst. Die vorbeikommenden Händler, Kaufleute und Reisenden sollten so auf das besondere Ereignis hingewiesen werden. Bei den Toren mündeten mehrere Straßen und Gassen, etliche Wege und Gassen durchzogen die Stadt und gewährleisteten schnelle Erreichbarkeit. Einige Straßen, wie die Steinerstraße, waren gepflastert.:11
Der Torturm war über eine Zugbrücke erschlossen; daneben stand außerhalb der Befestigung ein kleines Heiligenhäuschen mit einer Figur der schmerzhaften Mutter. Die Inschrift lautete: „Die ihr ein- und ausgehet, grüßet von Herzen Maria, unsere Mutter voll der Schmerzen.“ Daneben auf dem Gelände des heutigen Kindergartens an der Steinerstraße befand sich der Totenacker. An der Kreuzung des Hellwegs mit der Straße in Richtung Ense stand die Liebfrauenkirche, das Volk nannte sie Lawrakerk. Möglicherweise handelte es sich bei dem Bau um eine Dankstiftung, eine erste nachweisbare Erwähnung erfolgte 1563 als leven Frouwen Kerck; vermutlich war die Kirche wesentlich älter. Sie war wohl recht groß und gut ausgestattet. Auf einem Wallfahrtsbild von 1661 ist der Turm abgebildet, darin hingen drei Glocken. Im Jahr 1629 wurde als Patrozinium das der Ursula genannt; eine in Paderborn gekaufte Pietà hatte hier ihren Platz. Ein Anbau an der Südseite bot den Pilgern und Reisenden Schutz- und Rastmöglichkeiten. Der Erzbischof von Köln machte anlässlich des Abbruchantrages die Auflage, anschließend ein Bild eines Heiligen auf dem Ort der Capelle zu bauen. Die Stadt baute eine Prozessionsstation, die „den geistlichen Verrichtungen angemessen war“. Die Straße vom Hellweg zum Steinertor wurde Steinersteinweg genannt, sie führte entweder in die Stadt oder zum kleinen Galgen sowie zu den großen Steinbrüchen, den sogenannten Stenkuhlen. Am Kreuzkamp befand sich wohl der alte Versammlungsplatz der Steinerhofe, der Platz war als Freifläche mit Kreuz und Sitzgelegenheiten gestaltet.:88–90
Am Hellweg stand in der Nähe eines Schlagbaums ein Wärterhäuschen, dessen Posten hier von vorbeiziehenden Fuhrleuten Wegezoll erhob. In Richtung Westen stand die Antoniusklause mit Kapelle, sie wurde 1311 gestiftet. Der Klausner bot Übernachtungsmöglichkeiten sowie Kost. Er braute Bier und sammelte in der Stadt Futter für sein Vieh. An der Ecke Wickeder Straße / Hellweg stand bis 1935 ein Kreuz, das an ein Heiligenhäuschen mit einer Figurennische erinnerte. Im Protokoll über die Abänderung der Prozession Mariä Heimsuchung von 1667 ist zu lesen: „von der Antoniusklause geht die Betfahrt nach St. Georgii Capelle, 700 Schritt weiter, woselbst gleichfalls gewisse Collekten gesungen und den armen Sichen oder Leprosen Allmosen gegeben wird“. Diese Kapelle gehörte zum Siechenhaus, das 1330 gestiftet wurde, um kranke Durchreisende zu betreuen; danach diente das Gebäude als Wohnung für Lepröse und andere Kranke. Auf dem Grundstück befanden sich noch ein Mehrzweck- sowie ein Waschhaus, ein Garten und ein Friedhof und ein Brunnen; das Gelände war mit einer Mauer umfriedet. Von dem Turm der Kapelle konnte der Reiseverkehr auf dem Hellweg beobachtet werden.
Bei der Steinerbrücke, in der Nähe des Schlosses, stand zwischen zwei Bäumen ein Kreuz, der Platz diente später der Neuerhofe als Tyggeplatz. Die Straßenbezeichnung Steinerbrücke deutet auf eine ehemalige Brücke aus Stein hin, über die der Weg zur Badevortspforte führte. Vor dem Außenwall der Liebfrauenstraße befand sich ein Weingarthen; über die Qualität des Weines gibt es keine Überlieferungen. Vermutlich geht der Weinanbau auf die zweite Hälfte des 14. Jahrhunderts zurück; in dieser Zeit herrschten mildere Klimabedingungen. Beim Büdericher Tor lag der Tyggeplatz der Büdericherhofe. Hier stand das Heiligenhäuschen Muttergottes in der Not. Nach trivialen Überlieferungen soll ein fremder Reiter eines Abends beim Durchreiten des Tores das Bild der Schmerzhaften Mutter verspottet haben. Kaum war das letzte Wort gefallen, stürzte er vom Pferd und starb kurz darauf. Nahe der Stelle habe man ihn verscharrt. Als nach einiger Zeit aus der Grabstelle eine Lilie aufblühte, zeigte die Blüte die Inschrift: „Vom Steigbügel bis zur Erd hat sich dieser Sünder bekehrt.“ Am nördlichen Teil des Mühlenweges hat nach Angaben von Franz Lotze „vorzeiten eine alte Kapelle gestanden“. „Rote Säulen trugen das kleine Dach des Rundbaues. Eines Morgens war die Kapelle verschwunden. Sie war in die Tiefe gesunken, ein kreisrunder Teich nahm ihre Stelle ein. Noch eben ragte die höchste Spitze des Daches aus dem Schlamme in der Mitte des Teiches hervor. Zuweilen klingt es aus der Tiefe. Es sind die Glocken, die noch immer zum Gebet rufen.“:90–92
An den Hauptstraßen hatten überwiegend Handwerker, Fuhrleute, Händler, Herbergen und Wirtschaften ihre Wirtschafts- und Wohngebäude. Die Honoratioren und Burgmänner, aus denen die Erbsälzergeschlechter hervorgingen, siedelten ebenfalls hier. Später siedelten die Sälzer überwiegend auf dem Salzplatz und in den Außenbezirken, da hier weniger Gedränge als in der Innenstadt herrschte und die Brandgefahr geringer war. Die Burgmänner handelten ähnlich. Die Bäcker hatten ihre Betriebe in der Bäckerstraße. Die Gerber, Brauer, Färber und Tuchmacher konzentrierten sich in der Nähe von Gewässern. In der Mitte des Marktplatzes stand der Stadtbrunnen mit der Figur des Petrus. Der Stadtpranger, ein Schandesel, diente drastischen Strafmaßnahmen. Eine Wippe, ähnlich der in Soest, stand als Rechtsmal am Teich in der heutigen Sandgasse.:29
Etliche Kramläden umsäumten den Markt. Ein Torhaus trennte den Marktplatz vom Kirchplatz. Parallel zur Kirche stand ein Steinhaus, das unter anderem den drei letzten Freigrafen der heimlichen Veme als Wohnsitz diente. Neben dem Rathaus stand, wie in alten Städten üblich, das Wachhaus. Das Hospital mit der Kapelle St. Laurentius und Elisabeth, am Kälbermarkt, wurde 1320 erstmals erwähnt und 1961 abgebrochen. Es stand da, wo bis 2006 die Firma Fickermann ihren Geschäftssitz hatte. Neben dem Hospital stand ein Beginenhaus, dessen Bewohnerinnen eine religiöse Frauengemeinschaft bildeten. Eine ihrer Beschäftigungen war das Anfertigen von Kerzen. Das Haus wurde zum Ende des 20. Jahrhunderts abgebrochen, eine Dokumentation erfolgte aus Unkenntnis der Bedeutung nicht.:21 Das Siechenhaus mit der St.-Georgs-Kapelle und eigenem Friedhof sowie die Antoniusklause mit einer Herberge und einer Kapelle standen am Hellweg außerhalb der befestigten Stadt.:21 Etliche repräsentative Stadtgiebelhäuser und in mittelalterlicher Weise gebaute Saalgeschosshäuser waren für das Stadtbild prägend, das besterhaltene ist das Haus Rykenberg. Diese Häuser standen überwiegend auf großen Grundstücken, oft auch an Straßenecken und waren reich, zum Beispiel mit Sondergiebeln, gestaltet. Die Stellung oder das Vermögen der Besitzer wurde so nach außen gezeigt.:22

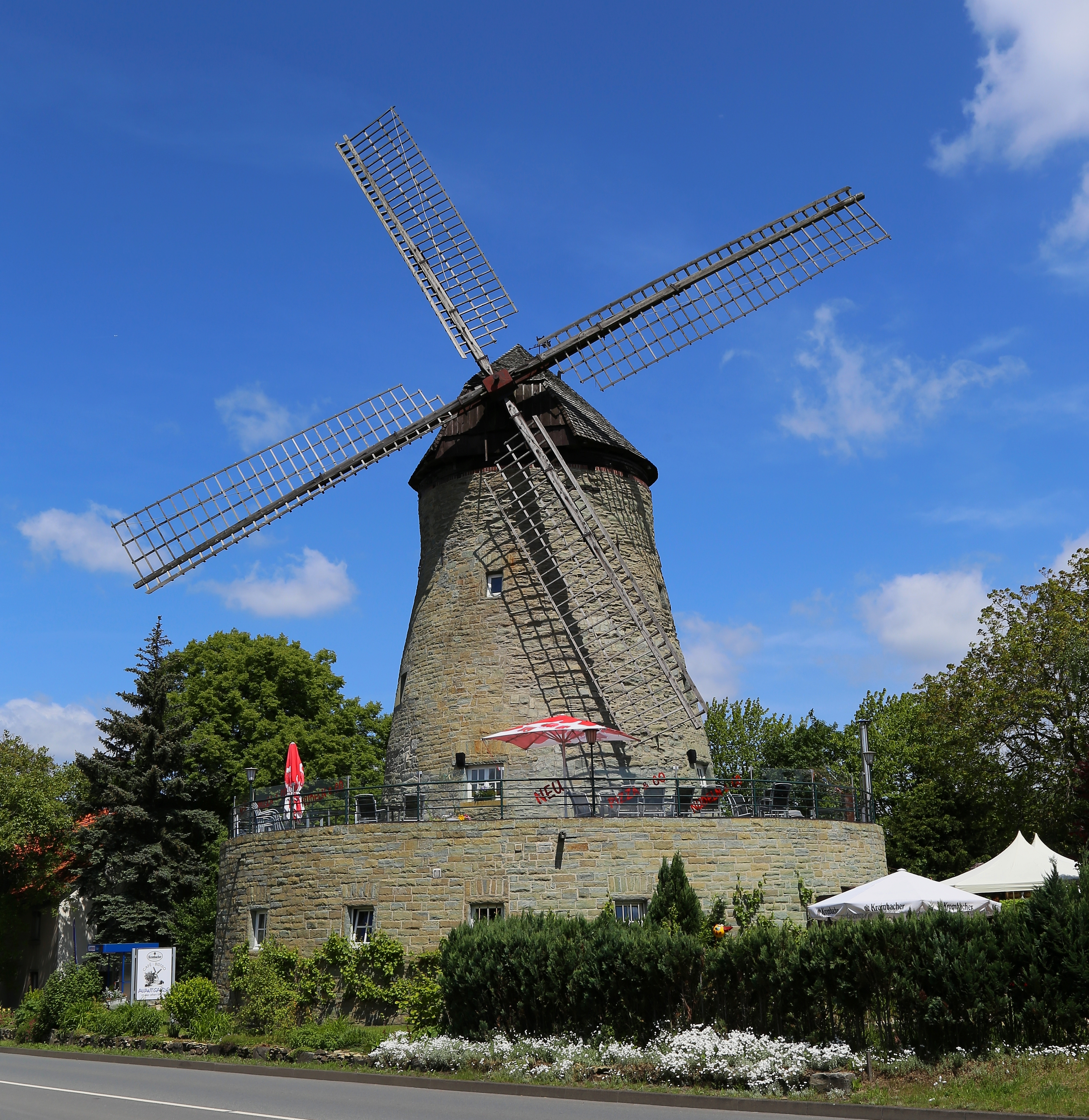
Denkmalgeschützte Windmühle Werl

Von der Haar floss immer wieder Oberflächenwasser in den Stadtbereich und überflutete diesen; unterstützt wurde dies durch etliche ergiebig sprudelnde Quellen. Um die Wohnplätze zu schützen, sorgte ein ausgeklügeltes Grabensystem für geregelten Abfluss und gewährleistete gleichzeitig die Versorgung mit Brauch- und Löschwasser. Das Wasser mündete in die Stadtgräben, die die Stadt umflossen, den großen Teich und in den Salzbach. Zur Sicherung der Trinkwasserversorgung gab es über einhundertsiebzig Brunnen; da nicht jedes Haus einen eigenen Brunnen besaß, bildeten sich Brunnengemeinschaften. Die im Stadtgebiet befindlichen Teiche und Tränken dienten der Brandbekämpfung sowie der Versorgung des Viehs, auch außerhalb der befestigten Stadt gab es etliche Teiche und Tränken. Die Stadt betrieb eine Wassermühle und zwei Windmühlen, von denen noch eine erhalten ist und unter Denkmalschutz steht.:20
Zur Sicherstellung der Bevölkerung mit Nahrungsmitteln lagerte die Stadt Vorräte in verschiedenen Gebäuden. Dies war besonders bei Belagerungen in Kriegszeiten und nach Missernten von Bedeutung. Einige massive Speichergebäude und die städtische Waage am Markt wurden zu diesem Zweck errichtet. Korn wurde auf den Dachboden des Rathauses und der Kirche sowie im Hl.-Kreuz-Turm gelagert. Ein weiteres Glied der Versorgen war die Anlage von Gemüsegärten und Obsthöfen durch die Einwohner; auch die Soldaten des Schlosses unterhielten eigene Gärten. Die Grundstücke waren üblicherweise mit Zäunen, Mauern oder Hecken eingefriedet, einige dieser Mauern im Stadtgebiet sind bis heute erhalten.:21

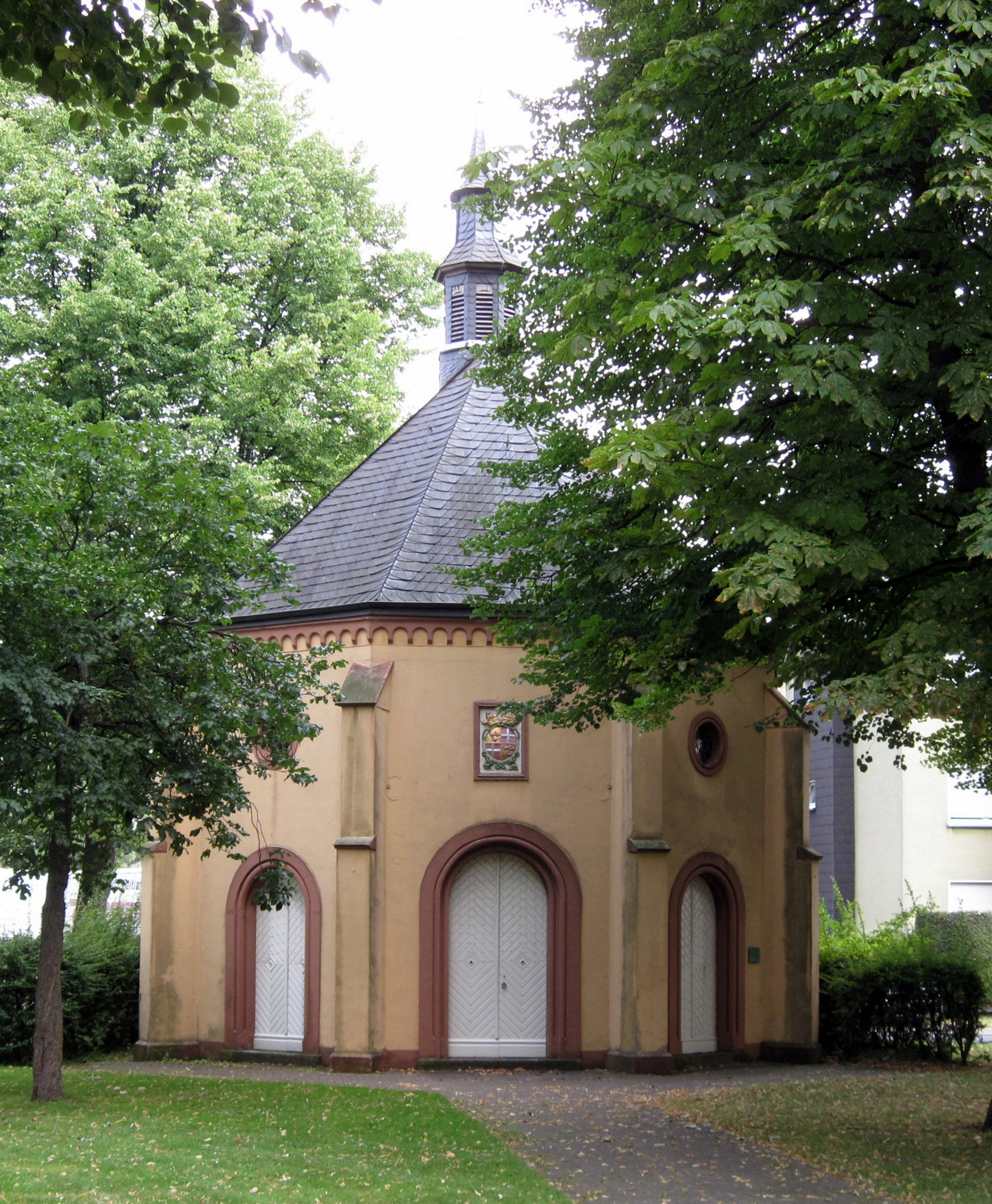
Die Kapelle auf der Gänsevöhde

Außerhalb der Stadtbefestigung unterhielt die Stadt in den Feldfluren sogenannte Vöhden; sie standen den Bürgen als Wiesen und Weiden für das Vieh zur Verfügung, noch heute ist die Gänsevöhde nach ihrer damaligen Nutzung benannt. Diese Vöhden unterstanden der Verwaltung durch die Hofevorsteher, der Schützenbruderschaft St. Sebastianus und Fabian Werl ist in Hofen unterteilt und wird von Hofevorstehern geführt. Die Gänsevöhde, gegenüber dem ehemaligen Melstertor, war auch Thyggeplatz der Melsterhofe. Hier befand sich auch ein Gerichtsplatz; in einem Schreiben von 1594 heißt es: „Hermann Lilie Junior ist in anno 94 umb Pfingsten von seinem Vetteren Hermann Krispen, seligen Krispens Sohn, hinterrücks gar jemmerlich alhie vor der Melster Pforten uf der Gosevöde erstochen und uf der Malstadt mit dem Tod abgangen.“ An dieser Stelle musste nach alter Sitte ein Sühnekreuz aufgestellt werden. An der Gänsevöhde war die Kapelle an der Gänsevöhde eine der vier Hauptstationen der damaligen Prozessionen. Stifter war der Domherr Freiherr Johann Heinrich von Gertzen genannt von Sintzig; an der Westseite der Kapelle ist sein Wappen angebracht.:92–94
Der Salzplatz war ein wichtiger Ort zur Salzgewinnung, deren Ursprünge nach dem Ergebnis von Ausgrabungen bis in die Hallstattzeit zurückgehen. Das Salz wurde nicht nur zum Eigenbedarf genutzt, sondern auch für überörtlichen Bedarf. Der Platz nahm fast den gesamten nordwestlichen Bereich des Stadtgebietes ein. Bis zum 17. Jahrhundert wurde die Sole innerhalb der Stadtmauern, danach auch im Bereich des heutigen Kurgartens, außerhalb der Befestigung, geschöpft. Die Sole wurde zu den einzelnen Siedestätten geleitet, wo sie immer wieder über die Wände der Gradierwerke floss und durch Verdunstung Wasser verlor. Die Reste wurden in großen Siedepfannen gekocht. Zwanzig Sälzer besaßen zu dieser Zeit die Siedeberechtigung und jeder siedete seinen Anteil selbst. So standen am Salzplatz eine große Anzahl von Gradierwerken, Siedehäuser, Lager- und Trockenhäuser und andere mehr. Der größte der Brunnen, der Michaelisbrunnen, stand etwa auf dem höchsten Punkt des Platzes; der Brunnen war mit Holz ausgekleidet.:84–85 Weitere Gebäude am Salzplatz waren die Ölmühle am Salzbach, Kohlen- und Materiallager, Remisen und Behausungen für die Salzknechte. Salz wurde in den Monaten von März bis Dezember gewonnen, in den anderen Monaten wurden erforderliche Reparaturen vorgenommen. Wo der Salzplatz nicht durch die Stadtmauer gesichert war, trennten Palisadenzäune ihn zum restlichen Stadtgebiet ab; Fahrzeuge konnten durch Schlagbäume passieren.
Die Straßen im Stadtgebiet waren nur teilweise gepflastert, an anderen Stellen gab es Schotter- oder Sandaufschüttungen, Aschenbeläge oder auch Bohlen. Andere Straßen waren nur mit Ablaufrinnen versehen und bei Regenwetter sehr matschig; durch die günstige topographische Lage des Ortes konnten Rückstände durch das ablaufende Wasser relativ schnell entfernt werden. In dieser Zeit traten mehrere Überschwemmungen auf, bei denen ein Teil des Viehs ertrank und Feldfrüchte vernichtet wurden. Zeitgleich traten Ratten- und Mäuseplagen auf, auch Katzen- und Hundehaltung brachte kaum Erfolge. Nahrungsmittelmangel war die Folge.:93–97

#### Austritt der Erbsälzer (1725), Stadtbrände, Preußen (1816)

Stadtansicht mit Salinen und Gradierwerken (1896)

Die Erbsälzer erhielten 1708 die Reichsadelsstandsanerkennung. Mit der Entstehung der Stadt Werl im ersten Viertel des 13. Jhs. setzte auch die Wandlung der Sälzer zu einer mit Sonderrechten versehenen Korporation innerhalb der Bürgerschaft in Werl ein. Vom Kaiser wie von den Landesherren mehrfach privilegiert, brachten sie die Salzquellen in Werl unter ihre Kontrolle und konnten mit der Übernahme der Saline Neuwerk 1627 den landesherrlichen Versuch, ihr Monopol zu brechen, verhindern. Innerhalb der Stadt bildeten die Erbsälzer, die unter sich eine rigide Mitgliedskontrolle beobachteten, ein patrizisches Element und gerieten aufgrund des von ihnen beanspruchten Sonderstatus immer wieder in heftige Streitigkeiten mit der übrigen Bürgerschaft. Diese innerstädtischen Auseinandersetzungen endeten erst, als die 1708 geadelten Erbsälzergeschlechter 1725 aus dem städtischen Gemeinwesen austraten und in den Landadel übertraten.
1738 brannten auf der Steinerstraße 43 Häuser von der Glockenapotheke bis zum Glockenwirtshaus ab. Ein weiteres großes Feuer brachte weiteren beachtlichen Schaden, durch Brandstiftung brannten in der Nacht vom 17. auf den 18. Mai 1744 in der Kämperstraße 44 Häuser ab. Der Brandstifter, ein zwanzigjähriger Schneidergeselle, wurde in Olpe hingerichtet. Im Jahr 1750 brach eine Viehseuche aus, der von einem Bestand von etwa 900 Stück 513 zum Opfer fielen. Den Geschädigten wurde für fünf Jahre die Schatzung erlassen.

Schlossruine um 1854

Während des Siebenjährigen Krieges von 1756 bis 1763 verzeichnete die Stadt große Schäden und Verluste. Während der Schlacht bei Vellinghausen im Jahr 1761 wurde das Werler Schloss zerschossen, es wurde nicht mehr aufgebaut. Werl kam 1803 zusammen mit dem säkularisierten Herzogtum Westfalen unter die Herrschaft der Landgrafschaft Hessen-Darmstadt. Die Stadt kam 1816 nach der napoleonischen Zeit durch den Wiener Kongress zu Preußen.:7

### 19. Jahrhundert bis heute

#### Industrialisierung

Die Hefefabrik Wulf in Werl, eine Darstellung aus der Zeit um 1900

Im 19. Jahrhundert begann für Werl eine Entwicklung, die einen steilen Aufschwung markierte. Erste industrielle Betriebe und der Anschluss an das Bahnnetz brachten Leben in die ehemalige Ackerbürger- und Bauernstadt. Eine bedeutende Industriegründung der damaligen Zeit war die Hefefabrik Wulf, die aus einem Brennereibetrieb entstand. Sie war bis ins frühe 20. Jahrhundert bedeutendste Industrieansiedlung der Stadt. Die Hefefabrik wurde im Jahr 1909 in die „F. Wulf A.G.“ umgewandelt. Auf dem Weg durch die Stadt auf der B 1 war das Gebäude bis 1973 bildprägend. Die Anlagen galten zeitweilig als höchstes Ziegelgebäude Europas.
1855 wurde die Stadt Eisenbahnstation an der Strecke Soest–Dortmund.:207

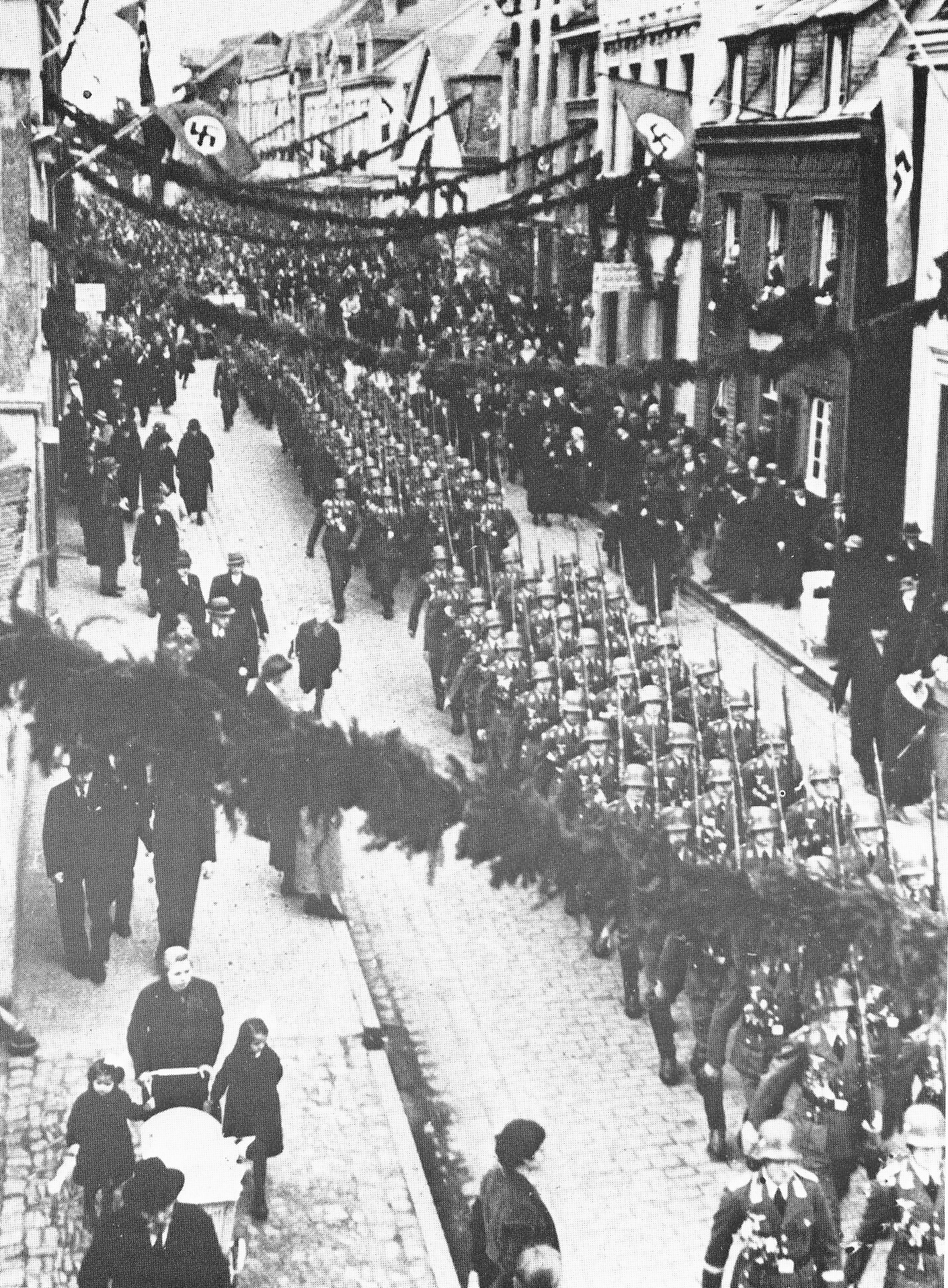
Parade der Luftwaffe zur Fliegerhorst-Eröffnung

#### NS-Zeit und Zweiter Weltkrieg
Die Zeit des Nationalsozialismus hinterließ auch in Werl ihre Spuren. Am 28. Mai 1933 weihten die Werler Braunhemden vom Sturmbann 32/98 auf der Gänsevöhde ihre Fahne. Zu Gast waren die SA-Stürme aus Soest, Welver, Ostönnen und Bad Sassendorf. Die Fahnenenthüllung nahm der Standartenführer Schulte-Hermann aus Hagen vor. Mit der Machtübernahme Hitlers wurde der in Werl geborene Franz von Papen stellvertretender Reichskanzler. Eines der größten Ereignisse war die Verleihung der Ehrenbürgerwürde an Adolf Hitler, Paul von Hindenburg und Franz von Papen, der persönlich an der Feier teilnahm. Am 23. August 1933 traten tausende von SA- und SS-Leuten in geschlossenen Formationen auf der Gänsevöhde an. Auch waren fast alle vaterländischen Vereine der Umgebung aufmarschiert. Von Papen erschien gegen 15.00 Uhr. Nach der Feier wurde er unter dem Jubel der Bevölkerung durch die Stadt gefahren. Die Stadt war mit straßenüberspannenden Bögen, Girlanden, Fahnen und Hakenkreuzen geschmückt.
Es existierten 1933 noch 37 Erbhofbesitzer in Werl, nur ihnen stand der Titel Bauer zu. Großgrundbesitzer, Schrebergärtner und andere durften nur die Bezeichnung Landwirt führen. Im September 1933 wurde der Reichsnährstand gegründet, diesem gehörte jeder an, der landwirtschaftliche Produkte erzeugte, verarbeitete oder verkaufte. Der Grundsatz war Gemeinnutz geht vor Eigennutz.
Seit Ende der 1920er Jahre waren segelflugsportbegeisterte Bürger unter dem Hilfswerk Baukursus Deutscher Luftsportverband als Interessengemeinschaft aktiv. 1934 erhielten sie einen Raum an der oberen Steinerstraße, in dem sie theoretische Flugschulungen abhalten konnten. Die Vereinsmitglieder bauten auch eigene Segelflugzeuge. Am 3. März 1935 wurde die Elster vom Birkenbaum und der Haarvogel der Öffentlichkeit vorgestellt. 1937 wurde die Gruppe in das NS-Fliegerkorps überstellt.:19–53
Anlässlich der „Volksabstimmung über die Wiedervereinigung Österreichs mit dem Deutschen Reich“ im März 1938 wurden am Sparkassengebäude Transparente wie Ein Volk – Ein Reich – Ein Führer und Deine Stimme dem Führer! Ja! angebracht. Vor dem Gebäude auf dem Markt wurde ein Holzstoß aufgeschichtet, der nach dem Fackelzug am Wahlabend abgebrannt werden sollte. Von 5507 in der Stadt abgegebenen Stimmen waren 5451 für Hitler, 53 dagegen und 3 Enthaltungen.:60
Etwa 2000 Häftlinge des Werler Zuchthauses produzieren Rüstungsgüter. Zu diesem Zweck wurde auf dem Zuchthausgelände die sogenannte Veltrup-Halle, die damals größte freitragende Halle im Deutschen Reich, gebaut. Überwiegend arbeiteten an den Maschinen abgeurteilte Kriminelle. Politische Häftlinge waren für diese Beschäftigung an Spezialmaschinen nicht geeignet; sie wurden häufig zwischen den Gefängnissen verlegt. Nach dem Krieg wurde die Halle demontiert und ins Ausland gebracht.
Wegen der hohen Sterblichkeitsrate unter den Häftlingen und der allgemeinen Holzknappheit wurde ein Klappsarg entwickelt und gebaut. Während der Begräbniszeremonie wurde der Sarg über die ausgehobene Grube gehalten, ein Mechanismus wurde von einem der Sargträger betätigt, es öffneten sich unter dem Sarg zwei Klappen und die Leiche fiel in Ölpapier gewickelt oder auch unbekleidet in die Grube. Der Sarg konnte somit immer wieder verwendet werden.:327
Ein großer Rüstungsbetrieb mit über 1000 Mitarbeitern war die Domag an der Soester Straße. Die Fabrik wurde um 1941 fertiggestellt. Hier wurden Zünder und Granaten produziert. Etwa 600 überwiegend sowjetische Kriegsgefangene mussten hier Zwangsarbeit verrichten. Untergebracht waren sie in einem umzäunten Barackenlager in der Nähe. Im Volksmund wurde das Lager Domag-Baracken genannt. Es war etwa 1,5 ha groß und bestand aus insgesamt zehn Wohn-, Wirtschafts- und Wachbaracken. Jede der sechs Wohnbaracken war 480 m² groß. In der Wachbaracke befand sich ein Schießstand. Die Kosten für die Lagererrichtung, die Betriebskosten und die Verpflegung wurden von der Domag getragen. Der Stacheldrahtzaun war 2,5 m hoch und an Betonpfosten befestigt. Vereinzelt wurde den Arbeiterinnen Ausgang in Gruppen unter Bewachung bewilligt; sie hatten dann auf ihrer Kleidung sichtbar das Abzeichen Ost zu tragen. Zur Bevölkerung durften sie keinen Kontakt aufnehmen. Die Bevölkerung hatte zum Lager keinen Zutritt.
Bekannt bei der Bevölkerung war der Union-Saal, der zu Kriegszeiten als Propaganda-Kino genutzt wurde. Es fanden auch zahlreiche KdF-Unterhaltungsveranstaltungen statt. Nach dem Krieg war hier das Union-Werk untergebracht. Der Saal wurde auch für private Veranstaltungen genutzt.

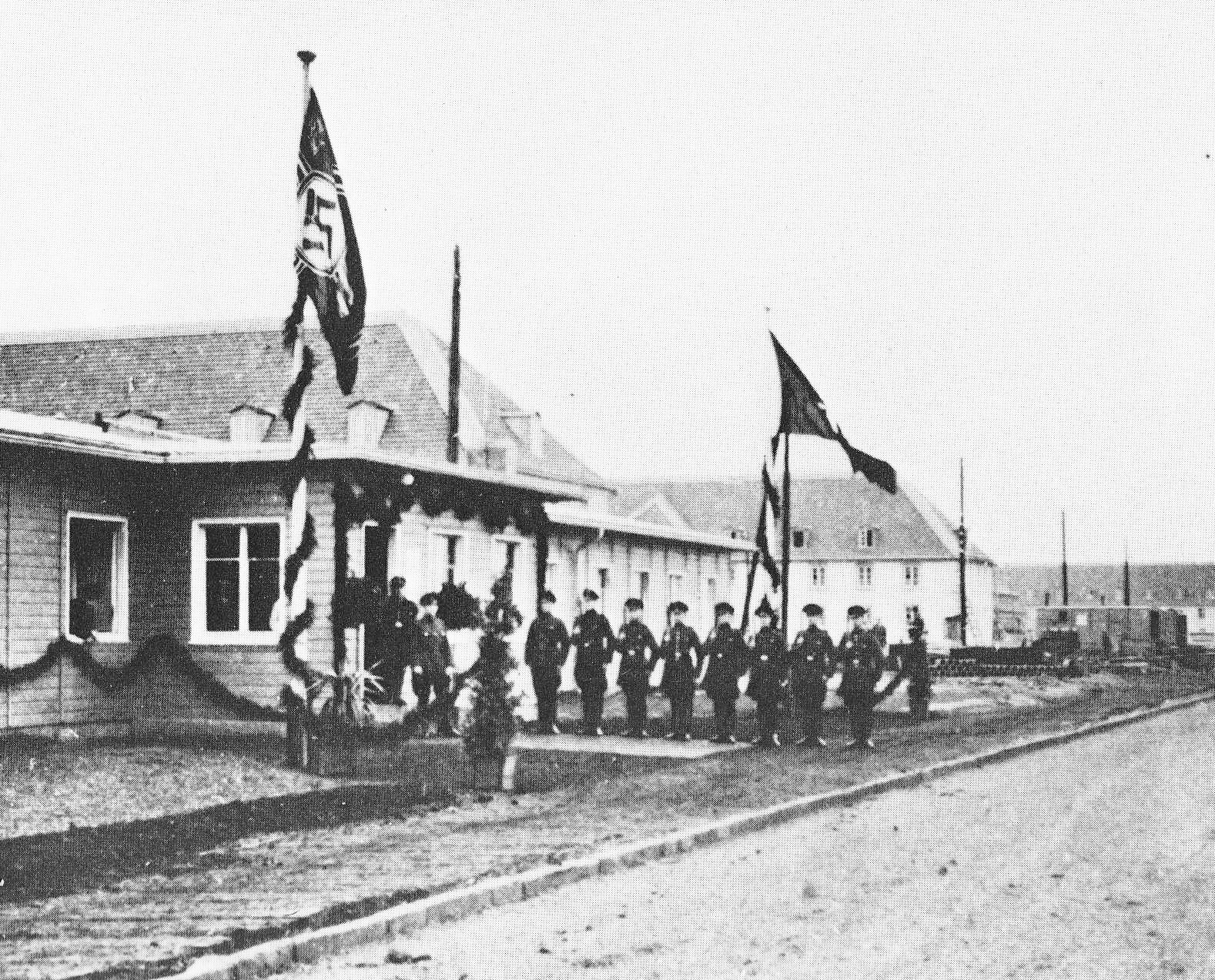
Fliegerhorst Werl

Im Zweiten Weltkrieg wurde die Stadt mehrmals in Mitleidenschaft gezogen. Die ersten Bomben fielen am 14. Juli 1940, es wurden einige Wohnhäuser in der Hermann-Göring-Straße (heute Langenwiedenweg) beschädigt. Am 19. April 1944 starben 132 Menschen und 134 wurden verletzt, als amerikanische Bomber die Stadt angriffen, um den Werler Militärflugplatz auszuschalten. Etwa 60 Flugzeuge griffen in drei Wellen an und warfen innerhalb von etwa zehn Minuten etwa 2000 Brand- und 1200 Sprengbomben ab. Obwohl ein Großteil der Bomben auf dem Flughafengelände oder auf freiem Feld einschlug, wurden insgesamt 233 Gebäude zerstört oder mehr oder weniger stark beschädigt. Am 22. April 1944 wurde eine B-17 (Flying Fortress, Seriennummer: 42-39785) der amerikanischen Luftwaffe mit dem Namen „Thru Hel’en Hiwater“, die einen Angriff auf Hamm flog, durch Flak abgeschossen und stürzte bei Werl ab. Im Stadtgebiet waren während des Krieges mehrere Lazarette eingerichtet. Sie befanden sich im Franziskaner- und Ursulinenkloster, der Overbergschule, der Oberschule für Jungen, im Mariannenhospital, im Exerzitienhaus und im Konvikt. Die Lazarette waren durch große, auf den Dächern aufgemalte Rote Kreuze gekennzeichnet. Zum Ende des Krieges wurde das Gymnasium durch eine Bombe getroffen und zerstört.:256
Am 8. April 1945 wurde die Stadt von Truppen der 8. US-Panzerdivision eingenommen. Zwar gab es keine Kämpfe – die wenigen deutschen Soldaten kapitulierten und der Werler Volkssturm warf seine Waffen in den Löschwasserteich – aber durch Artilleriebeschuss starben 30 Menschen. Nach dem Ende des Krieges wurde die Stadt von britischen Besatzungstruppen übernommen.
Das Werler Gefängnis war zu der Zeit das größte Zuchthaus im Deutschen Reich. Zwei Panzer fuhren vor der Pforte auf und richteten ihre Kanonen darauf. Die Gefängnisleitung kapitulierte daraufhin. Die Vollzugsbeamten wurden in einem Fußmarsch in ein Gefangenenlager nach Scheidingen gebracht. Vorher mussten sie alle Waffen ablegen und alle Zellenschlüssel auf einen Haufen werfen. Die Gefangenen wurden am 11. April 1945 von einem Militärgericht der 9. US-Armee registriert. Sie wurden befragt, ob sie aus strafrechtlichen oder politischen Gründen inhaftiert seien. Fast alle Insassen gaben an, sie seien politisch Verfolgte. Erster Anstaltsleiter der Nachkriegszeit war der kanadische Major Porrier.:324–326

#### Nachkriegszeit, Besatzung
Mitte April 1945 wurde der Werler Flughafen von der deutschen Luftwaffe aufgegeben und verlassen. Kurz nachdem dies in der Bevölkerung bekannt wurde, strömten die Bewohner in Scharen mit Pferdewagen, Karren und Handwagen dorthin und plünderten die Anlage. Die Lager waren teilweise voll mit Wolldecken, Töpfen, Porzellan und Fallschirmseide. In den Vorratskellern waren Lebensmittel aller Art gelagert, in kurzer Zeit wurde alles gestohlen.
Am 15. Juni 1945 übernahm in Werl die britische Rheinarmee das Kommando, die Stadt gehörte nun zur britischen Zone. Stadtkommandant war Major Gething. Zum Bürgermeister bestimmten die Briten den früheren Stadtinspektor Heinrich Lennartz. Die britische Militärregierung befahl am 22. September 1945 die Bildung eines Ausschusses. Unter Aufsicht der Kommandantur sollte dieser die politischen Belange der Gemeinde bestimmen.
Diesem Ausschuss gehörten an:
- 9 Mitglieder der Zentrumspartei
- 6 Mitglieder der SPD
- 4 Mitglieder der CDU
- 4 Mitglieder der KPD

Am 15. September 1946 wurden in Werl die ersten demokratischen Nachkriegswahlen durchgeführt. Das neue Stadtparlament hatte folgende Sitzverteilung:
- 11 Mitglieder der Zentrumspartei
- 5 Mitglieder der SPD
- 5 Mitglieder der CDU

An diesem Tag fand auch eine Bürgermeisterwahl statt, Theodor Nottebaum wurde gewählt, sein Vorgänger Lennartz wurde zum Stadtdirektor ernannt.:8–9
Die hauptsächlich zu lösenden Probleme dieser Zeit waren Nahrungsknappheit, Wohnungsmangel und Versorgung mit Wärme sowie die Entnazifizierung.
Viele Heimatvertriebene, teilweise bis zu 400 am Tag, wurden der Stadt in den Jahren 1945 und 1946 zugewiesen, was die schwierige Ernährungslage verschärfte. Insgesamt suchten etwa 3000 Flüchtlinge und Vertriebene Unterkunft in der relativ kleinen Stadt. Viele wurden in den Domag-Baracken, in denen zuvor Zwangsarbeiter gelebt hatten und in den ehemaligen Kasernengebäuden auf dem Flugplatz untergebracht. Auch wurden ehemalige Nazigrößen verpflichtet, überflüssigen Wohnraum abzugeben.

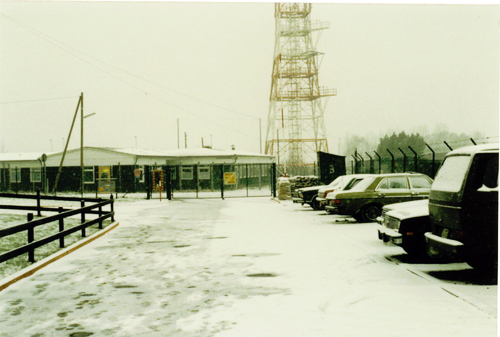
Ehemalige amerikanische Kaserne am Langenwiedenweg

Ehemalige Kanadische und Englische Schule, heute Norbertschule

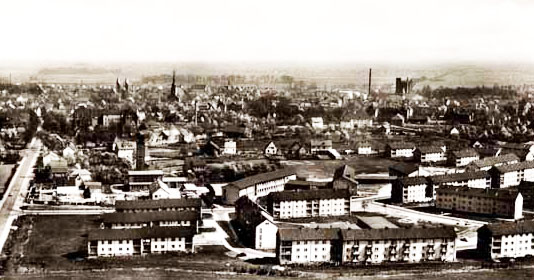
Die Kanadische Wohnsiedlung um 1960

Zentrales Heizwerk und Werkstätten für die ehemalige kanadische und britische Wohnsiedlung

Während des Kalten Krieges war die Stadt auch Garnison der belgischen Armee (18. Logistikbataillon (Batailjon Logistiek) und 4. Instandsetzungskompanie (Compagnie Materieel)). Die Einheiten waren auf dem Fliegerhorst Werl stationiert. Ebenfalls war die 4th. USAFAD USA mit einem Kasernengebäude, einem Nuklearwaffenlager sowie einem Sendeturm auf dem Gelände untergebracht.
Im Werler Stadtwald waren von 1953 bis 1970 Einheiten der Kanadier und danach von 1970 bis 1994 Einheiten der britischen Rheinarmee stationiert: 1. Royal-Highland Rgt., 636. Mechanized Corps, Transport Group, 1. Artillery Rgt. (Stab) in den Victoria Barracks.
Im nördlichen Teil der Kasernenanlage, den „Albuhera Barracks“, auch als Camp 6 bekannt, waren folgende Regimenter stationiert:
- 1971–1975: 2nd Battalion the Queens Regiment,
- 1975–1980: 1st Battalion the Queens Regiment,
- 1980–1985: 1st Battalion the Black Watch,
- 1985–1991: 1st Battalion the Royal Scots,
- 1991–1994: 1st Battalion the Devon & Dorset Regiment.

1971 lebten insgesamt etwa 4500 NATO-Angehörige in Werl. Die Kaufkraft dieser Menschen war ein erheblicher Wirtschaftsfaktor für die Stadt.
Auf einem Gebiet des Werler Parkfriedhofes ist ein Abschnitt als Kanadischer Teil angelegt. Hier befinden sich die Gräber von 124 kanadischen Soldaten und 324 verstorbenen Angehörigen.
Die Angehörigen der kanadischen und später der britischen Soldaten wohnten in einer eigens für sie gebauten Wohnsiedlung mit eigener Infrastruktur. Es befand sich ein größeres Kaufhaus mit Waren aus dem Heimatland in der Siedlung. In einer kleineren Ladenzeile waren eine Bar (ursprünglich Snack-Bar) sowie ein Friseur. Ebenfalls war hier die Militärpolizei untergebracht. Die Siedlung wurde seit den 1960er Jahren von einem zentralen Heizwerk in der Lindenallee geheizt. Zwei Kirchen wurden 1953 in den Camps im Stadtwald gebaut. Bei dem Heizwerk waren auch die Werkstätten für die Unterhaltung und Instandsetzung der Gebäude (Schreinerwerkstatt, Schlosserwerkstatt, Elektrowerkstatt). Die Verwaltung wurde vom deutschen Bundesvermögensamt in Soest übernommen, die Heizer, Handwerker und der Hausmeister der ebenfalls in der Wohnsiedlung befindlichen Schule waren deutsche Arbeiter, für die auch gleich neben dem Heizwerk ein Achtfamilienhaus gebaut wurde.
Am 10. Januar 1947 fand eine Stadtverordnetenversammlung im Gesellenhaus statt. Anwesend war der Quartiermeister der belgischen Besatzungsstreitkräfte, sowie ein deutscher Beamter des Wohnungsamtes. 500 Personen mussten ausgewählt werden, um evakuiert zu werden. Es wurde Platz für die belgische Besatzungsmacht benötigt. Es wurden inklusiv Inventar 74 Wohnungen mit 349 Zimmern für die belgischen Familien beschlagnahmt. Für das britische Personal wurden sieben Wohnungen mit 36 Zimmern beschlagnahmt. In verschiedenen Hotels wurden 63 Zimmer zwangsbelegt. In der Domag-Siedlung an der Soester Str. waren es acht Wohnungen mit 49 Zimmern. Der Kommandant der Belgier bezog die Wohnung des ehemaligen Domag-Direktors.
Jahre später bezogen die Familienangehörigen der belgischen Soldaten eigens für sie gebaute Wohnungen und Reihenhäuser am Kucklermühlenweg sowie in der Brabanter Straße.
Dem kanadischen 22. Königlichen Regiment wurde von der Stadt Werl das Ehrenrecht Droit de Cité verliehen. Das Recht erlaubt dem Regiment, mit aufgepflanzten Bajonetten, wehenden Fahnen und klingendem Spiel durch Werl zu marschieren. Erstmals machte eine kanadische Abteilung von diesem Recht Gebrauch.:15

#### Kommunale Neugliederung (ab 1969)
Auf Vorschlag des Innenministeriums wurden am 1. Juli 1969 Gemeinden des Kreises Soest neu gegliedert: Büderich, Budberg, Holtum, Mawicke, Niederbergstraße, Oberbergstraße und Westönnen als bisher selbstständige Gemeinden des ehemaligen Amtes Werl sowie Blumenthal und Mawicke des ehemaligen Amtes Bremen, ferner Sönnern aus dem Kreis Unna wurden in die Stadt Werl eingegliedert.:93
Das Stadtgebiet vergrößerte sich somit von 24,78 km² auf 66,38 km². Es kamen 5600 Einwohner hinzu.:15 Am 1. Januar 1975 kam der Ortsteil Hilbeck, der bisher zur Gemeinde Rhynern gehörte, mit rund 850 Einwohnern und einer Fläche von 9,96 km2 hinzu.
1969 wurde nach umfangreichem Um- und Anbau aus dem alten Marien-Gymnasium das neue Rathaus. Dessen offizielle Übergabe fand nach der Fertigstellung des Vorbaus am 15. Mai 1971 statt.

## Religion
In Werl ist eine Vielzahl von Religionen und Konfessionen vertreten. Die u.g. Aufzählung erhebt keinen Anspruch auf Vollständigkeit und nennt die größten vertretenen Gruppen bzw. jene, die eine Kirche oder einen Gottesdienstraum in Werl haben oder hatten.

### Wallfahrt nach Werl
Werl war schon im frühen Mittelalter Wallfahrtsort. Die erste Wallfahrt nach Werl ging zum Hl. Kreuz, das in einem besonderen Ziborienaltar in der heutigen Propsteikirche St. Walburga aufgehängt wurde. Im Brustbereich war eine Reliquie des Hl. Kreuzes aus Jerusalem eingearbeitet. Die Truchseßschen Wirren mit einem Bildersturm in der Pfarrkirche St. Walburga führten für kurze Zeit dazu, dass Werl zum reformierten Glauben wechselte. Während des Bildersturms wurde auch das Hl. Kreuz von Werl zerstört und der verbliebene Christus-Torso wurde über mehrere Jahrhunderte auf dem Dachboden der Kirche gelagert und schließlich vergessen. Im Jahre 1953 fand man diesen wieder und nach einer Restaurierung hängt der nun wieder im Ziborienaltar der Kirche.
Im Jahr 1661 begann dann mit der Übertragung des Gnadenbildes von Soest nach Werl die nun schon über 350 Jahre andauernde Wallfahrt zur Trösterin der Betrübten. Das Gnadenbild wurde auf dem Werler Schloss an die Kapuziner übergeben, die eine neue Kirche bauten, die erneuert und erweitert wurde. Als diese Kirche schließlich nicht mehr ausreichte, um die vielen Tausend Pilger, die in jedem Jahr nach Werl kommen, aufzunehmen, wurde die neue Kirche gebaut, die heutige Wallfahrtsbasilika Mariä Heimsuchung. Glanzvolle Momente waren immer wieder die großen Jubiläen, aber auch die Vertriebenenwallfahrten, die nach dem Zweiten Weltkrieg einsetzten. Einer der Höhepunkte war die große Schlesierwallfahrt im Jahr 1953, bei der neben 70.000 Vertriebenen auch der damalige Bundeskanzler Konrad Adenauer teilnahm. Seit vielen Jahrhunderten kommen viele Wallfahrtsgruppen auch zu Fuß zum Werler Gnadenbild. Eine der ältesten Gruppen kommt aus Werne. Heute kommen in jedem Jahr um die 100.000 Pilger nach Werl. Während Kirchen und Gnadenbild anfangs von Kapuzinern betreut wurden, kamen nach dem Kulturkampf Franziskaner nach Werl, die wiederum im Jahre 2019 das Gnadenbild an ein Wallfahrtsteam des Erzbistums Paderborn weitergaben. Ein belebendes Element ist das von 2019 bis 2021 umgebaute ehemalige Franziskanerkloster, das jetzt als Pilgerkloster neben der Dekanatsstelle des Dekanates Hellweg, den Konvent der Werler Ursulinen, Wohnungen für zwei Priester und vor allem eine große Anzahl Zimmer für Pilger und Ruhesuchende in unterschiedlichen Kategorien bietet. Im mittlerweile geöffenten Klostergarten wurde ein sog. Trostweg aufgebaut und durch den Vorsitzenden der Deutschen Bischofskonferenz Georg Bätzing zum Fest Mariä Heimsuchung Anfang Juli 2023 eingeweiht wurde. Seit 2022 gibt es in Erinnerung an die vormals in Werl beheimateten Franziskaner den Franziskusweg, der an den Sonnengesang des Hl. Franziskus erinnern soll. Erster nicht franziskanischer Wallfahrtsleiter war Gerhard Best. Seit dem 8. Dezember 2024 ist Pastor Bernd Haase der neue Wallfahrtsleiter, der schon als Vikar und kurzzeitiger Pfarradministrator in der Werler Propsteigemeinde St. Walburga tätig war.

### Christliche Gemeinden

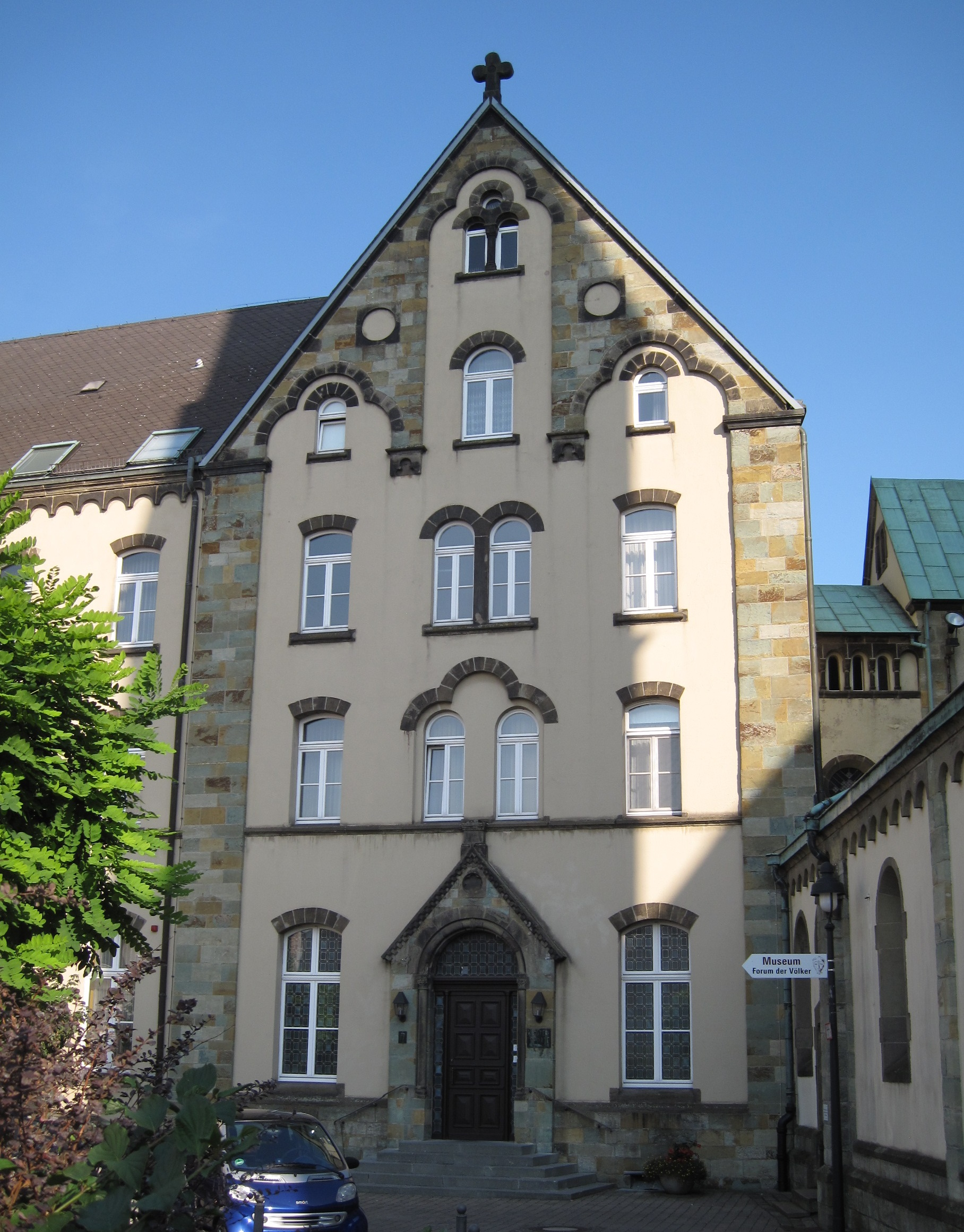
Franziskanerkloster (bis 2019)

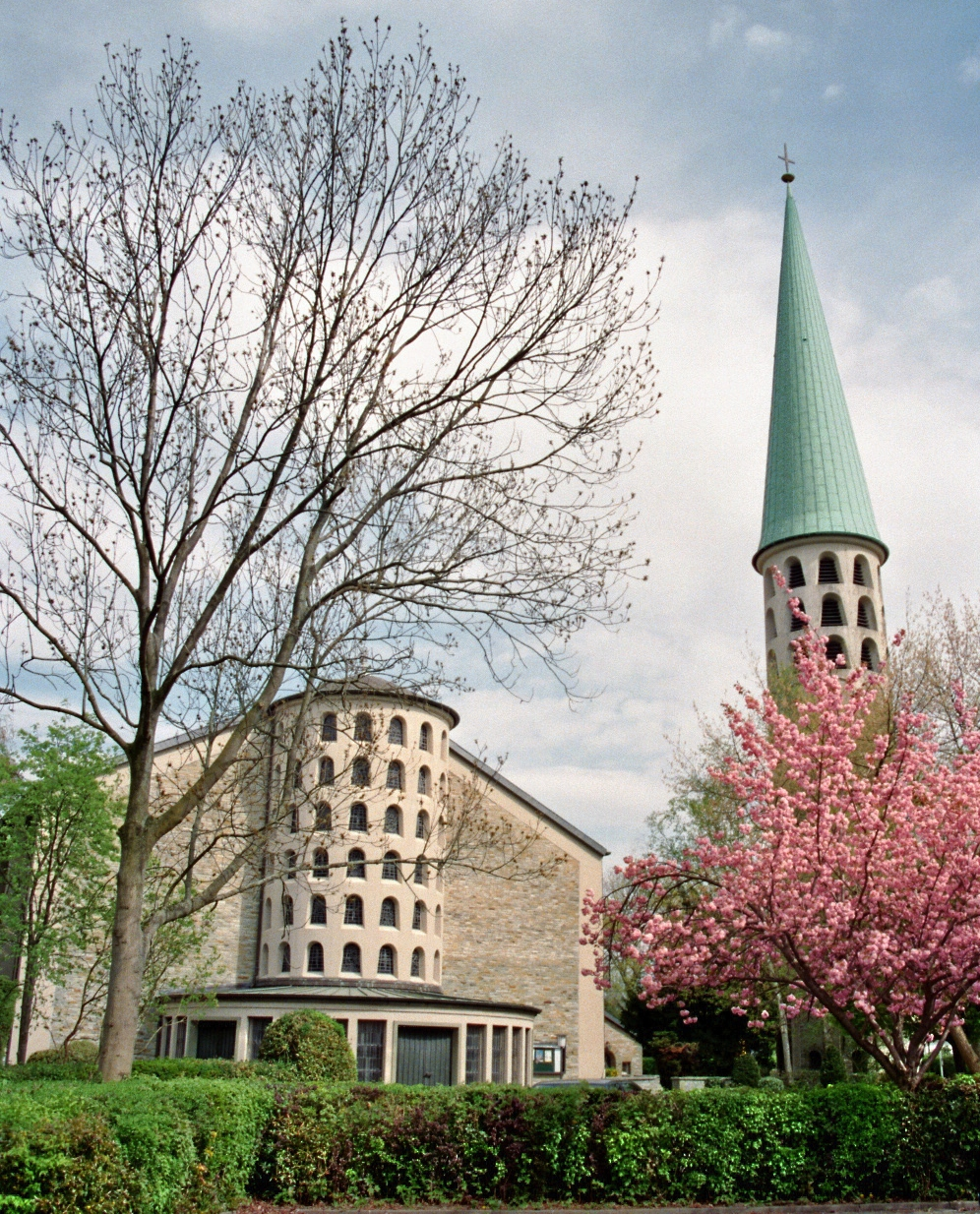
St.-Norbert-Kirche

Der überwiegende Teil der Bevölkerung ist christlichen Glaubens, katholisch und evangelisch. Hier gibt es aber auch weitere Gruppierungen, eine Gemeinde der Neuapostolischen Kirche und ehemals eine Freie evangelische Gemeinde. Alle Konfessionen haben oder hatten jeweils Kirchen oder Gebetsräume in Werl. Christliche Kirchen in Werl:

#### Katholische Kirchen
- Wallfahrtsbasilika Mariä Heimsuchung
- Alte Wallfahrtskirche
- Propsteikirche St. Walburga
- Pfarrkirche St. Peter
- Pfarrkirche St. Norbert
- Kapelle Mariä Heimsuchung (Gänsevöhde)
- Kapelle Muttergottes in der Not (alle Innenstadt)
- Josephskapelle in Ostuffeln

In den Ortsteilen gibt es weitere katholische Kirchen und Kapellen:
- Büderich – Pfarrkirche St. Kunibert
- Holtum – St.-Agatha-Kirche (St. Josefsverein, zu Büderich)
- Budberg – St.-Michael-Kapelle (zu Büderich)
- Sönnern – St.-Antonius-Kirche
- Niederbergstraße – St. Magdalena (zu Pfarrverbund Werl-Westönnen),
- Westönnen – Pfarrkirche St. Cäcilia.

Seit April 2005 gibt es den katholischen Pfarrverbund mit der Propsteigemeinde St. Walburga Werl und der Pfarrgemeinde St. Cäcilia Westönnen. Diese neue Form der Gemeindeverbünde wurde vom Erzbistum Paderborn eingeführt, da es aufgrund des Priestermangels nicht mehr in alle Gemeinden einen eigenen Pfarrer entsenden kann. Der zweite Pfarrverbund besteht aus den Gemeinden St. Norbert und St. Peter in Werl, der Gemeinde St. Kunibert in Werl-Büderich sowie der Gemeinde St. Antonius in Werl-Sönnern. Inzwischen sind alle Gemeinden in Werl zur „Gesamtpfarrei Propstei St. Walburga Werl“ zusammengeschlossen. 2024 erfolgte die Fusion mit den Kirchengemeinden Wickede, Ense und Welver zum Pastoralen Raum Werl, dabei sollen die einzelnen Pfarreien grundsätzlich eigenständig bleiben.

#### Evangelische Kirchen
- Paulus-Kirche in Werl, die Paulus-Kirche wurde 1966 eingeweiht. Im einzeln stehenden Glockenturm hing bis 1994 nur eine Stahlglocke. Sie wurde durch fünf Bronzeglocken ersetzt (Schlagtöne: d′,f″,g″,a″,b″). Von Bedeutung ist auch die Orgel, die seit 1990 die Gottesdienste begleitet und von der Fa. Eule aus Bautzen gebaut wurde.
- Evangelische Kirche in Hilbeck
- Die neuapostolische Gemeinde in Werl hat eine Kirche in Werl
- Die Freie evangelische Gemeinde unterhielt einen Gebetsraum in Werl
- Die ehemalige Johanneskirche in Werl wurde von der evangelischen Kirchengemeinde Werl säkularisiert. Mit dem Erlös und dem Erbbauzins für das Grundstück wurde das Gemeindehaus der evangelischen Kirchengemeinde (Haus der Begegnung) an der Paulus-Kirche mitfinanziert.

### Islamische Gemeinde

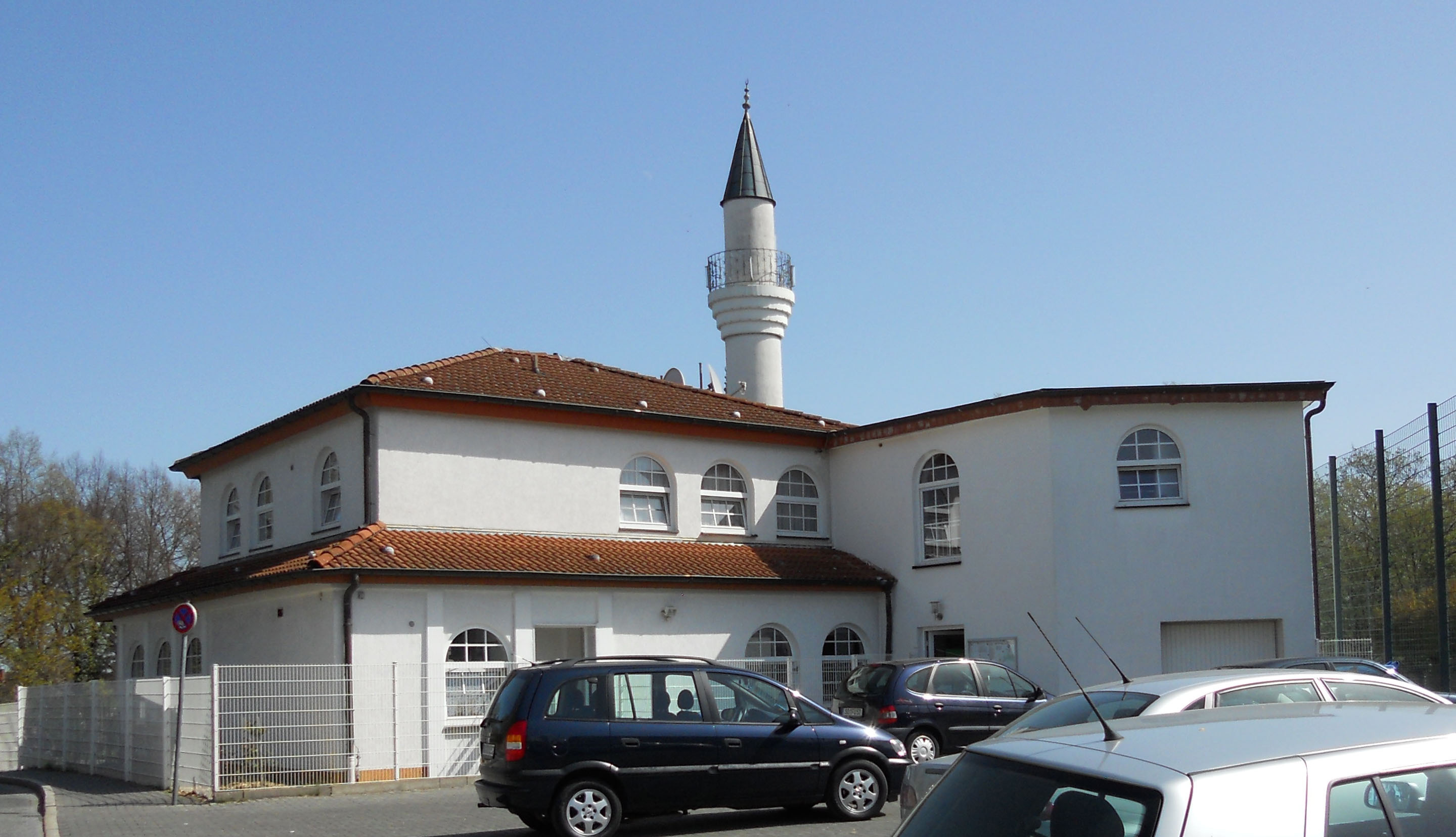
Moschee der islamischen Gemeinde mit Minarett

Die Muslime sind mit etwa 1.000 Mitgliedern in Werl vertreten. Als erste Moschee diente ein Gebetsraum in der Mehlerstraße.:34 Der „Verein zur Pflege islamischer Kultur e. V.“ hat 1989 die Fatih-Moschee, türkisch: Fatih Camii, gebaut. Sie war zu ihrer Eröffnung die erste Moschee in Deutschland mit Minarett. Die türkische Religionsbehörde DITIP (Türkisch-Islamische Union der Anstalt für Religion) stellt jeweils den Iman.

### Aleviten
In Werl leben etwa 100 alevitische Familien, die dem Alevitischen Kulturverein Hamm (Haci-Bektasi Veli Alevi Kültür Merkezi Hamm e. V.) angehören.

### Jüdische Gemeinde

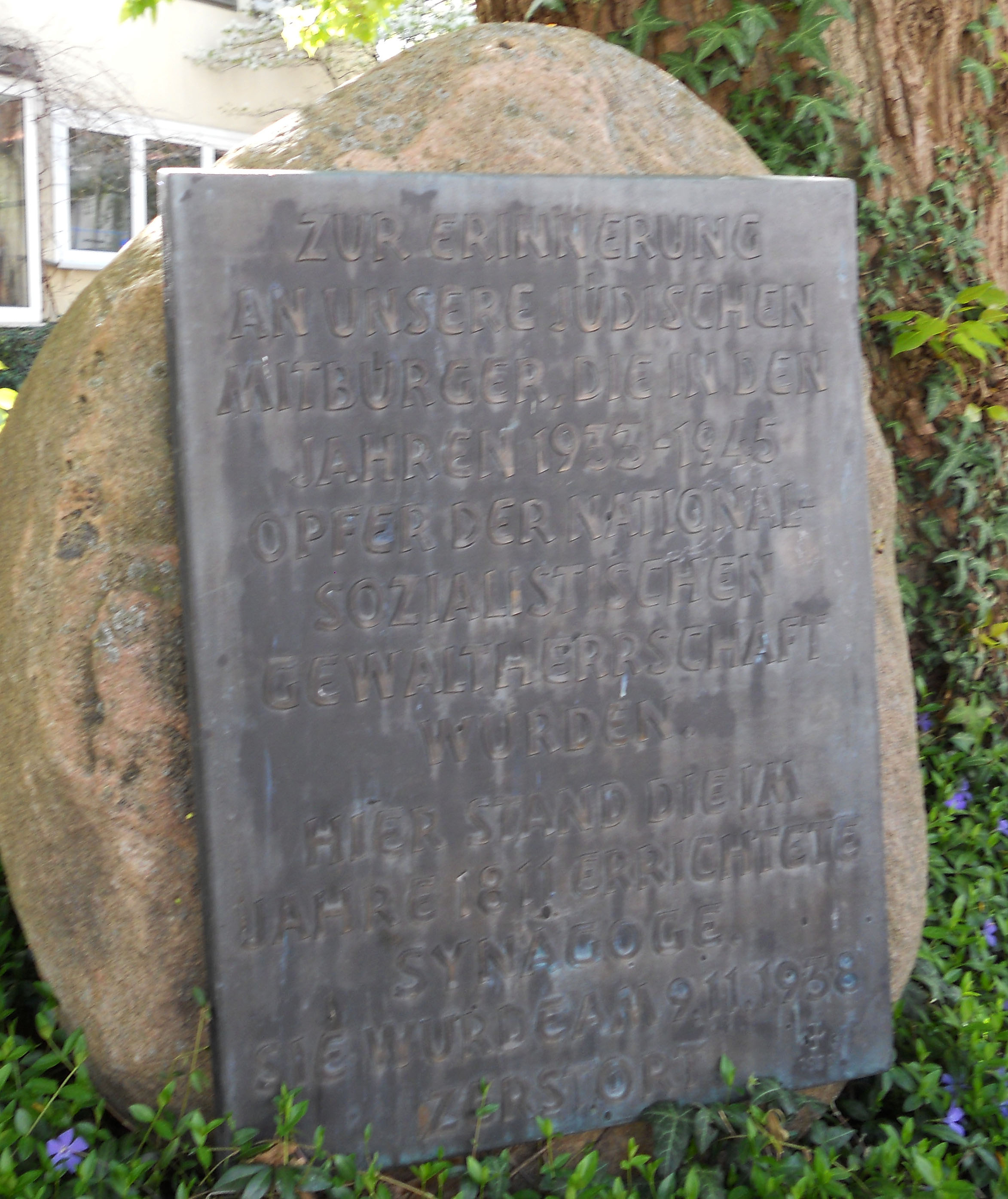
Gedenkstein am Platz der Synagoge

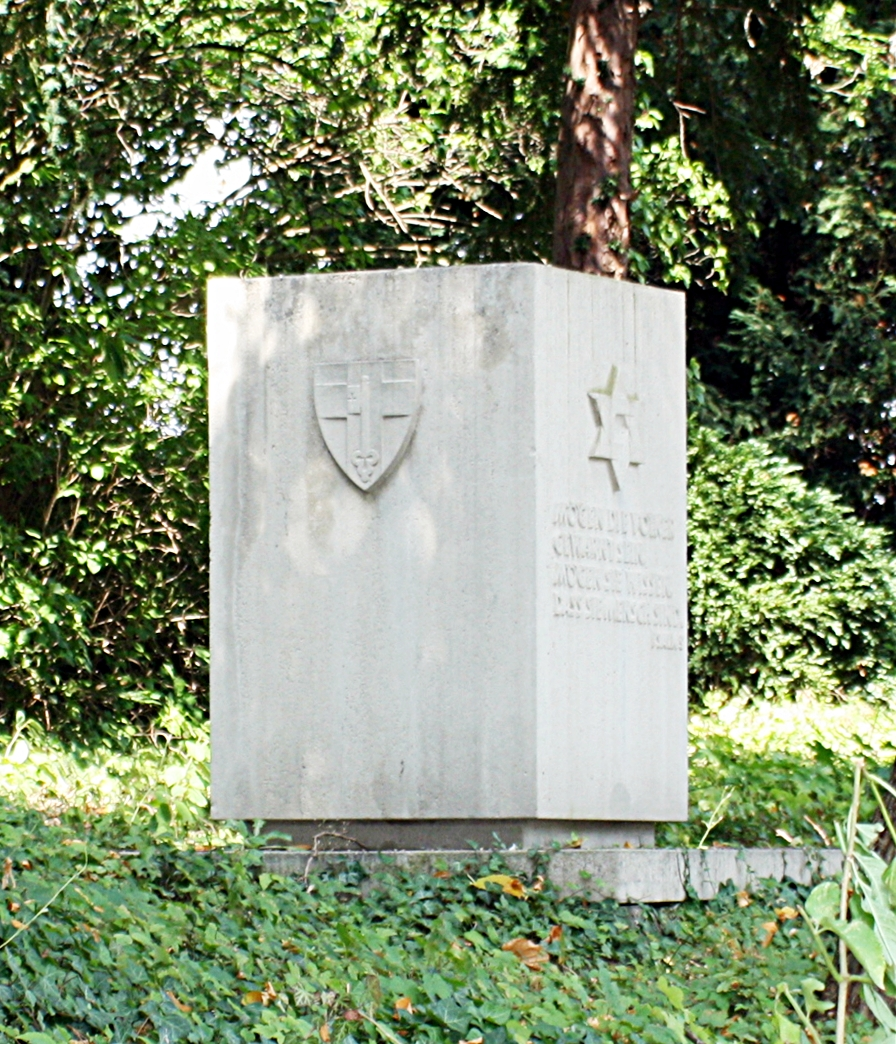
Mahnmal auf dem jüdischen Friedhof

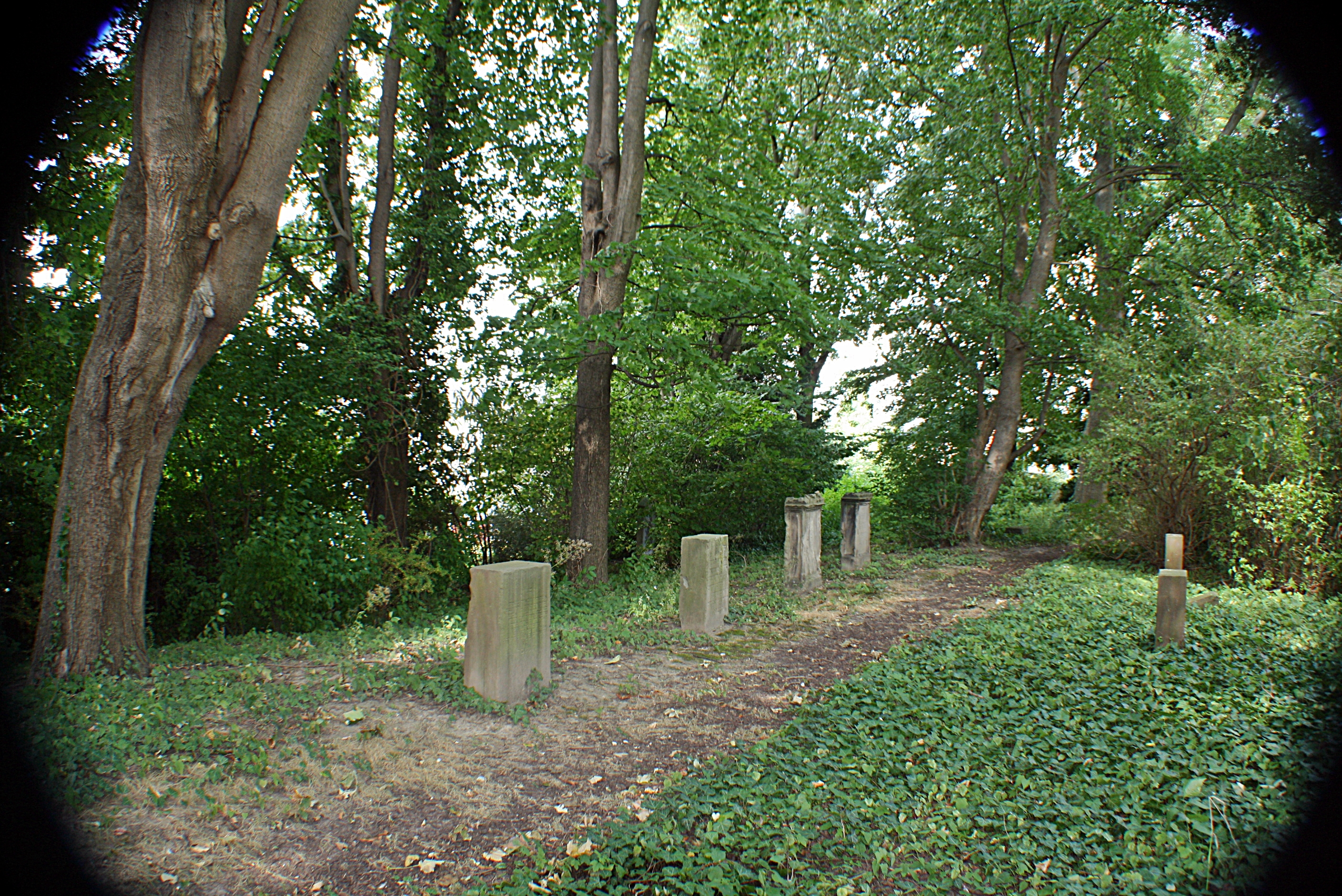
Jüdischer Friedhof in Werl

Bis zur Reichspogromnacht am 9. November 1938 unterhielt die Jüdische Gemeinde in Werl eine Synagoge. Das Gebetshaus wurde von der Gemeinde gebaut. Nach dem Krieg ist nur noch eine geringe Zahl der Einwohner Werls jüdischen Glaubens, und die Synagoge wurde nicht wieder aufgebaut. An der Stelle der Synagoge steht heute ein Ärztehaus; der Platz davor ist mit einem Gedenkstein gekennzeichnet und heißt offiziell Synagogenplatz. Die Kultgegenstände aus der Werler Synagoge konnten gerettet werden und befinden sich mittlerweile in der Synagoge in Dortmund.
In der Stadt existiert ein Jüdischer Friedhof.

#### Judenverfolgung
Am Morgen nach der Reichspogromnacht (am 10. November) mussten die Mitglieder der jüdischen Gemeinde hilflos mit ansehen, wie in Werl wohnende Nationalsozialisten und SS-Leute die Synagoge in Brand steckten und jüdische Geschäfte und Häuser plünderten. Die Feuerwehr bekam über den Werler Polizeichef Hochstuhl den Befehl, sich zurückzuhalten, denn es sei ein gemeldeter und organisierter Brand. Hochstuhl handelte auf Anweisung des stellvertretenden Soester Landrates. Die Verfolgung der Mitbürger mit einem jüdischen Hintergrund setzte jedoch bereits zuvor mit planmäßigen Boykotten jüdischer Geschäfte ein. In der Nacht vom 27. auf den 28. März 1939 wurden viele Schaufenster eingeschlagen. Es wurden zum Beispiel zwei Esel durch die Kämperstraße geführt, die Plakate mit der Aufschrift Werler kaufen bei Juden nichts auf dem Rücken trugen. Eingangs der Steinerstraße hatten Mitglieder der Ortsgruppe der NSDAP ein Transparent mit der Aufschrift Juden und Judenknechte sind hier nicht erwünscht gespannt. Das Textilgeschäft der Rosa Feldheim wurde verwüstet und die Inneneinrichtung wurde zerschlagen.
Die jüdischen Grundbesitzer wurden Anfang 1939 enteignet, einen Großteil der Grundstücke kaufte die Stadt. Auch der jüdische Friedhof, der an die gegenüberliegende Gänsevöhde angebunden werden sollte, gelangte in den Besitz der Stadt Werl. Großen Zulauf hatten in dieser Zeit antisemitische Veranstaltungen. Im Germaniasaal hielt der stellvertretende Gauleiter Vetter eine Rede zum Thema Die Rassenfrage, ein Schlüssel zur Weltgeschichte. Der Saal war vollkommen überfüllt und immer wieder wurde die Rede durch frenetischen Beifall unterbrochen.:208
Es gab aber auch in Werl eine Zahl von Bürgern, die nicht nur zuschaute, und gerade im katholischen Teil der Bevölkerung gab es offenen und auch heimlichen Widerstand, der sich insbesondere an der Wallfahrtskirche und im angeschlossenen Franziskanerkloster verbreitete. Infolge der Judenverfolgung flohen etliche Gemeindemitglieder aus Werl oder wurden in verschiedene Konzentrationslager deportiert und dort ermordet.

##### Berichte der Werler Lokalpresse
- Februar 1937 Wegen versuchter Rassenschande wurden die Juden Heinrich Hesse und Lothar Cohn von hier dem Amtsgericht zugeführt.
- November 1938 Auch in Werl Protestakte. Die Nachricht vom Ableben des Gesandtschaftsrates vom Rath erregte auch in Werl unter der Bevölkerung große Erregung und Empörung. Es kam zu Demonstrationen und Aktionen. An einem jüdischen Geschäft wurden die Fensterscheiben eingeschlagen. Die Synagoge ging in Flammen auf und brannte bis auf die Grundmauern nieder. Die Polizei nahm die Juden zu ihrer eignen Sicherheit in Schutzhaft.
- März 1940 Judengenossin… Ein unglaublicher Vorfall wurde am letzten Freitag, dem 29. März festgestellt. Frau Sch. aus R. wurde dabei ertappt, als sie einer jüdischen Familie 40 Eier ins Haus brachte. Die Frau scheint die Stellung und den Kampf des Nationalsozialismus gegen das Judentum bis heute noch nicht begriffen zu haben. Da sie auch noch gegen die Verordnung über die öffentliche Bewirtschaftung von Eiern und Eiererzeugnissen vom 7. September 1939, wonach Eier bei den Sammelstellen abgeliefert werden müssen, verstoßen hat, wird die Judengenossin ihrer gerechten Strafe für das volksschädigenden Verhalten nicht entgehen.
- Oktober 1940 Unverschämte jüdische Frechheit: Diebstahlsversuch auf dem Wochenmarkt. Auf dem letzten Werler Wochenmarkt wurde die Jüdin Selma Sarah Cohn dabei ertappt, als sie von einem Verkaufsstand einen Blumenkohlkopf entwenden wollte. Sie wurde von der Polizei in Schutzhaft genommen, da sich unter den anwesenden Volksgenossen eine gerechte Empörung bemächtigte.
- Juni 1942 Echt jüdische Frechheit. Festgenommen wurden hier zwei jüdische Frauen, die am Freitag ohne Bezugsberechtigung der Zwangsbewirtschaftung unterliegende Lebensmittel beim Erzeuger aufgekauft hatten. Käuferinnen und Verkäufer sehen ihrer Bestrafung entgegen.[15]

##### Die Judenschandsäule

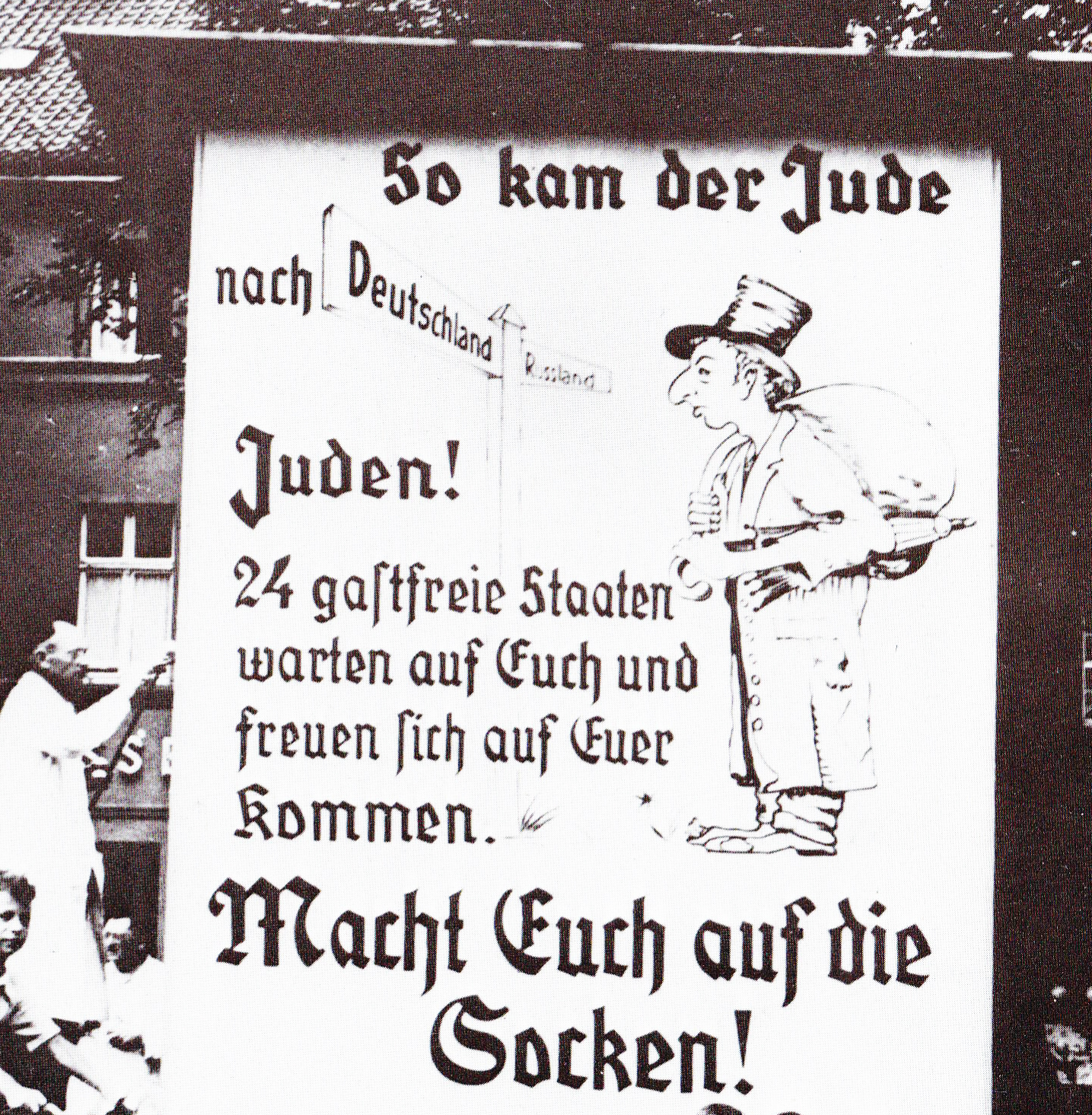
Judenschandsäule auf dem Werler Marktplatz

Im Sommer 1938 wurde mitten auf dem Marktplatz durch die Werler NSDAP eine über drei Meter hohe Schandsäule errichtet, die jüdische Wohnungen/Häuser und jüdische Geschäfte nannte und aufforderte, die jüdischen Geschäfte in Werl zu meiden. Auf einer dritten Seite wurden die jüdischen Bürger in Werl mit einer Karikatur verhöhnt und mit folgendem Text aufgefordert, Werl zu verlassen: Juden! 24 gastfreie Staaten warten auf Euch und freuen sich auf Euer Kommen. Macht Euch auf die Socken! Auf der vierten Seite wurde das Hitler-Zitat veröffentlicht: Was nicht Rasse ist auf dieser Welt ist Spreu! Nach dem Ende des Zweiten Weltkriegs gingen Bilder dieser Säule durch die Weltpresse, die den Werler Rassenwahn verdeutlichten.
Auf dem ehemaligen jüdischen Friedhof erinnert ein Gedenkstein an die Judenverfolgung.

## Politik

### Rat der Stadt Werl
Nach der Kommunalwahl am 13. September 2020 führte das Ergebnis zu folgender Sitzverteilung (mit Vergleichszahlen der beiden vorigen Wahlen):
| Partei / Gruppierung | 2020     | 2014 | 2009 |
| CDU                  | 17 Sitze | 17   | 19   |
| SPD                  | 10 Sitze | 12   | 08   |
| GRÜNE                | 06 Sitze | 04   | 03   |
| BG                   | 03 Sitze | 04   | 05   |
| FDP                  | 02 Sitze | 01   | 02   |
| WP                   | 00 Sitze | 02   | 0    |
| Linke                | 00 Sitze | 0    | 02   |
| Gesamt               | 38 Sitze | 40   | 39   |

### Ergebnisse der Kommunalwahlen ab 1975
Die Liste zeigt die Stimmenanteile nur der Parteien und Wählergemeinschaften, die mindestens 1,95 Prozent der Stimmen bei der jeweiligen Wahl erhalten haben.
| Jahr | CDU    | SPD    | Grüne2 | BG1    | FDP   | WP3   | Linke | DZP4  |
| ---- | ------ | ------ | ------ | ------ | ----- | ----- | ----- | ----- |
| 1975 | 59,5 % | 30,6 % |        |        | 4,6 % |       |       | 5,3 % |
| 1979 | 60,4 % | 31,9 % |        |        | 3,0 % |       |       | 4,5 % |
| 1984 | 57,2 % | 27,6 % | 11,0 % |        | 4,1 % |       |       |       |
| 1989 | 45,6 % | 28,8 % | 09,6 % | 11,0 % | 5,0 % |       |       |       |
| 1994 | 47,3 % | 31,4 % | 08,4 % | 09,3 % | 3,7 % |       |       |       |
| 1999 | 55,2 % | 28,0 % | 04,0 % | 09,9 % | 2,9 % |       |       |       |
| 2004 | 54,1 % | 20,7 % | 06,8 % | 12,5 % | 5,4 % |       |       |       |
| 2009 | 49,0 % | 19,4 % | 07,9 % | 11,9 % | 7,8 % |       | 4,0 % |       |
| 2014 | 42,3 % | 30,2 % | 09,4 % | 09,5 % | 3,5 % | 5,1 % |       |       |
| 2020 | 45,3 % | 25,6 % | 16,1 % | 07,5 % | 5,5 % |       |       |       |

Fußnoten
1 Bürgergemeinschaft Werl     2 1984 und 1989: Grüne, ab 1994: B’90/Grüne     3 Werler Protestwähler     4 Deutsche Zentrumspartei

### Bürgermeister
- 20. Januar 1943 bis 8. April 1945 Walter Riedel
- 1945–1946: Johann Heinrich Lennartz (1896–1975) (ehemals Zentrum)
- 1946–1949: Theodor Nottebaum (1909–1964) (Zentrum)
- 1949–1952: Wilhelm Löer (1915–1986) (Zentrum)
- 1952–1958: Kaspar Wenner (1895–1965) (Zentrum)
- 1958–1965: Ferdinand Pöppinghaus (1923–1965) (CDU)
- 1965–1981: Amalie Rohrer (1922–2014) (CDU)
- 1981–1985: Heinz Sasse (CDU)
- 1986–1994: Elisabeth Böhmer (1930–2020) (CDU)
- 1994–1996: Kunibert Becker (1934–2001) (CDU)
- 1996–1999: Friedrich Leopold Graf von Brühl (CDU)
- 1999–2020: Michael Grossmann (CDU) (ab 1999 hauptamtlich)
- ab 2020: Torben Höbrink (CDU)[35]

### Stadtdirektoren (bis 1999)
- 1946–1955: Johann Heinrich Lennartz (1896–1975)
- 1955–1971: Franz Ludwig (1906–1974)
- 1971–1994: Wilhelm Dirkmann (1929–2016)
- 1994–1999: Manfred Lipphardt (SPD)

Bei der Kommunalwahl im Jahre 1999 wurde in NRW die städtische Doppelspitze abgeschafft. Der hauptamtliche Bürgermeister ist seitdem Stadtrepräsentant und Chef der Verwaltung.

### Wappen
Blasonierung: „In Silber ein durchgehendes schwarzes Balkenkreuz, darin ein silberner Schlüssel.“
Wappenerklärung: Das schwarze Kreuz in Silber stellt das kurkölnische Wappen dar, zu dem Werl während des Alten Reiches gehörte, der silberne Schlüssel im Kreuzpfahl ist das Attribut des Hl. Petrus und symbolisiert ihn als Stadtpatron von Werl und als Schutzpatron des Erzstiftes Köln. Der älteste Nachweis dieses Wappens stammt aus dem Jahre 1503.

### Städtepartnerschaften
Werl pflegt seit dem 6. Oktober 1973 eine Städtepartnerschaft mit der Stadt Halle in Belgien.

## Wirtschaft und Infrastruktur

### Unternehmen

#### Logistik
Während der Umwandlung des ehemaligen Militärgeländes in Gewerbegebiete (KonWerl 2010) haben sich viele Mittelständler und Logistikfirmen in Werl neu angesiedelt oder sind aus dem Umland nach Werl gezogen.
Auto Teile Unger (A.T.U) betreibt in Werl ein Distributionszentrum; von dort werden die ATU-Filialen in Nord- und Ostdeutschland sowie die Internet-Besteller beliefert.
Der Nutzfahrzeug- und Lkw-Teile-Großhändler Europart beliefert von Werl aus alle seine Niederlassungen und Großkunden in der gesamten Bundesrepublik Deutschland.
Der Lebensmittel-Discounter Aldi-Nord hat in Werl eine Regionalniederlassung und ein Zentrallager.

#### Industrie
Ein Unternehmen mit großer Bedeutung für den Werler Arbeitsmarkt ist die Standard-Metallwerke GmbH mit über 500 Beschäftigten.
Ein Unternehmen mit Weltruf war der Sportartikelhersteller Heinz Kettler GmbH & Co. KG. Der Konzern mit weltweiten Filialbetrieben hatte seinen Unternehmensschwerpunkt in Deutschland. Von insgesamt 750 Mitarbeitern war ein großer Teil in Werl beschäftigt. In Werl wurden die Werke Mersch, Sönnern I und Sönnern II unterhalten. Im Werk Mersch waren ein großes Lager, eine Näherei und die Entwicklungsabteilung. Die Verwaltung des Konzerns und ein weiterer Produktionsstandort befand sich in der Werler Nachbargemeinde Ense. Die Firma Kettler ist mittlerweile insolvent.
Die Josef Mawick Kunststoff-Spritzgusswerk GmbH & Co. KG beschäftigt in Werl-Sönnern 230 Mitarbeiter und fertigt Spritzgussteile aus Kunststoff und die dazugehörigen Werkzeuge.
Das Orgelbauunternehmen Gebrüder Stockmann existiert seit 1889.
In Werl-Büderich (Gewerbegebiet Prozessionsweg) ansässig sind die Unternehmen Wilhelm Reffelmann & Co. KG, das Möbel aus Metall herstellt und Staverma, das feuerfeste Formen aus Keramik für die Eisen- und Stahlindustrie liefert.

#### Banken

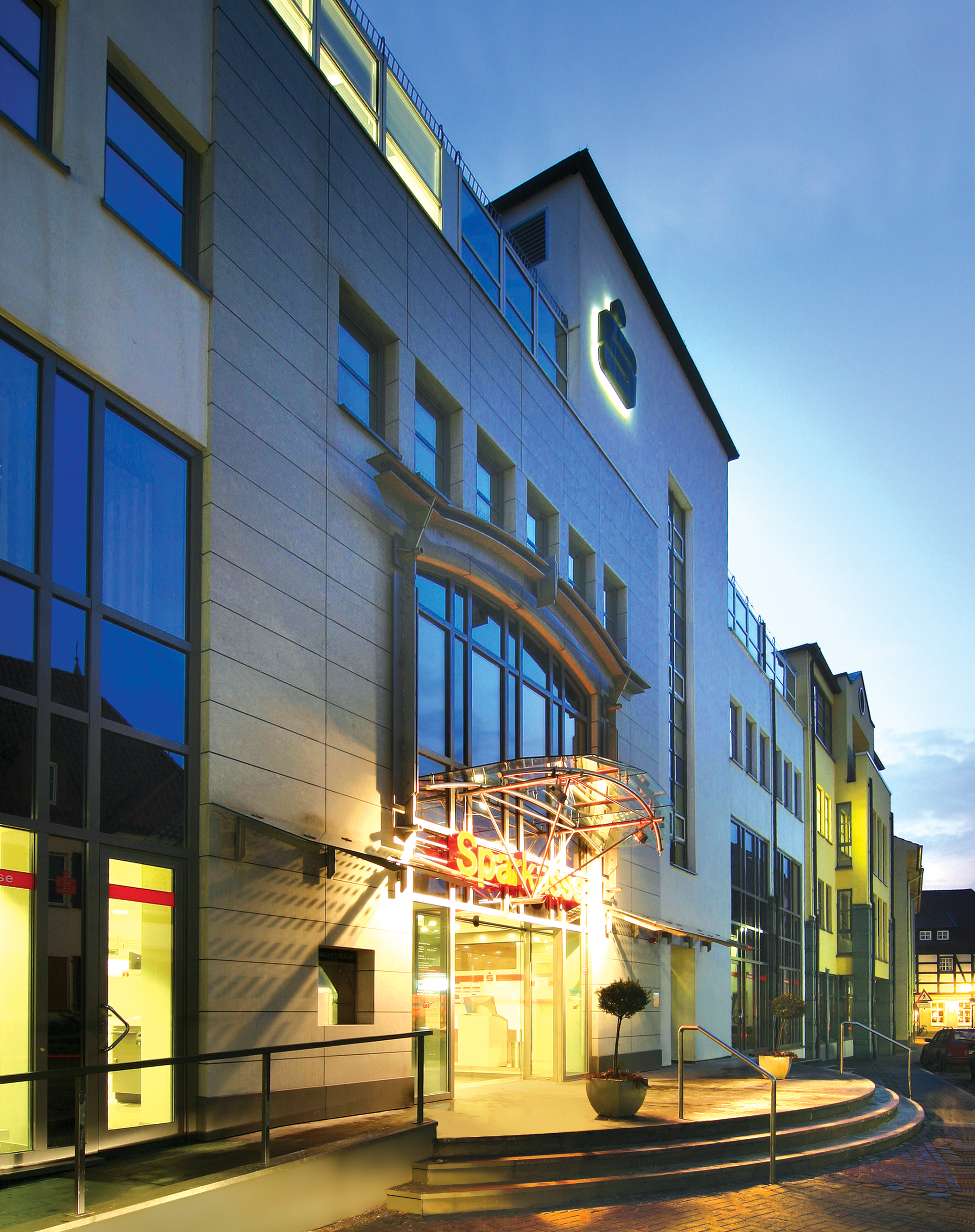
Sparkasse Werl

Die Sparkasse Hellweg-Lippe hat ihren Hauptsitz in Lippstadt und unterhält eine Filiale ein Werl. Die Volksbank Hellweg mit Hauptsitz in Soest hat eine Filiale ein Werl.

#### Müllabfuhr
Bis 1947 gab es in der Stadt keine Müllabfuhr. Die erzeugten Abfälle wurden in den Haushalten in Öfen und Herden verbrannt. Asche und restliche Abfälle wurden in einer (häufig gemauerten) Grube offen gelagert. Dies brachte Geruchsbelästigungen und Ungeziefer mit sich. Mehrmals jährlich wurden die Gruben ausgehoben und der Müll mit Fuhrwerken auf die Müllkippen an der Neheimer Straße oder am Blumenthaler Weg transportiert. Am 12. April 1946 beschloss der Rat der Stadt einstimmig die Einführung der Müllabfuhr mit Anschluss- und Benutzungszwang.

### Verkehr

#### Fernstraßen
Die Stadt liegt an der Ost-West-Autobahn A 44 (Aachen – Düsseldorf – Dortmund – Kassel). Die A 445 (Werl – Wickede (Ruhr) – Arnsberg) verbindet Werl mit dem Sauerland und kreuzt sich im Kreuz Werl mit der BAB 44. Es gibt auf Werler Stadtgebiet vier Autobahnabfahrten: AS Werl-Nord, AS Werl-Zentrum, AS Wickede (alle BAB 445) sowie AS Werl-Süd (BAB 44).
Außerdem verläuft mit der Bundesstraße 1 der historische Hellweg durch die Stadt. Eine weitere Verbindung besteht mit der Bundesstraße 63 nach Hamm und Menden und der Bundesstraße 516 quer durch das Sauerland am Möhnesee vorbei nach Brilon.

#### Schienenverkehr
Der Bahnhof Werl und der Haltepunkt Westönnen liegen an der Bahnstrecke Dortmund–Unna–Werl–Soest und werden montags bis samstags halbstündlich und sonntags sowie an Feiertagen stündlich von der RB 59 der Eurobahn bedient.
| Linie | Verlauf | Takt                                           |
| ----- | --- | ---------------------------------------------- |
| RB 59 | Hellweg-Bahn: Dortmund Hbf – Dortmund Signal-Iduna-Park – Dortmund-Hörde – Dortmund-Aplerbeck – Dortmund-Sölde – Holzwickede – Unna – Lünern – Hemmerde – Werl – Westönnen – Soest Stand: Fahrplanwechsel Dezember 2023 | 30 min (werktags) 60 min (sonn- und feiertags) |

Werl liegt im Verkehrsgebiet der Verkehrsgemeinschaft Ruhr-Lippe. Seit August 2017 gilt der Westfalentarif.

#### Busverkehr
Werl hat mehrere Buslinien, die alle am Werler Bahnhof enden. Es verkehren vier Hauptlinien (Regiobusse), drei Stadtverkehrslinien und mehrere Schülerlinien. Betrieben werden die meisten Linien von der Busverkehr Ruhr-Sieg GmbH. Auch die Regionalverkehr Ruhr-Lippe GmbH befährt drei Linien. Die in Hamm ansässige Verkehrsgesellschaft Breitenbach betreibt ebenfalls eine Linie (Werl–Welver).

### Öffentliche Einrichtungen

#### Staatliche Einrichtungen

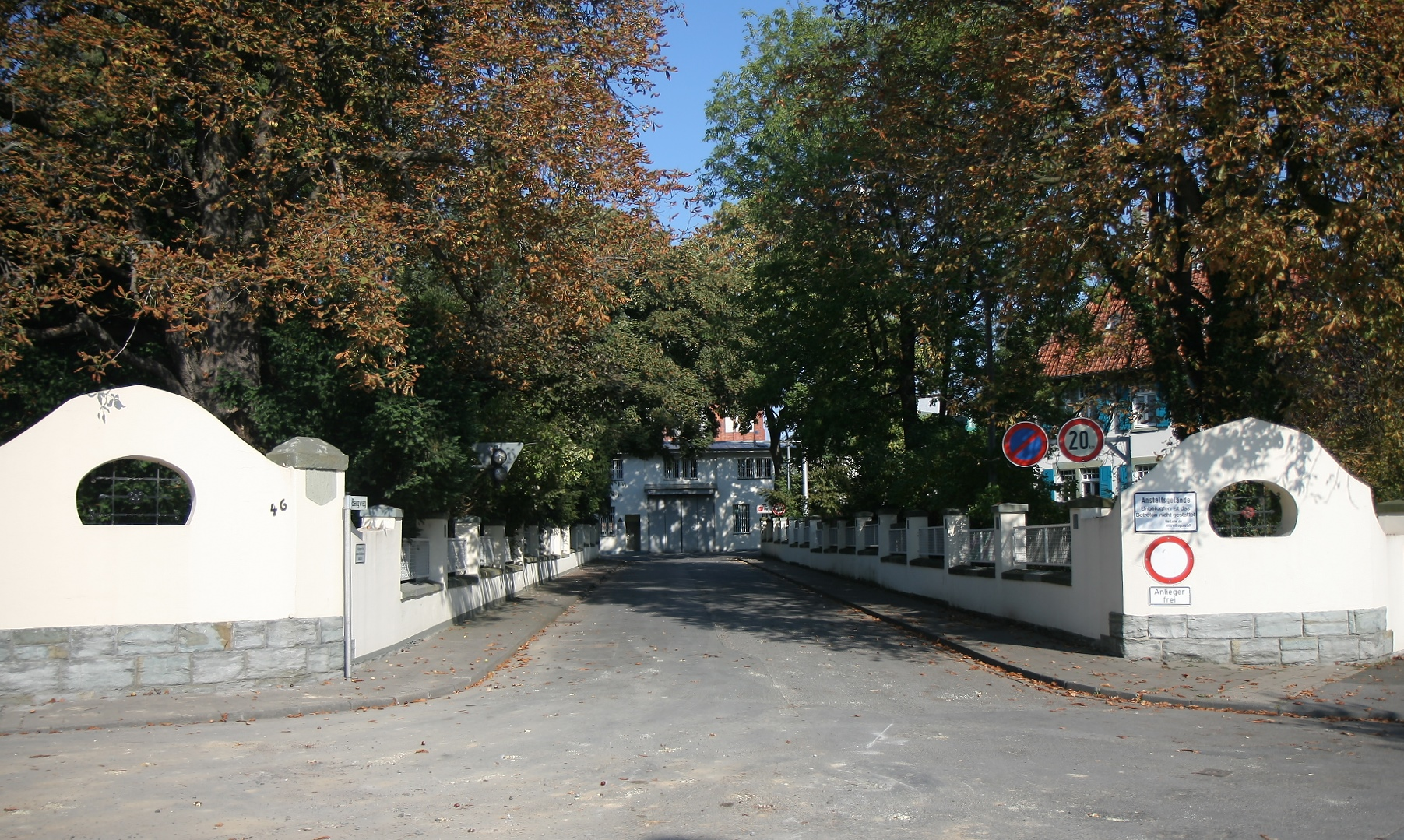
Justizvollzugsanstalt Werl

Die Justizvollzugsanstalt Werl mit etwa 900 Haftplätzen gehört zu den größten Justizvollzugsanstalten in Deutschland. Das ehemals „Königlich-Preußische Zentralgefängnis“ wurde in nur zwei Jahren erbaut und am 1. Juli 1908 in Betrieb genommen. Kurz nach dem Ende des Zweiten Weltkrieges kam das Zuchthaus zu zweifelhaftem Weltruf. Es wurde Allied Prison. Hohe Generäle wie Albert Kesselring, Erich von Manstein und Eberhard von Mackensen wurden hier teilweise bis in die 1950er Jahre hinein gefangen gehalten. Konrad Adenauer setzte sich anlässlich einer Schlesierwallfahrt in Werl für deren Freilassung ein. Danach gab es einige Umbenennungen von „Zuchthaus und Sicherungsanstalt“ über „Strafanstalt“ bis zur heutigen Justizvollzugsanstalt (JVA).
Werl ist ferner Sitz des Amtsgerichts Werl sowie einer Autobahnmeisterei des landeseigenen Betriebes „Straßen NRW“.

#### Kliniken
- Das Mariannen-Hospital Werl ist ein allgemeines freigemeinnütziges Krankenhaus mit drei Fachabteilungen: Anästhesie, Chirurgie und Innere Medizin. Spezialisierung: Die Abteilung „Innere Medizin“ hat in den letzten Jahren eine bundesweite Aufwertung durch die Behandlung von Diabetes-Patienten (→ diabetischer Fuß) erfahren. Das Krankenhaus an der Unnaer Straße wird von der Maria-Anna-Heese'sche Stiftung getragen.[40] Die Stiftung trägt in Werl neben dem Krankenhaus noch einen Kindergarten und bis in die 1980er Jahre hinein ein Kinderheim. Im hinteren Bereich ist eine Tagespflegeeinrichtung der Caritas. Wirtschaftlich ist das Hospital seit 2000 an die Katholische Hospitalvereinigung Hellweg gGmbH gemeinsam mit dem Katharinen-Hospital Unna angeschlossen. Ursprünglich hatte die Klinik weitere Fachabteilungen: Kinderheilkunde, Orthopädie und Urologie. Die beiden letztgenannten Abteilungen waren Belegabteilungen.
- Die Bördeklinik Werl ist eine private chirurgische Klinik.

### Schulen

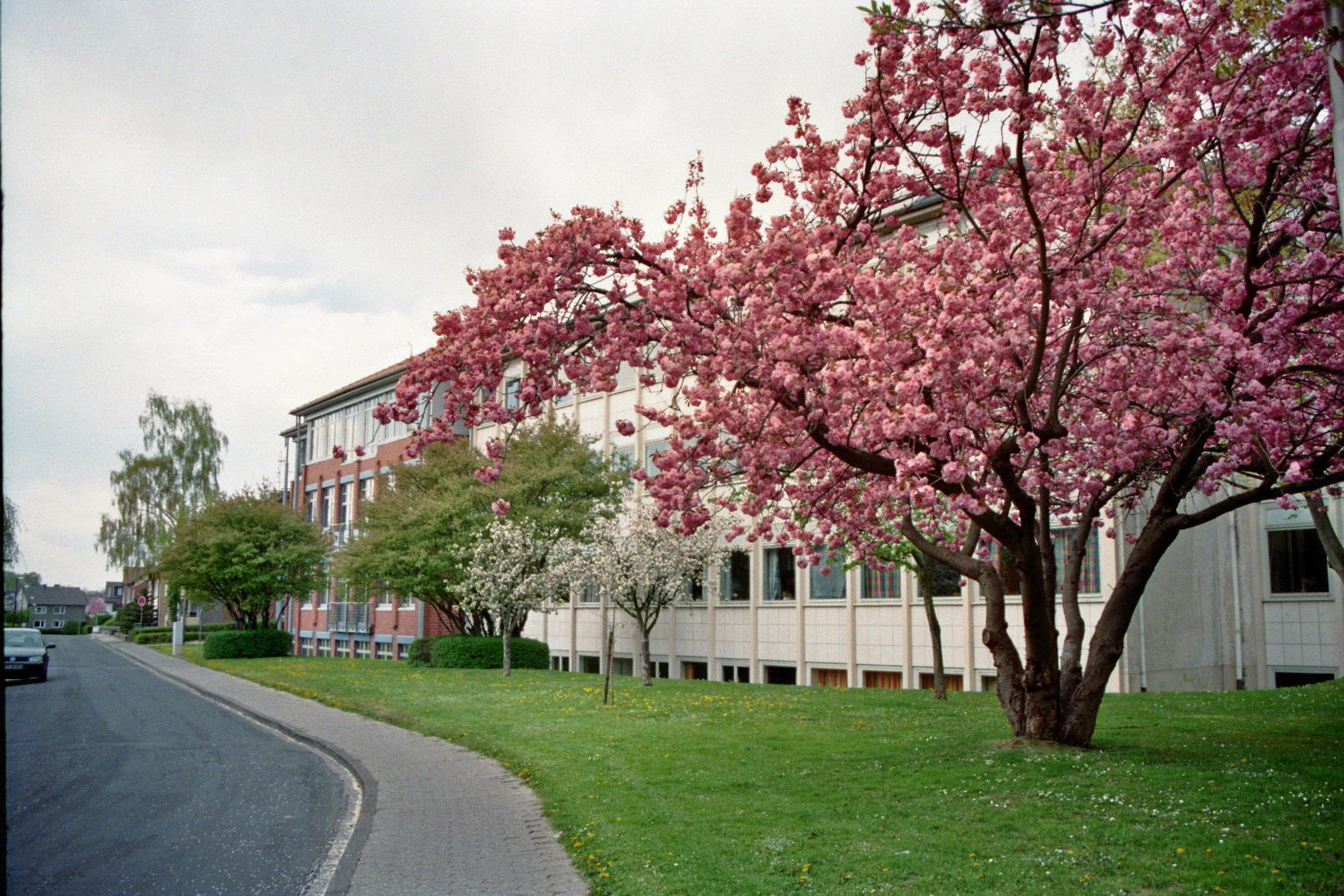
Marien-Gymnasium Werl

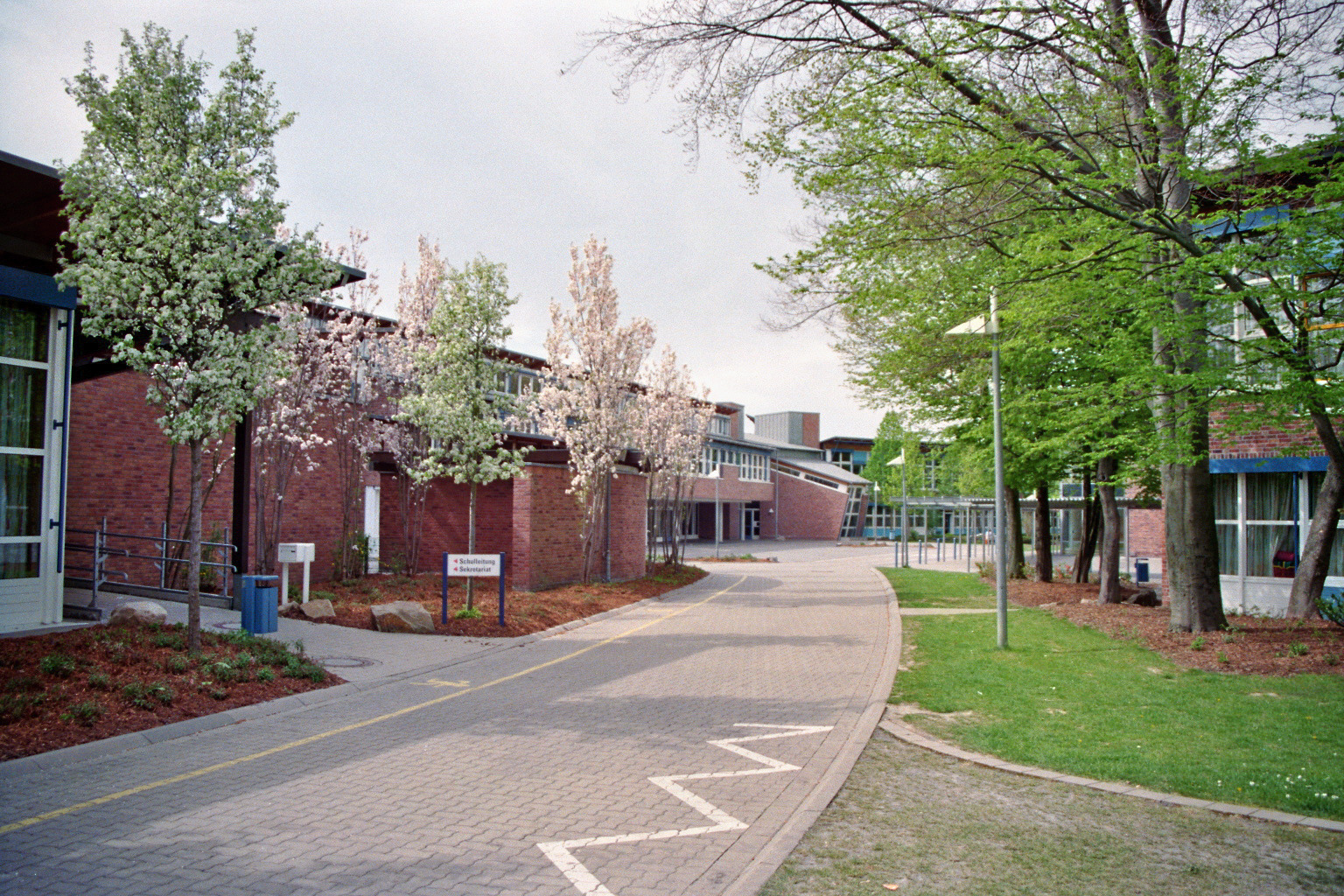
Hedwig-Dransfeld-Schule

#### Grundschulen
- Walburgisschule (kath. Bekenntnisschule)
- Paul-Gerhardt-Schule (ev. Bekenntnisschule)
- Petrischule (kath. Bekenntnisschule)
- Norbertschule (kath. Bekenntnisschule)
- Marienschule in Werl-Büderich (kath. Bekenntnisschule)
- St.-Josef-Schule in Werl-Westönnen (kath. Bekenntnisschule)

#### Realschulen
- Private Ursulinenrealschule als Abteilung der Ursulinenschulen Werl

Die Städtische Realschule Werl ist zum 14. Juli 2017 geschlossen worden.

#### Sekundarschule
- Sälzer-Sekundarschule Werl – Eröffnet am 23. August 2012. Entstanden durch Zusammenlegung der Städtischen Realschule und der Overberg-Hauptschule, in den Räumlichkeiten der Realschule und dem gegenüberliegenden Gebäude der Fröbelschule.[42]

#### Gymnasien
- Städtisches Marien-Gymnasium
- Privates Ursulinengymnasium als Abteilung der Ursulinenschulen Werl

#### Förderschulen

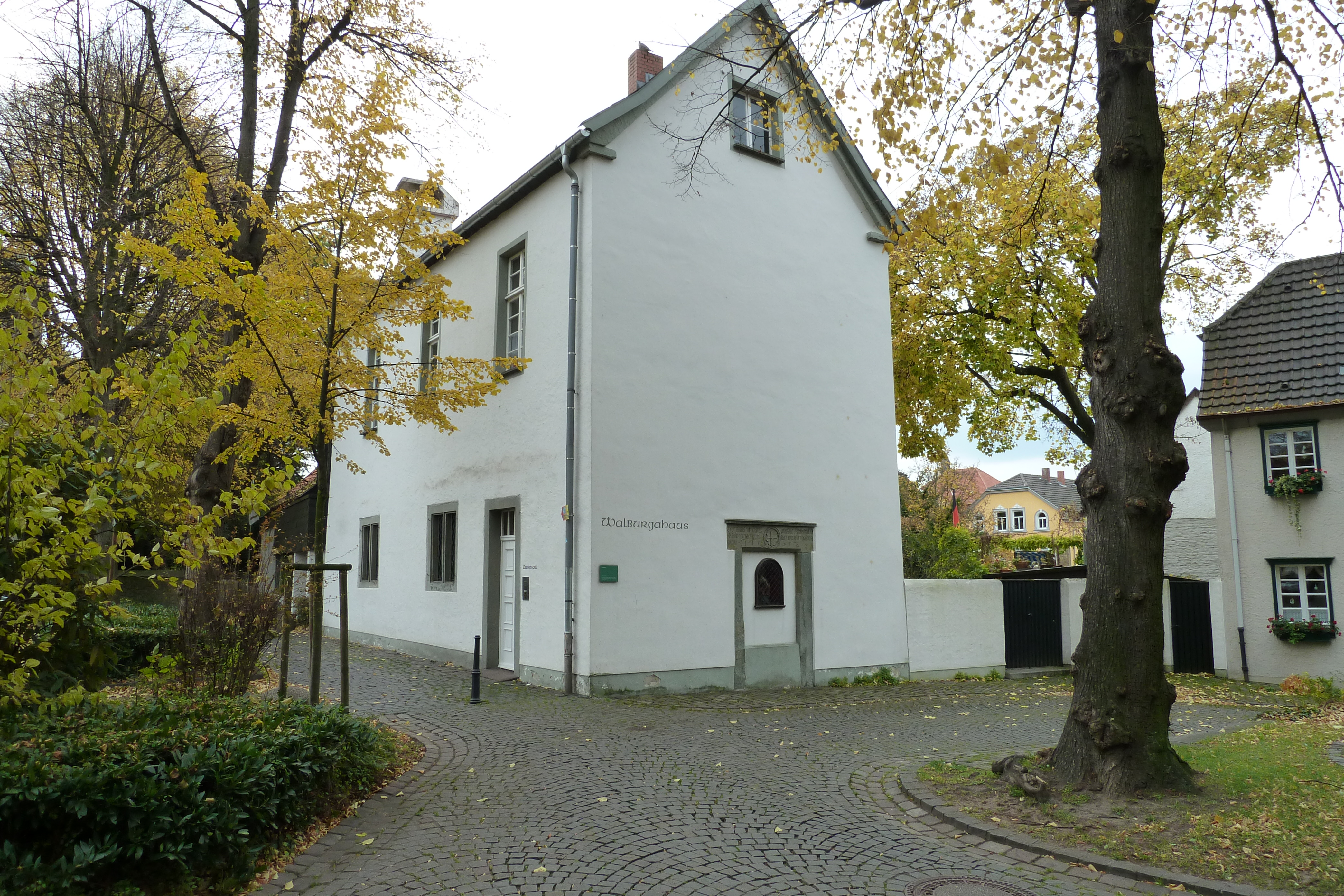
Alte Lateinschule Walburgahaus, erstes Schulgebäude der Sonderschule

- Peter-Härtling-Schule, Förderschule des Kreises Soest, Primarstufe, Förderschwerpunkt Emotionale und soziale Entwicklung
- Hedwig-Dransfeld-Schule LWL-Förderschule, Förderschwerpunkt körperliche und motorische Entwicklung

#### Ehemalige Schulen
- Die Petrihauptschule (Gemeinschaftshauptschule) ist am 31. Juli 2014 ausgelaufen. Die verbleibenden Schüler machten ihren Schulabschluss an der Overberg-Hauptschule (kath. Bekenntnisschule), die ihrerseits am 14. Juli 2017 geschlossen wurde. Seitdem gibt es keine Hauptschulen mehr in Werl.[43]
- Die Grundschule Carl-Orff-Schule in Werl-Hilbeck (Gemeinschaftsschule) war eine Zweigstelle der Carl-Orff-Schule in Rhynern und schloss am 31. Juli 2013, sie wurde 1942 errichtet. In dem Gebäude befindet sich heute ein Architekturbüro.

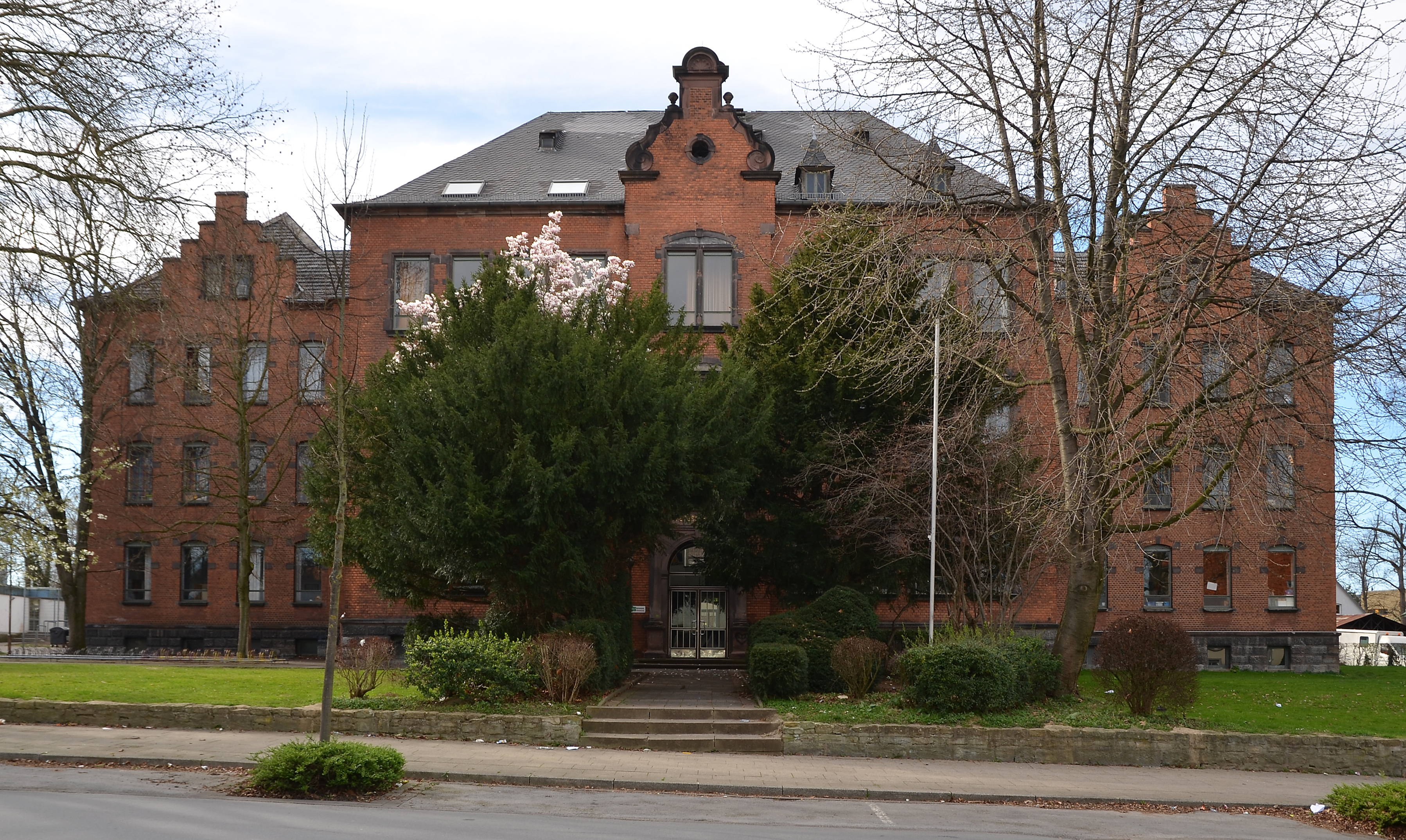
Ehemalige Overbergschule, davor Lehrerseminar

- Ehemalige Overbergschule, davor LehrerseminarDie Overberg-Hauptschule wurde im Zuge der Einrichtung der Sälzer-Sekundarschule geschlossen. Das historische Gebäude in der Wickeder Straße steht seitdem leer.

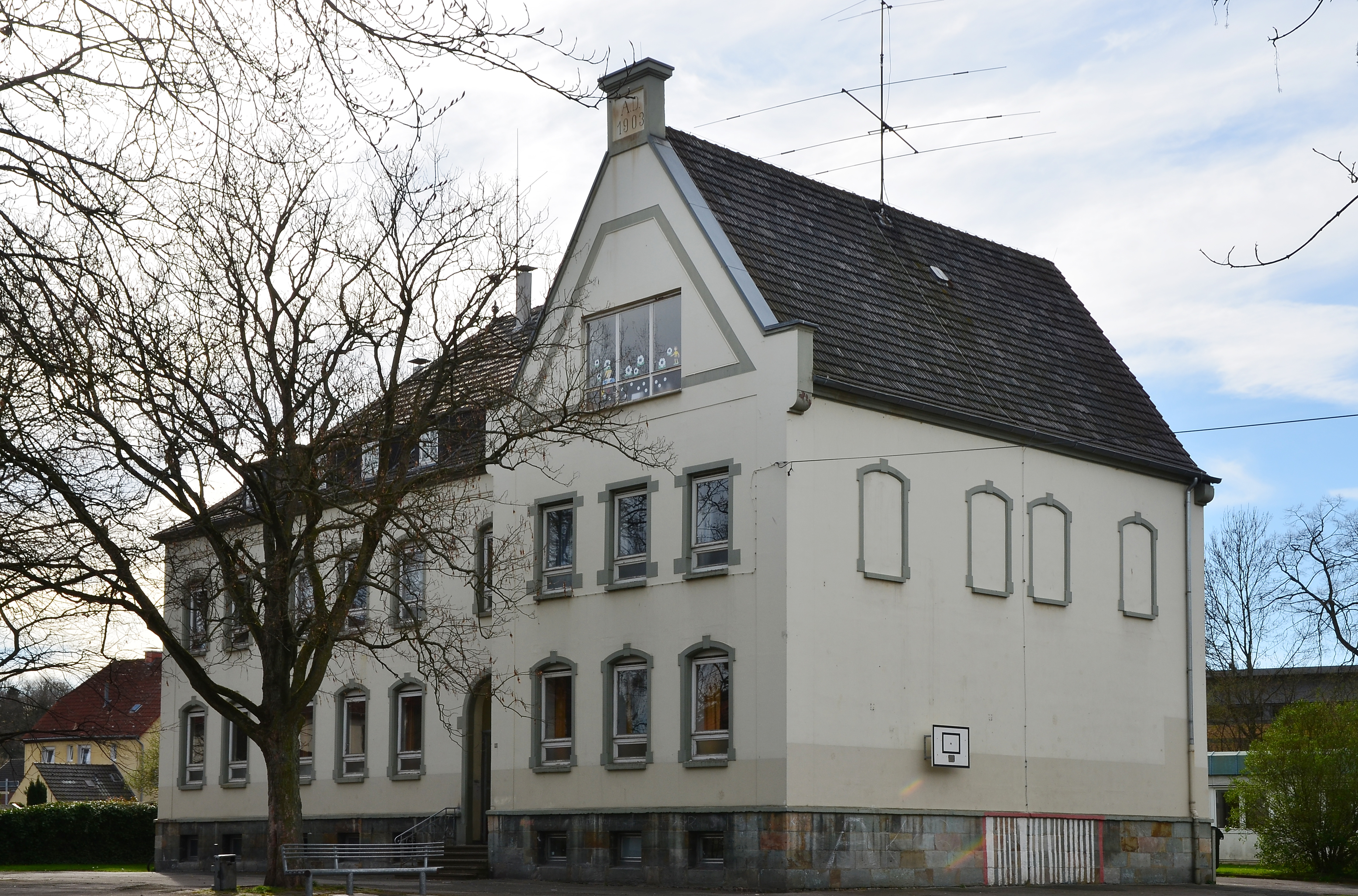
Ehemalige Fröbelschule

- Ehemalige FröbelschuleDie Förderschule Friedrich-Fröbel-Schule existiert nicht mehr. Zur Geschichte der Schule: Dem aus Ostpreußen vertriebenen Hilfsschullehrer Walter Roesner wurde 1950 von der Stadt der Auftrag erteilt, eine Sonderschule einzurichten. Als Raum stand die ehemalige Lateinschule an der Propsteikirche zur Verfügung. Zusammen mit einer Lehrerin wurden 54 Schüler unterrichtet. Die Schule erhielt 1952 den Namen Friedrich-Fröbel-Schule. Von 1958 bis 1976 war sie in der früheren Präparandie an der Wickeder Straße untergebracht. Zur Erlangung des Hauptschulabschlusses wurde 1974/75 eine zehnte Klasse eingerichtet, in der dann in diesem Schuljahr in Kooperation mit der Overberg-Hauptschule, die Schüler den Abschluss erreichen konnten. Der Schulbetrieb in dem neu gebauten Schulgebäude am Kucklermühlenweg wurde 1976/77 vorgenommen. Hier wurde die Schule, eine absolute Neuheit in Nordrhein-Westfalen, als Sonderschule für Lernbehinderte in ein Schulzentrum einbezogen. Die Fröbel-Schule ist am 30. Juni 2015 aufgelöst worden. Die restlichen Schüler sind auf andere Schulen überwiesen worden.

#### Sonstige Bildungseinrichtungen
- Familienbildungsstätte FEBI
- Malschule Werl

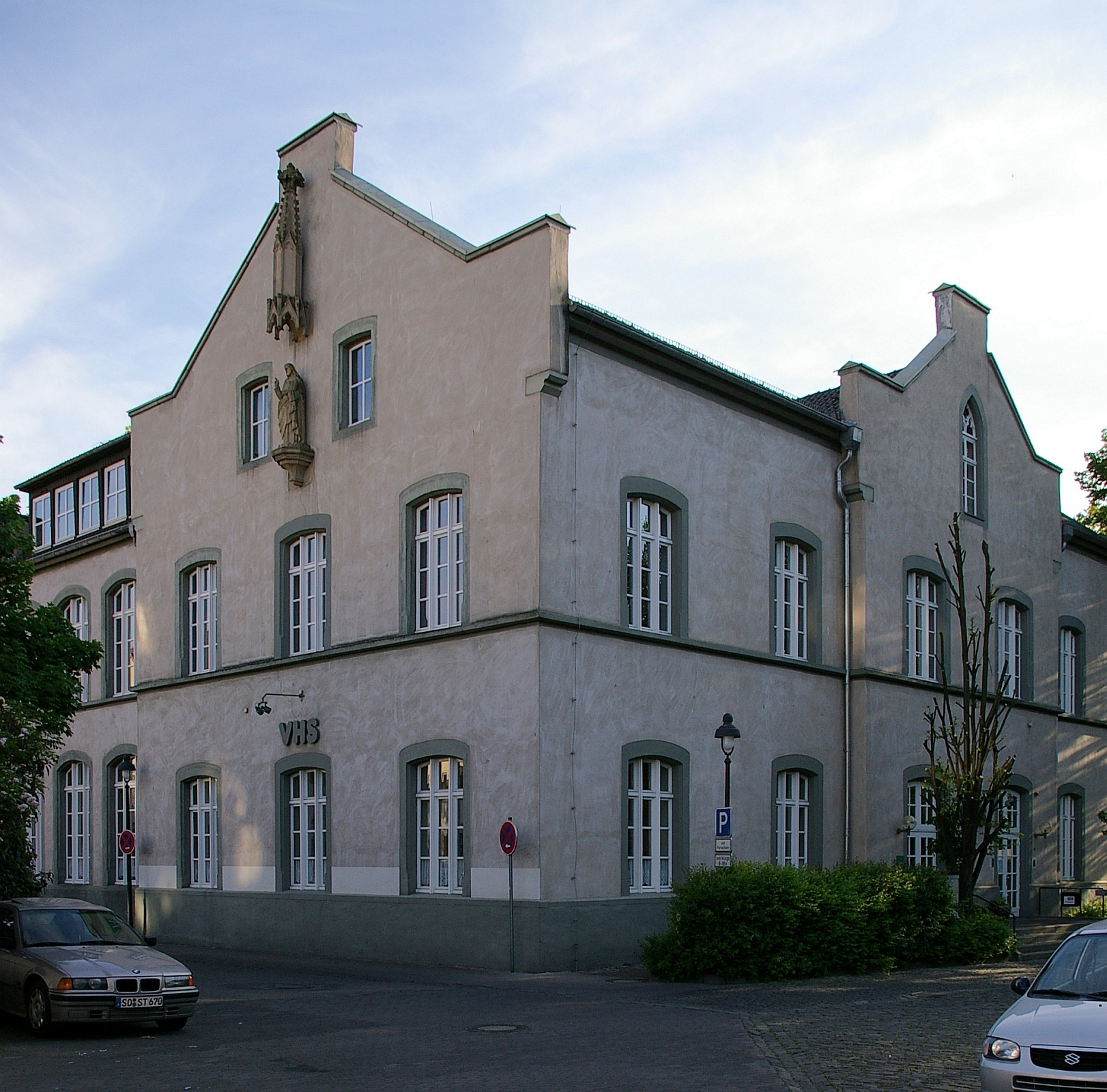
Volkshochschule Werl, früher Walburgisschule

- Musikschule Werl-Wickede (Ruhr)-Ense
- VHS Werl-Wickede (Ruhr)-Ense
- Kolping-Bildungszentrum Werl

### Sportangebot
- In der Kernstadt findet man einen großen Sportpark, der ein Freizeitbad mit Hallen- und Freibad, zwei Sporthallen, mehrere Fußballplätze (Rasen und Kunstrasen), ein Mehrzweckstadion, Tennisplätze, ein Beachvolleyballfeld, einen Baseball- und Softballplatz, einen kleinen Skatepark, Basketballplätze und eine Schießanlage bietet.
- Daneben sind über die gesamte Kernstadt verteilt den Schulen zugeordnete Schulsporthallen.
- In Werl-Hilbeck befinden sich zwei Rasenplätze, ein kleiner Aschenplatz, zwei Tennisplätze und eine Turnhalle.
- In Werl-Büderich findet sich an der Grundschule eine Sporthalle, am Ortsrand gibt es einen Kunstrasen-Fußballplatz und in dessen direkter Nachbarschaft eine Tennisanlage.
- In Werl-Westönnen ist eine Sporthalle ebenfalls an der dortigen Grundschule zu finden. In der Nachbarschaft des neu erbauten Kunstrasen-Fußballplatzes findet sich ebenfalls eine Tennisanlage.
- In Werl-Sönnern liegt ein Rasen-Fußballplatz und an der Peter-Härtling-Schule findet sich ebenfalls eine Sporthalle.
- Im übrigen Stadtgebiet sind etliche Spiel- und Bolzplätze verteilt.
- Beim Werler Stadtwald findet man darüber hinaus einen 9-Loch-Golfplatz. Der veraltete Trimmpfad im Wald wurde entfernt.
- An der Neheimer Straße befindet sich das Motorsport Gelände Werler Ring auf dem Motocross, Enduro und Trialsport möglich ist.

#### Sportvereine
Bekanntester Sportverein in der Stadt war der SC Preußen Werl.

## Sehenswertes und Kultur

### Museen

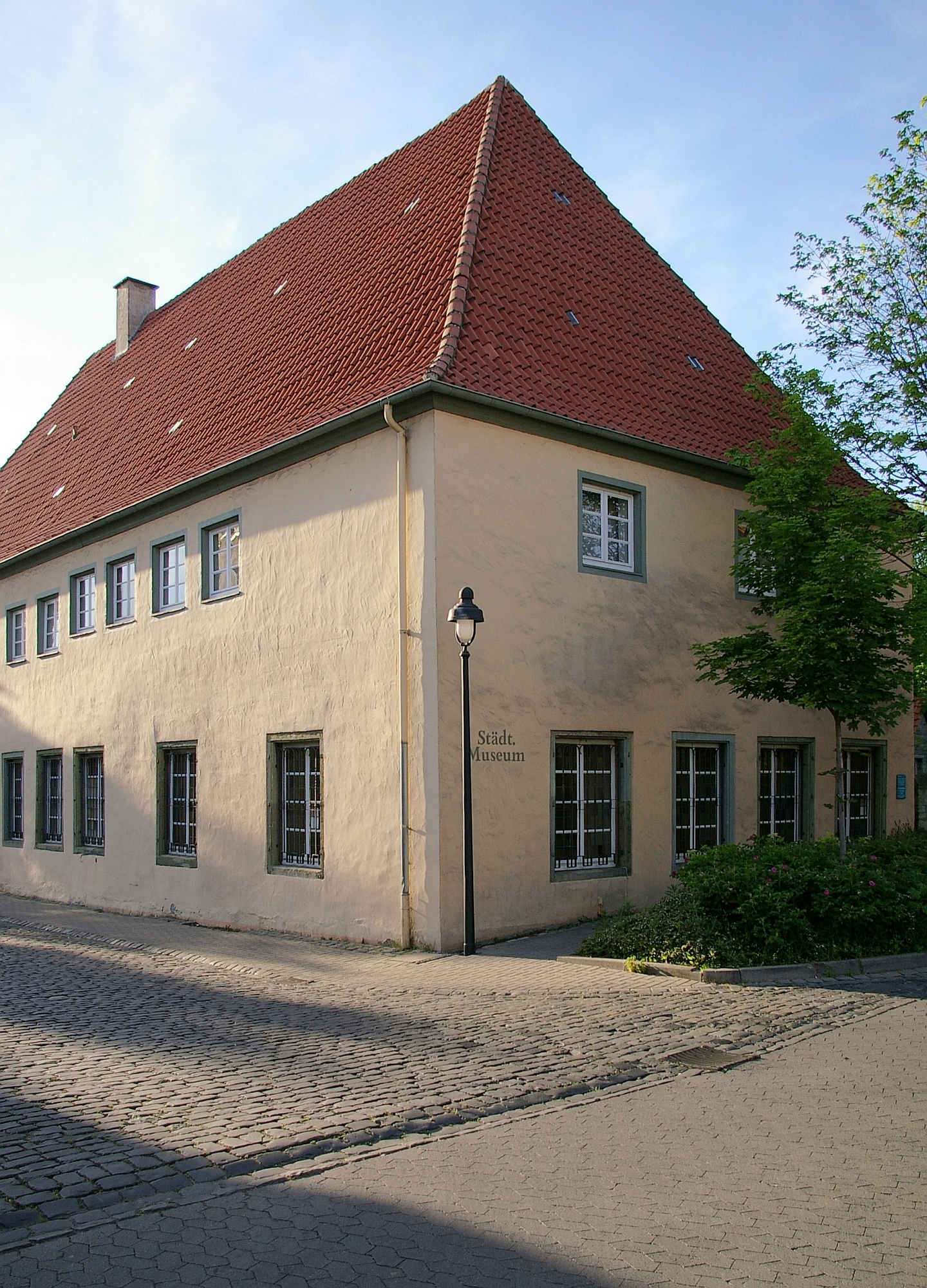
Haus Rykenberg

- Städt. Museum Am Rykenberg Wendelin-Leidinger-Haus: Stadtgeschichtliches Museum der Stadt Werl. Das Museum befindet sich in einem alten Burgmannenhaus, dessen Anfänge im 14. Jahrhundert liegen. Besonderheiten sind ein historisches Stadtmodell, die Geschichte der Salzgewinnung und die der Wallfahrt nach Werl. Im sogenannten Rustige-Kabinett wird der aus Werl stammende Maler und Ehrenbürger der Stadt Werl Heinrich von Rustige geehrt. Wechselausstellungen und ein reichhaltiges museumspädagogisches Programm ergänzen das Angebot des Museums.
- Forum der Völker. Das Völkerkundemuseum der Franziskaner ist mit rund 14.000 Objekten außereuropäischer Kunst und Alltagskultur das größte Völkerkundemuseum Westfalens. Es zeigt Exponate, die seit 1909 von Franziskanern bei ihrer weltweiten Missionarstätigkeit zusammengetragen wurden. Herausragend sind hier eine ägyptische Mumie, sumerische Keilschriften, die größte chinesische Münzsammlung außerhalb Chinas und ein afrikanischer Goldschatz zu nennen. Grundstock der Sammlung bildete das nach dem Zweiten Weltkrieg aufgelöste Missionsmuseum des Franziskanerklosters Dorsten, seither kamen zahlreiche Stiftungen hinzu. Mit dem Rückzug der Franziskaner aus Werl 2019 soll die Sammlung des Museums an den LWL überführt werden.[44]
- Außerdem ist die Propstei St. Walburga im Besitz zweier historisch bedeutender Bibliotheken, der Bibliotheca Wedinghausano-Werlensis (benannt nach dem Prämonstratenserstift Wedinghausen) mit 365 Bänden aus den Jahren 1478 bis 1795[45] und der Ärztebibliothek Heese des Dr. med. Friedrich Heese.[46]

### Bauwerke

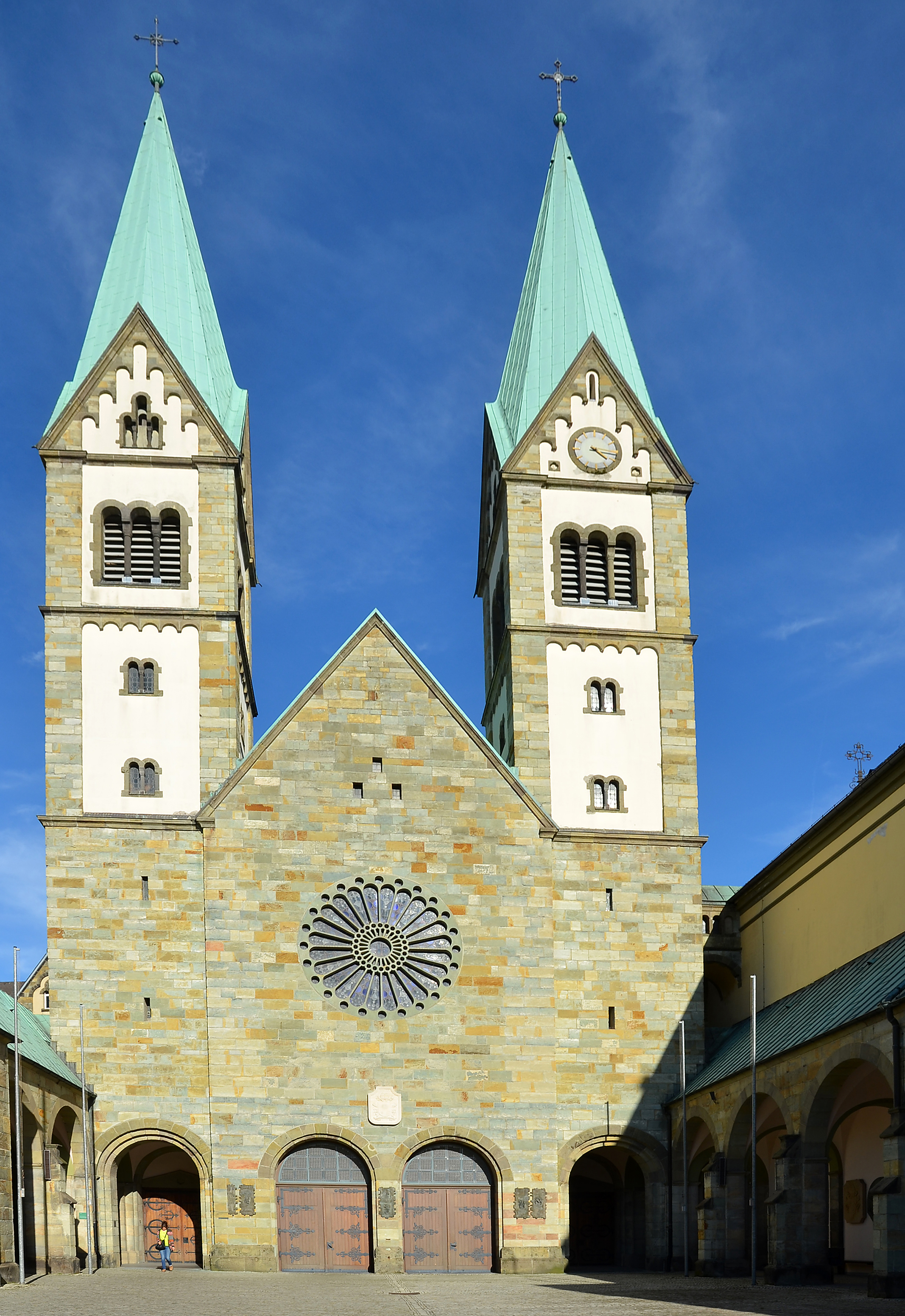
Wallfahrtsbasilika

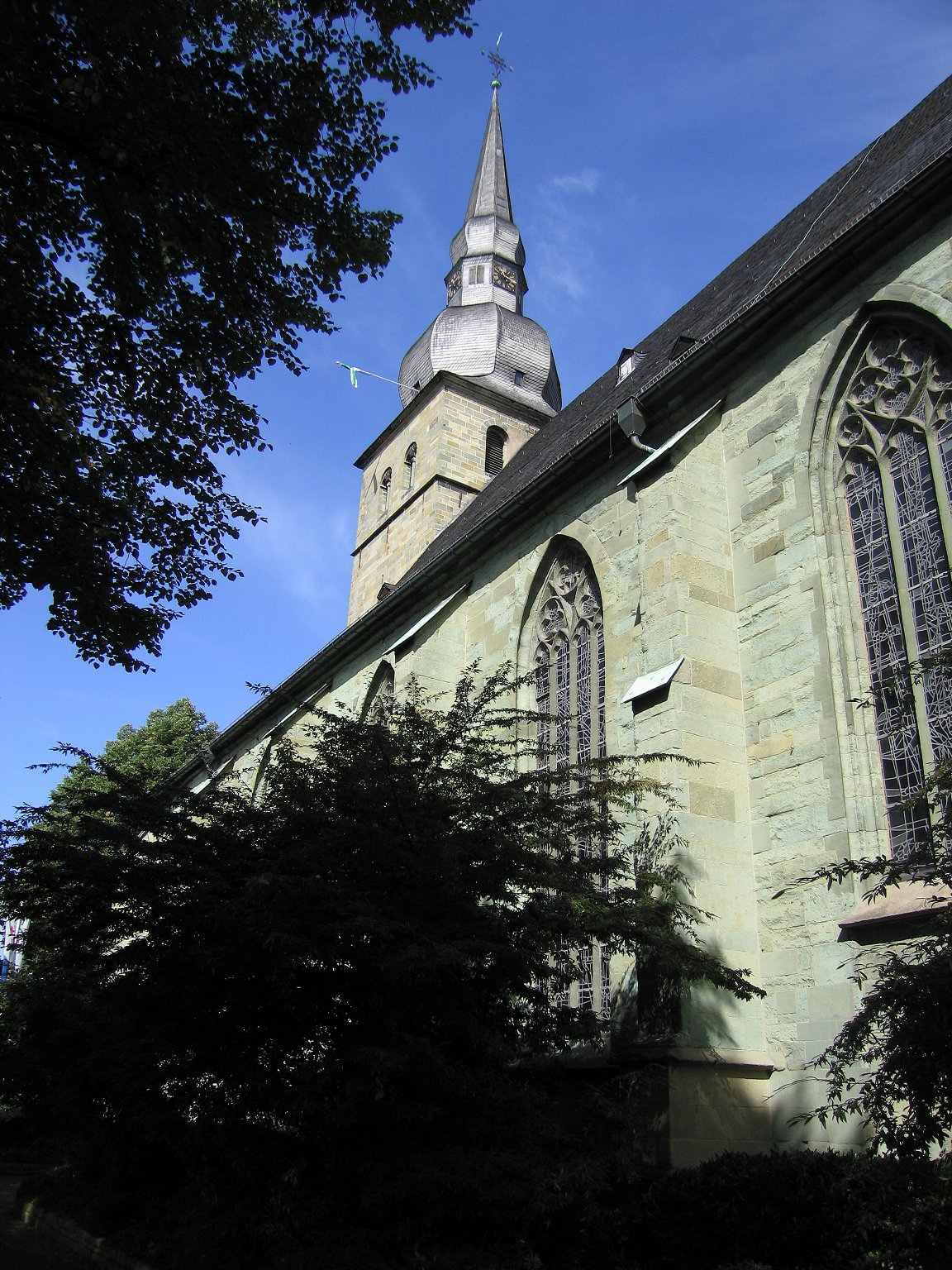
St. Walburga

#### Kirchen und Sakralgebäude
- Alte Wallfahrtskirche. Nachdem die Wallfahrt 1661 zu dem „wundertätigen“ Marienbild einsetzte, war die Kirche schon bald zu klein. Es wurde 1786 ein neuer Barockbau errichtet, erst 1906 zog das Wallfahrtsbild in die neue Wallfahrtskirche um.
- Wallfahrtsbasilika. Neue Wallfahrtskirche, die in den Jahren 1904 bis 1906 gebaut wurde. Im Jahre 1953 wurde die Kirche in den Rang einer päpstlichen Basilika minor erhoben. Im Gotteshaus befindet sich die Marienstatue, genannt „Trösterin der Betrübten“, eine romanische Ringpfostenstuhl-Madonna (sedes sapientiae) von etwa 1170, zu der im Jahr über 250.000 Pilger pilgern. Im Vorhof der Basilika werden sämtliche Papstwappen der Päpste seit 1953 aufbewahrt.
- Propsteikirche St. Walburga. Gotischer Hallenbau aus dem 14. Jahrhundert mit 62 Meter hohem spätromanischem Turm mit barocker welscher Haube.
- Kapelle auf der Gänsevöhde Barocke Kapelle, die 1680 der Gottesmutter geweiht wurde. Sie hat die Form eines länglichen Achteckes, in den drei Westseiten ist je eine Tür angebracht. Das Kapital zum Bau der Kapelle stiftete Johann Heinrich Freiherr v. Gertzen gen. v. Sintzig, Erbmarschall des Herzogtums Jülich und Domkapitular in Paderborn und Münster. Er verewigte sich mit seinem Wappen über dem Eingangsportal. Die Stadt stellte den Bauplatz kostenlos zur Verfügung.
- Fatih-Moschee (dt.: Eroberer-Moschee), ein von der türkischen DİTİB betriebenes Gotteshaus. Benannt ist die Moschee nach Fatih Sultan Mehmet, dem Eroberer von Konstantinopel. Sie war bei ihrer Einweihung 1990 die erste Moschee in Deutschland, die mit einem Minarett errichtet wurde. Das Gebäude wird ergänzt durch Versammlungsräume und Verkaufsräume sowie eine Koranschule.
- Katholische Pfarrkirche St. Peter
- Katholische Pfarrkirche St. Norbert
- Kapelle Muttergottes in der Not
- Kapelle Hof Flerke, nicht zu verwechseln mit Flerke

#### Sonstige Bauwerke

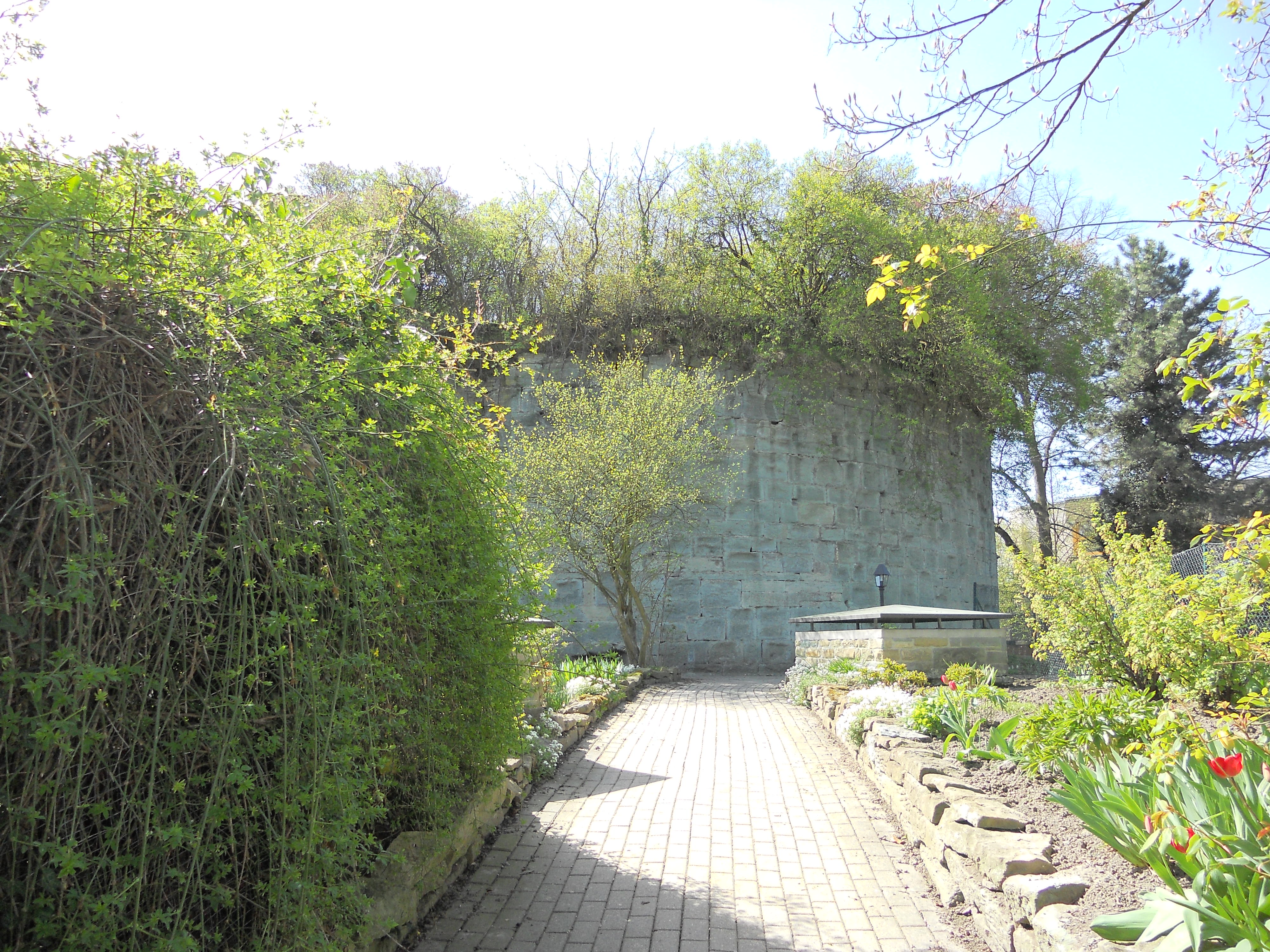
Schlossruine

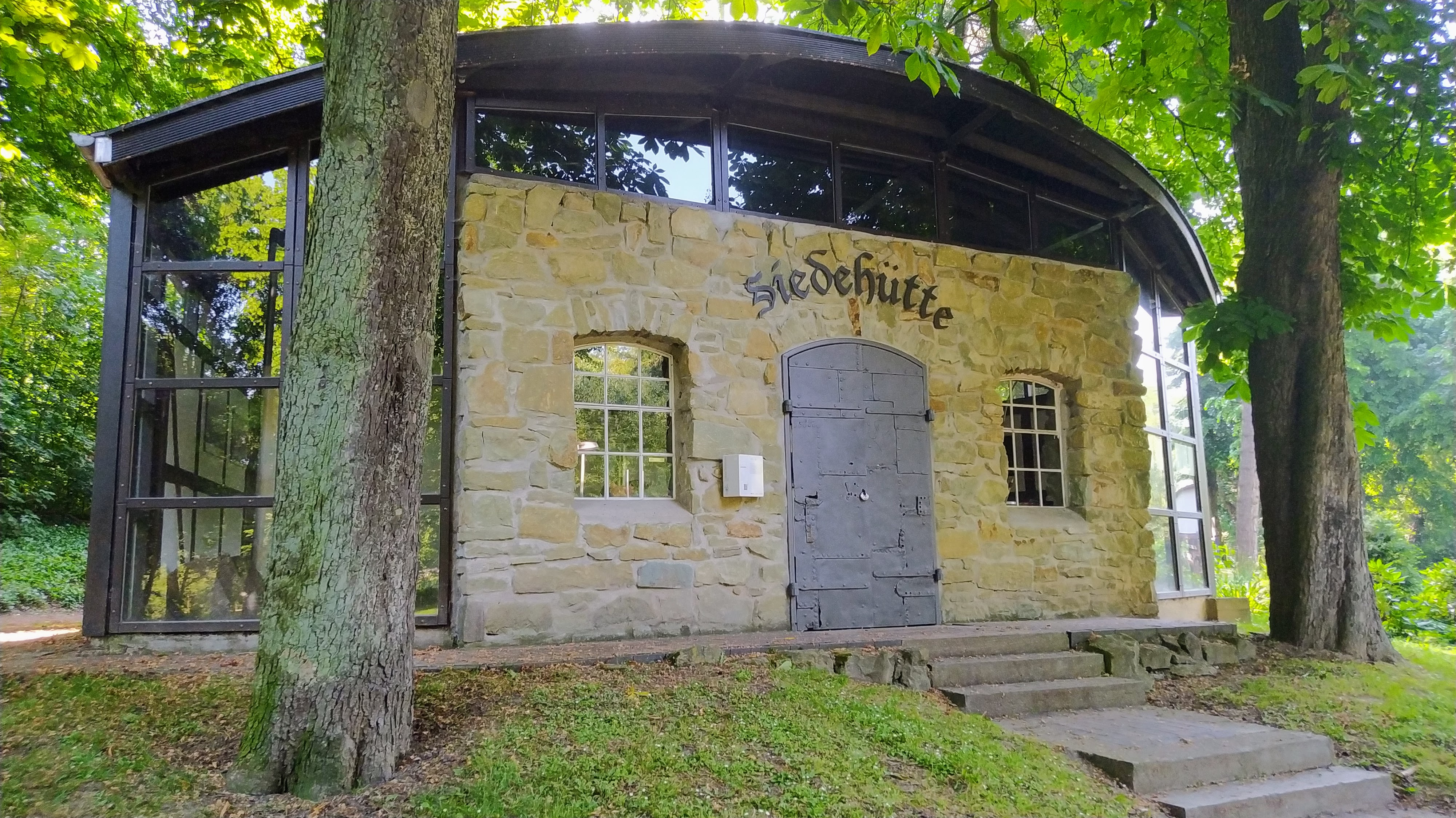
Die Siedehütte im Kurpark

- Schlossruine: Altes kurfürstliches Schloss, das nach Unruhen in der Stadt im südwestlichen Bereich der Stadtmauer von 1519 bis 1522 aus Grünsandstein gebaut wurde. Das Schloss bestand aus vier mächtigen Türmen und wurde im Siebenjährigen Krieg 1756–1763 stark beschädigt. In den 1820er Jahren wurde das Schloss bis auf einen Turm komplett abgetragen und die Steine für den Straßenbau nach Hamm verkauft. Heute befindet sich das Gelände im Besitz der Ursulinen, die in unmittelbarer Nähe ein Gymnasium und eine Realschule betreiben.
- Altes Rathaus: Massivgebäude des 14. bis 15. Jahrhunderts, das bis ins 20. Jahrhundert als Verwaltungssitz Werls genutzt wurde. Umfangreich restauriert, wurde der Bau heute als Musikschule der Stadt Werl und der Gemeinden Wickede (Ruhr) und Ense einer neuen Nutzung zugeführt.
- Haus von Papen: Einstiges Stadthaus der Erbsälzerfamilie von Papen-Koeningen, Geburtshaus von Franz von Papen. Gebaut nach 1720 (letzter Stadtbrand) auf mittelalterlichem Kellerfundament. Aufwändige Stuckdecken des frühen und späten 18. Jahrhunderts schmücken das Innere des Gebäudes am sogenannten Kälbermarkt.

- Ehemaliger Burgmannshof: Kletterpoth 6. Das Gebäude stammt im Kern wohl aus dem 16. Jahrhundert, wurde aber 1830 verändert.
- Stadthalle: Großes Tagungs- und Veranstaltungszentrum auf der sog. Gänsevöhde. Hier werden Feste gefeiert und neben Tagungen findet hier auch ein Teil des Werler Kulturprogramms statt, unter anderem Theatergastspiele.
- Bahnhof: Gebäude ursprünglich aus dem Jahr 1889, ehemaliges Empfangsgebäude an der Bahnlinie Dortmund-Soest, mehrfach erweitert und umgebaut, in den Jahren 2004 bis 2006 grundsaniert und einer neuen Nutzung als Kulturzentrum, Beratungseinrichtung und Clubräume für Modelleisenbahnfreunde überlassen, Umbau unter anderem durch ein Projekt des Kolping-Bildungszentrums Werl und durch das Xenos-Programm der Europäischen Union gefördert
- Wohnbauten: In einigen Straßen blieb noch eine größere Anzahl von Fachwerkhäusern erhalten, von denen viele jedoch verputzt oder durch Umbauten verdorben sind. Ein besonders schönes und einheitliches Straßenbild bietet die zur Propsteikirche führende Krämergasse.
  - Die Krämergasse ist eine idyllische Gasse von der Kämperstraße in Richtung Propsteikirche, sie ist überwiegend mit Fachwerkhäusern bebaut, die zum großen Teil unter Denkmalschutz stehen. Die Gasse wird seit dem 19. Jahrhundert von Künstlern auf Gemälden, Grafiken, Kunstdrucken und auf Postkarten abgebildet.Die Krämergasse in Werl

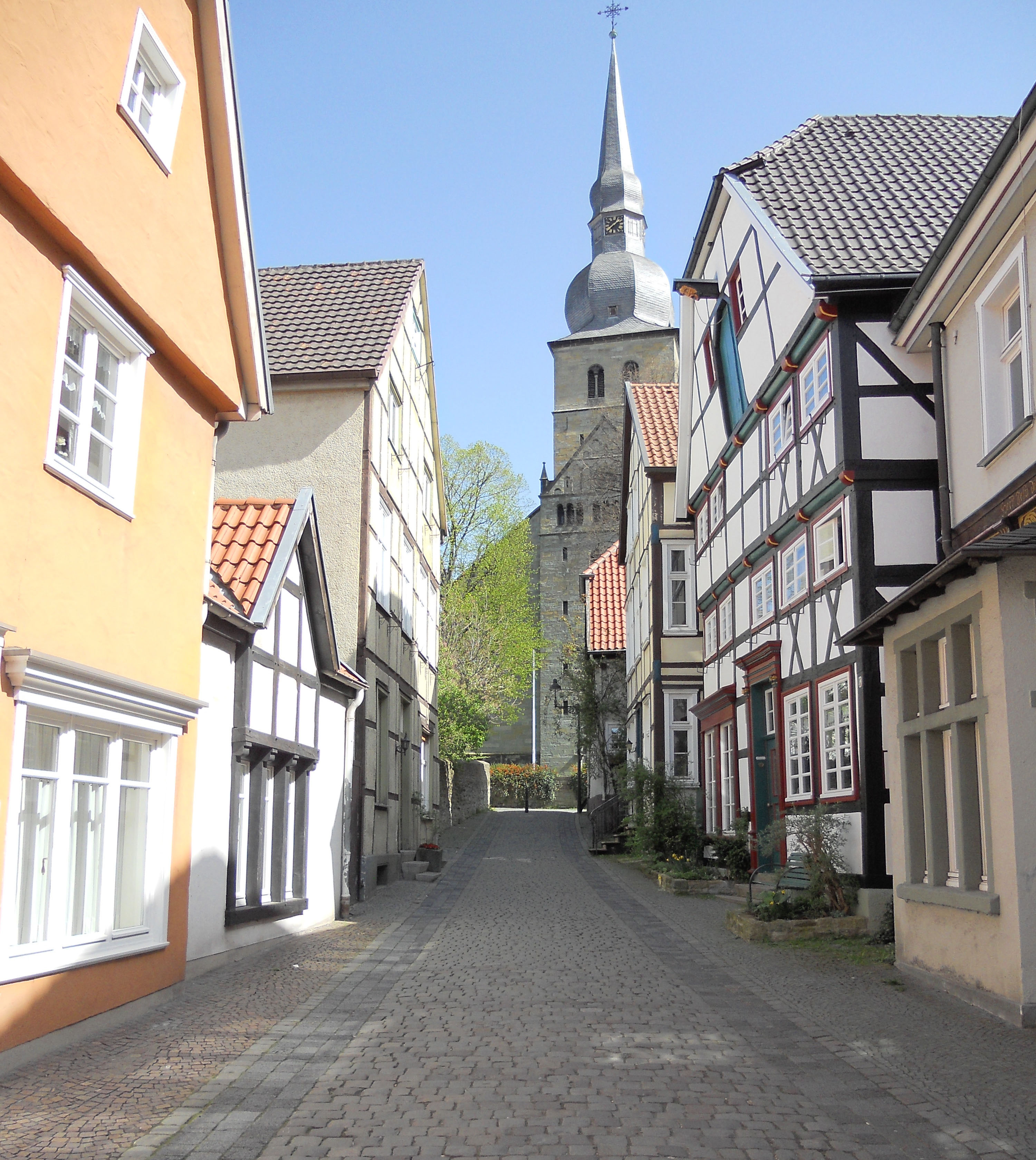
Die Krämergasse in Werl

- Haus Koeningen

- Haus Rykenberg

- Melsterstraße 14
- Walburgahaus (Werl)

### Plätze und Parks

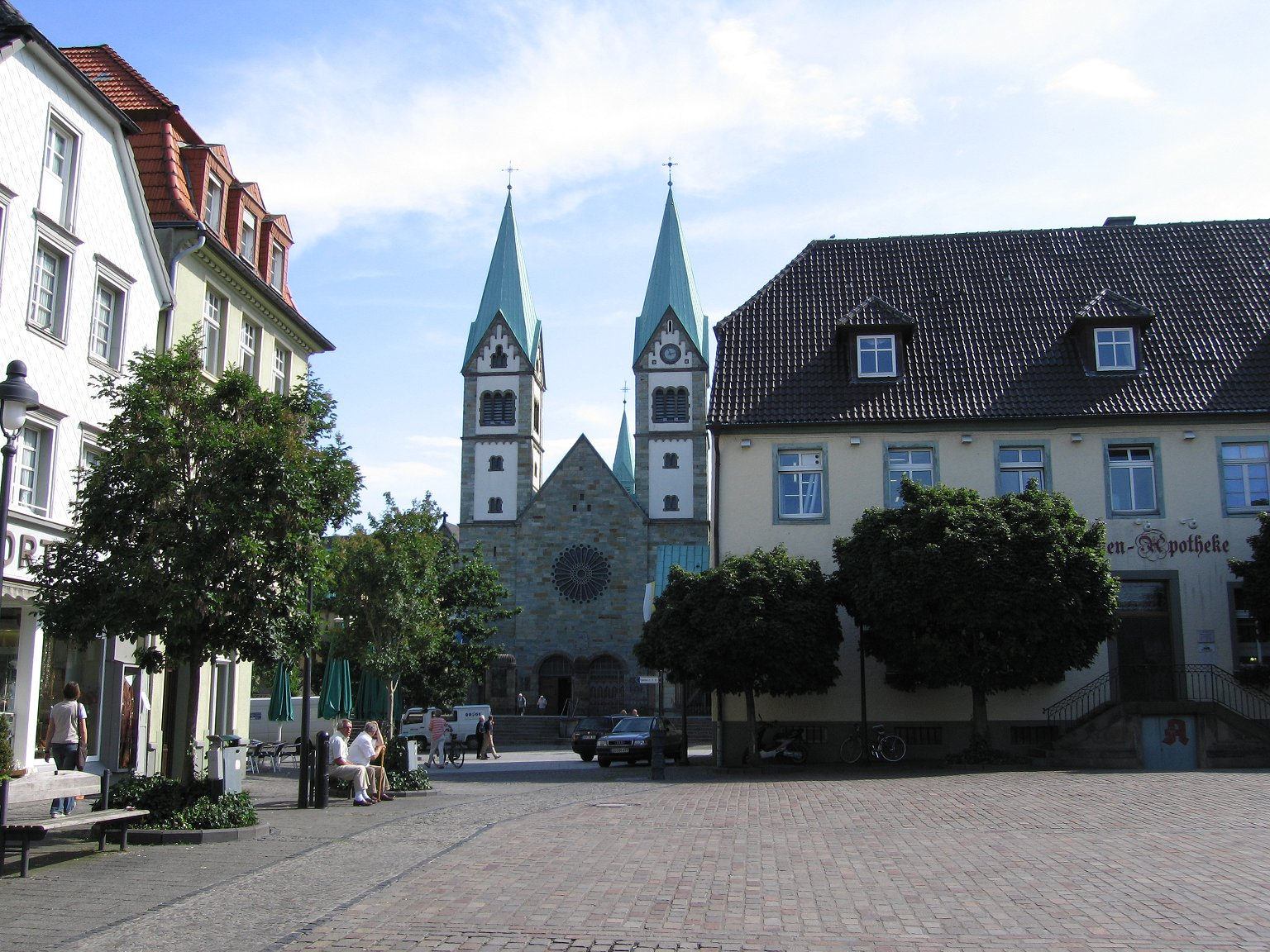
Marktplatz mit Wallfahrtsbasilika

- Der Marktplatz bildet den Mittelpunkt der Kernstadt. Er grenzt im Süden an das alte Rathaus und die Propsteikirche St. Walburga und im Osten an die Wallfahrtsbasilika, die westliche und nördliche Begrenzung bilden heute Geschäftshäuser, in früherer Zeit standen dort teilweise repräsentative Bürgerhäuser. Der ansonsten autofreie Platz wird heute durch die Marktstraße am südlichen Rand tangiert.
- Gänsevöhde Platz vor dem ehemaligen Melstertor (Stadttor) außerhalb der Stadtmauer, früherer Hüteplatz für Vieh und insbesondere auch Gänse. In heutiger Zeit werden hier große Veranstaltungen wie das Schützenfest und Wallfahrtsgottesdienste durchgeführt. Im Jahre 1953 fand einer der größten Gottesdienste anlässlich der sog. Schlesierwallfahrt mit Kardinal Joseph Frings aus Köln, Bundeskanzler Adenauer und geschätzten 50.000 Heimatvertriebenen statt.
- Der Werler Kurpark bekam seinen Namen durch das bis zum Zweiten Weltkrieg in Werl angesiedelte Kurbad. Der Kurpark sollte die Gäste des Solbades Werl zum Spaziergang einladen. Heute ist der Park die grüne Lunge der Stadt.[47] Ausgestattet ist der Park mit dem 30 Meter langen und 8 Meter hohen Nachbau eines Gradierwerks und einer nachgebauten Siedehütte, in der das Salzsieden dargestellt wird, wie es in Werl über Jahrhunderte betrieben wurde. Besitzer und alleinberechtigte Betreiber der früheren Salzgewinnung in Werl waren die Familien der sogenannten Erbsälzer, die im Jahre 1708 vom Kaiser den Reichsadelsstand auf Grund einer Urkunde von 1432 anerkannt bekamen. Das Recht der Salzgewinnung und der Adelsstand waren erblich. Im ausgehenden 14. Jahrhundert bestanden die Erbsälzer aus 48 Familien. Die Anzahl der siedeberechtigten Familien schrumpfte bis zum Ende des 16. Jahrhunderts auf acht Familien. Heute gibt es nur noch die Familien von Lilien und von Papen, die anderen starben im männlichen Zweig aus.

#### Der Werler Parkfriedhof
Der Parkfriedhof wurde 1850 im Südosten des Stadtgebietes in unmittelbarer Nachbarschaft zur Hefefabrik Wulf angelegt. Er galt als Ort der Ruhe und zählte zu den schönsten Friedhöfen in Westfalen und er ist ein Beispiel für den Wandel der Begräbniskultur und der gartenkünstlerischen Gestaltung. Von den bei der Anlage gepflanzten Eschen, Lebensbäume, Ahorne, und diverse Tannenarten sind noch etliche erhalten, der größte Teil der ehemaligen Familiengräber, die mit kunstvollen Gittern umfasst waren, wurde abgebrochen. Die Einweihung der Anlage nahm Pfarrer Alterauge am 30. Juli 1850 vor.

## Kultur

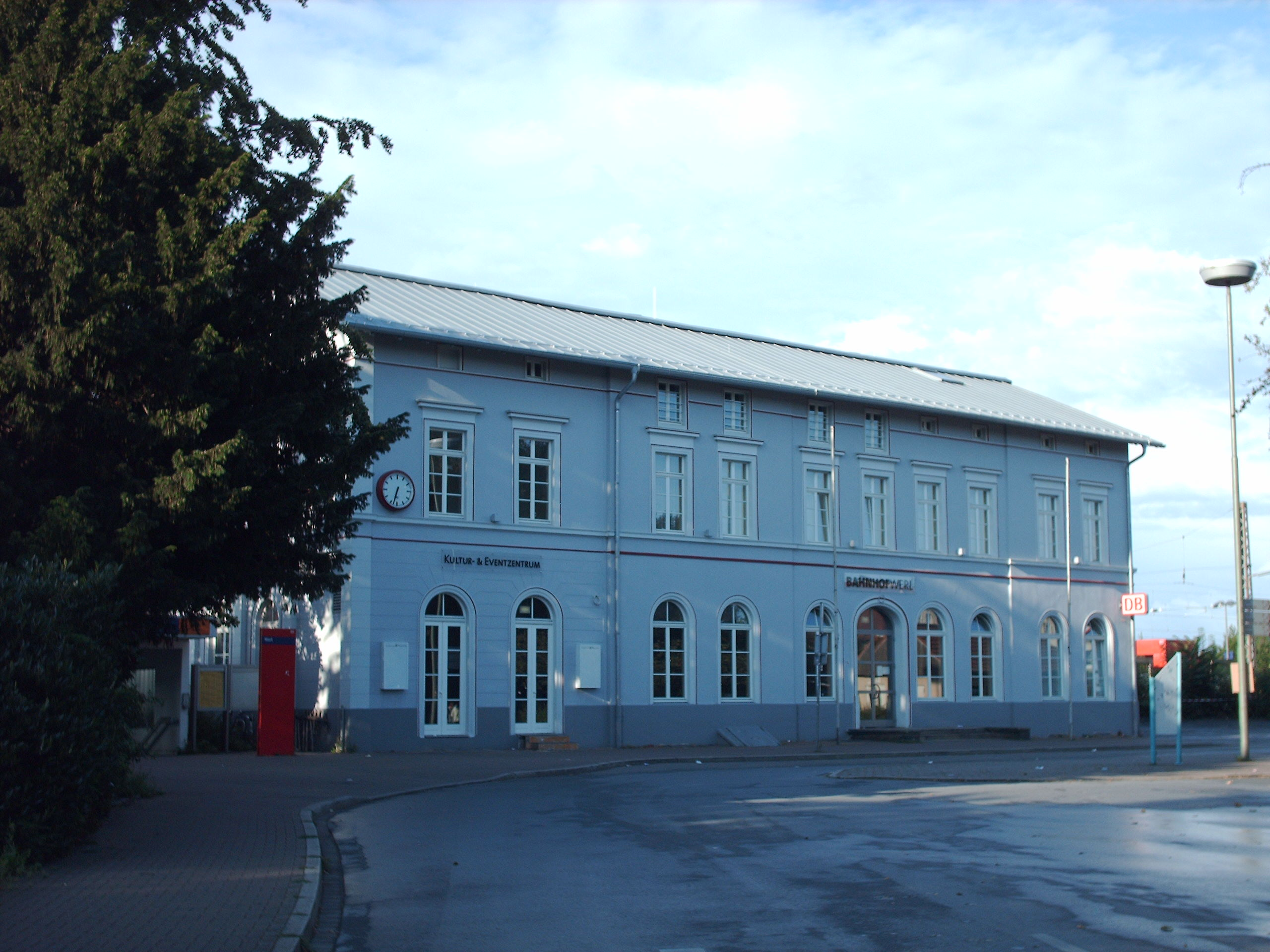
Denkmalgeschützter Bahnhof

- Theatervorführungen in Zusammenarbeit mit dem Kleinen Theater Bad Godesberg finden regelmäßig in der Stadthalle statt.
- Eine Laienspielgruppe namens Salzbachbühne Werl e. V. führt darüber hinaus seit 1996 mit großem Erfolg jährlich neu in der Theateraula des Mariengymnasiums an sechs Abenden ein Theaterstück auf.
- Bahnhof Werl: Unter gleichem Namen besteht im denkmalgeschützten Bahnhofsgebäude ein Event- und Veranstaltungszentrum. Mit Hilfe des Vereins Kultur für Werl e. V. der Stadt Werl, der GWS(Gesellschaft für Wirtschaftsförderung und Stadtentwicklung Werl GmbH – als Eigentümer der Immobilie) und als ausführende Handwerker das Werler Kolpingbildungswerk ist der Bahnhof seit September 2005 ein weiterer kultureller Schwerpunkt in Werl. Abgerundet wird der Komplex durch einen Fahrkartenschalter im Erdgeschoss und die Clubräumen mit Modellanlage der Werler Eisenbahnfreunde im Dachgeschoss. Im ersten Obergeschoss entstehen Büro- und Seminarräume des Kolpingbildungswerkes Werl. Die Gestaltung des Umfeldes ist ein Projekt, das zeitnah ansteht.
- Bands Around Werl: Seit einigen Jahren veranstaltet der Musikultur Werl e. V. ein Bandfestival, auf dem lokale Bands die Chance haben, vor größerem Publikum ihre musikalischen Künste zu demonstrieren.

### Veranstaltungen und Feste
- Siederfest – Dieses Stadtfest findet seit dem Jahr 1988 jährlich im Juni auf dem Marktplatz und in der Fußgängerzone Werls statt. Das Programm setzt sich zusammen aus Musikprogramm auf dem Marktplatz, historischen Vorführungen des Salzsiedens und Einkauf am Sonntag.
- Michaeliswoche – Diese Woche ist alljährlich um den 29. September (St. Michael) Höhepunkt in Werl. Neben einer Kirmes und Einkauf und Trödelmarkt gibt es in der Woche ein umfangreiches kulturelles Programm mit Musik, Preisverleihungen und interessanten Vorträgen. Die Michaeliswoche ging aus der Werler Herbstwoche hervor, die seit 1952 in Werl durchgeführt wurde.
- Werler Bauernmarkt – Alljährlich zum Erntedankfest findet ein Bauernmarkt auf dem Werler Marktplatz statt. Hier verkaufen die Landwirte der Stadt und der Ortsteile ihr Gemüse und zeigen ihre großen und kleinen Tiere. Es finden darüber hinaus Vorführungen mit historischen Geräten statt, zum Beispiel Dreschen mit einfachen Dreschflegeln. Alle fünf Jahre findet zusätzlich noch ein Umzug mit historischen und auch neuen landwirtschaftlichen Geräten statt.
- Werler Münzfest – Das Münzfest ist das jüngste der großen Werler Feste. Es findet seit 2001 alljährlich statt und erinnert an das Werler Münzprägerecht, das bis ins 17. Jahrhundert bestand. Die Kaufleute der Stadt nutzen das Fest für einen verkaufsoffenen Sonntag und ein Trödelmarkt ergänzt das Programm.
- Patronatsfest Maria Heimsuchung – An jedem Sonntag nach dem (oder am) 2. Juli, dem katholischen Fest Mariä Heimsuchung ist ein großer Wallfahrtstag. Pilger aus Algermissen, Delbrück, Warstein, Arpe, Olpe, Lenhausen und Much sowie eine große Anzahl von Einzelpilgern sind an diesem Wochenende in der Stadt Werl. Hier beten und feiern sie gemeinsam Gottesdienst. Die mehreren tausend Wallfahrer nehmen unter anderem an der Lichterprozession am Samstagabend und an der großen Stadtprozession mit anschließender festlicher heiliger Messe am Sonntagmorgen teil. Die Gruppe aus dem Bergischen Ort Much legt dabei knapp 150 km für den Hinweg und die gleiche Strecke für den Rückweg zu Fuß an jeweils drei Tagen zurück. Insgesamt hat die Zahl der Fußwallfahrer wieder stärker zugenommen, und gerade junge Menschen nehmen verstärkt teil.
- Schützenfeste – In der Kernstadt und den Ortsteilen finden jährlich Schützenfeste statt. Den Anfang macht Anfang Juni Holtum (Schützenbruderschaft St. Michael), es folgt Mawicke Mitte Juni (Schützenbruderschaft St. Hubertus). Am ersten Juli-Wochenende folgt dann das Schützenfest in Büderich (Schützenbruderschaft St. Kunibert), am dritten folgt das Fest in Sönnern (St. Georg Schützenbruderschaft Sönnern-Pröbsting) und Ende Juli schließlich Westönnen (Schützenbruderschaft St. Sebastianus Westönnen). Am zweiten August-Wochenende folgt Hilbeck (Schützenverein Hilbeck) und am dritten August-Wochenende feiert schließlich Werl (Schützenbruderschaft St. Sebastianus Werl).
- Silvesterlauf von Werl nach Soest. Auf der Bundesstraße 1 von Werl nach Soest findet seit 1982 der bekannte Silvesterlauf statt. Mit über 7.900 Teilnehmern ist er der größte deutsche Silvesterlauf. Gestartet wird der Lauf jeweils in Werl an der Stadthalle. Die ersten beiden Läufe starteten allerdings ab Werler Marktplatz und wurden wegen der hohen Teilnehmerzahl an die Stadthalle verlegt. Das Ziel der 15-km-Distanz ist dann der Marktplatz im benachbarten Soest.
- Wallfahrten – Die Stadt Werl wird von einer Vielzahl von Wallfahrtsgruppen besucht. Früher waren es in erster Linie die Vertriebenenwallfahrten von Ermländern, Sudetendeutschen und Schlesiern, die viele tausend Menschen zum Gnadenbild der „Trösterin der Betrübten“ in die Wallfahrtsbasilika strömen ließen. Diese werden heute durch die Wallfahrten von in Deutschland lebenden Spaniern, Italienern und Portugiesen zahlenmäßig überholt. An jedem Sonntag, der dem 13. Mai am nächsten ist, findet die katholische Prozession der portugiesischen Gemeinde statt, die an der Wallfahrtsbasilika endet. Die überregional besuchte Wallfahrt ist an die Fátima-Wallfahrt in Portugal angelehnt und findet seit den 1970er Jahren statt. Die gesellige Veranstaltung bestimmt an dem Tag das Innenstadtbild Werls.[49] Weiterhin ist die Malteser-Wallfahrt jährlich im September besonders zu erwähnen, zu der mehrere hundert behinderte Menschen in die Wallfahrtsbasilika kommen.

Ansonsten hat sich die Wallfahrt sehr stark verändert und der überwiegende Teil der Wallfahrtsgruppen kommt zu einer Abendwallfahrt nach Werl, die durch eine Messfeier und eine Lichterprozession eingerahmt werden.

### Kulinarische Spezialitäten

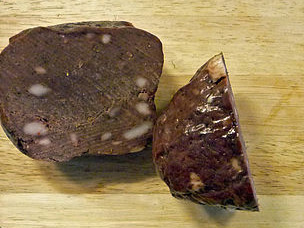
Möppkenbrot

- Möppkenbrot
- Pfefferpotthast
- Werler Klostertropfen (Likör)
- Werler Tropfen (Likör)
- Werler Salzkruste (Brot mit Salz)

## Medien
Der Soester Anzeiger ist seit Einstellung der Westfalenpost 2009 die einzige in Werl erscheinende Tageszeitung.
Neben den fünf WDR-Sparten-Sendern sendet seit dem 1. Juli 1990 der private lokale Hörfunksender Hellweg Radio sein regionales Programm für Werl und für den gesamten Kreis Soest.
Seit 1984 erscheint das von der Stadt Werl und dem Neuen Heimat- und Geschichtsverein Werl e. V. herausgegebene Jahrbuch Werl gestern – heute – morgen.
Seit 1713 besteht in Werl die A. Stein’sche Buchhandlung, aus der die überregional tätige Mediengruppe Stein mit über 280 Angestellten hervorgegangen ist, die heute in der 9. Familiengeneration geführt wird.

## Persönlichkeiten

### Ehrenbürger
- Bernhard (Johann) Alterauge (* 26. März 1802 in Drolshagen; † 12. Januar 1882 in Werl), erster Werler Propst. Ehrenbürgerrecht verliehen anlässlich seines Goldenen Priesterjubiläums im Jahre 1876. Alterauge war 43 Jahre lang Pfarrer in Werl. Eine Straße in Werl ist nach ihm benannt.
- Gustav Alterauge (* 30. Dezember 1829 Drolshagen; † 24. April 1895 in Werl), Werler Propst, das Ehrenbürgerrecht wurde ihm am 14. Juli 1892 „wegen seiner Verdienste“ verliehen.[51]
- Hedwig Dransfeld (* 24. Februar 1871 in Hacheney; † 13. März 1925 in Werl), Politikerin und Publizistin, katholische Lehrerin (wegen Krankheit nur für kurze Zeit ausgeübt), prägende Bundesvorsitzende des Katholischen Deutschen Frauenbundes (KDFB) von 1912 bis 1924, war entschiedene Kämpferin für das Frauenwahlrecht (eingeführt 1919), Redaktionsleitung der Frauenzeitschrift Die christliche Frau. Im Jahre 1919 wurde sie Mitglied der Nationalversammlung und später auch Abgeordnete des preußischen Landtags. Ihre Schwerpunkte waren: Sittlichkeits- und Wohnungsfragen, Familien- und Eherecht, Schule und Jugendschutz. Sie wirkte maßgeblich an der neuen Sozialgesetzgebung mit. Das Ehrenbürgerrecht wurde anlässlich ihres 50. Geburtstages als Zeichen der Ehre und als Anerkennung und Dankbarkeit für ihre Verdienste um die Stadt Werl 1921 verliehen. Eine weitere Ehre gab es am 10. November 1988; in der Wertzeichen-Dauerserie „Frauen der deutschen Geschichte“ gab die damalige Deutsche Bundespost eine Briefmarke zu 350 Pfennig mit ihrem Bild heraus.
- Bernhard Hellmann (* 10. Mai 1912; † 28. Dezember 1990 in Werl), Geistlicher Rat und Pfarrer in der Pfarrgemeinde St. Peter Werl. An seinem 75. Geburtstag im Jahre 1987 wurde Hellmann wegen seiner Verdienste um Gemeinde, Dekanat und Stadt zum Ehrenbürger ernannt.
- Lorenz Kardinal Jaeger (* 23. September 1892 in Halle an der Saale; † 1. April 1975 in Paderborn), Erzbischof von Paderborn und Kardinal der römisch-katholischen Kirche; Werler Ehrenbürger seit 1962 wegen seiner Unterstützung der Wallfahrt
- Rudolf Preising (* 4. Juni 1904 in Dortmund; † 3. Oktober 1981 in Werl), Monsignore, Oberstudiendirektor und ehrenamtlicher Stadtarchivar; Ehrenbürger seit 1972 wegen seiner Verdienste um die wissenschaftliche Heimatforschung, den Aufbau des Stadtarchivs und der Begründung von einigen Schriftenreihen
- Heinrich von Rustige (* 12. April 1810 in Werl; † 15. Januar 1900 in Stuttgart), Maler und Direktor der Königlichen Staatsgalerie Stuttgart. Schüler von Schadow in Düsseldorf. Genre- und Porträtmaler. Seit 1845 Professor an der Kunstschule in Stuttgart. Ehrenbürger der Stadt Werl seit 1890 wegen seiner hohen Verdienste um Kunst und Wissenschaft. Der Adelstitel war an seine Person gebunden und nicht erblich.

Zur Zeit des Dritten Reiches erhielten Paul v. Hindenburg, Adolf Hitler, Franz von Papen und Viktor Lutze das Ehrenbürgerrecht. 1945 wurde allen vier das Ehrenbürgerrecht wieder aberkannt, wobei dies allerdings nur noch für Franz von Papen von Wirkung war. Das Ehrenbürgerrecht Hitlers, Hindenburgs und Lutzes war mit dem Tod dieser Personen bereits erloschen; dennoch gab es eine Verfügung des Regierungspräsidenten in Arnsberg, dass die Rechte aberkannt und die Straßennamen geändert werden mussten.

### Söhne und Töchter der Stadt

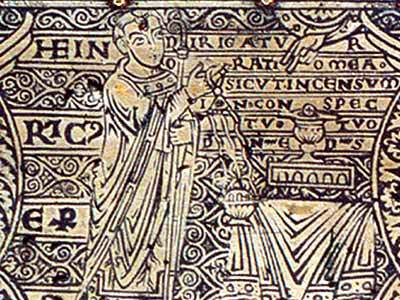
Bildnis des Heinrich von Werl

#### Bis 1900
- Heinrich II. oder Heinrich von Werl (≈1050–1127), Bischof von Paderborn
- Heinrich von Werl (≈1400–1463), Provinzial des Franziskanerordens und Professor an der Universität zu Köln
- Gottschalk Zelion-Brandis (1425–1495), Bürgermeister der Stadt Werl
- Elisabeth von Sayn († 1588), Fürstäbtissin in Essen sowie Äbtissin in Nottuln
- Christoph Brandis († 1658), Bürgermeister von Rüthen und Geschichtsschreiber
- Johann Richard Rham (≈1600–1663), Prämonstratenser, Alchimist, kaiserlicher Rat und Diplomat
- Caspar Reinhartz (1596–1669), als Hexenkommissar in Westfalen verantwortlich für mehrere hundert Fälle von Hexenprozessen und Verurteilungen
- Hermann Brandis (1612–1676), Bürgermeister der Stadt Werl
- Dionysius von Werl (≈1640–1709), Kapuziner und Kontroversschriftsteller
- Franz Michael Florenz von Lilien (1696–1776), Thurn-und-Taxis-Hofmarschall und Werler Erbsälzer
- Joseph von Mellin (1765–1837), Gutsherr und Erbsälzer zu Werl, Gründer der „Von Mellinschen Stiftung“
- Clemens von Lilien-Borg (1776–1852), Gutsbesitzer und Politiker aus dem Adelsgeschlecht von Lilien
- Peter Joseph Floret (1778–1836), Jurist, zunächst in Kurkölner und später in hessen-darmstädtischen Diensten
- Marianne Heese geb. Maria Anna Wilhelmina Ley (1788–1863), Stifterin der nach ihr benannten Marianne-Heese-Stiftung in Werl
- Franz von Brandis (1792–1870), Forstmeister und Abgeordneter der Zweiten Kammer der Landstände des Großherzogtums Hessen
- Felix von Lilien (1804–1886), preußischer Beamter und Politiker
- Heinrich von Rustige (1810–1900), Maler und Dichter
- Franz Hengsbach (1812–1883), Landschaftsmaler der Düsseldorfer Schule
- Friedrich Rüdorff (1832–1902), Chemiker und Hochschullehrer
- Friedrich von Papen (1839–1906), Großgrundbesitzer und Kommunalpolitiker; Vater von Franz von Papen
- Alwin Münchmeyer (1844–1895), Kaufmann und Mitinhaber der Firma „Münchmeyer & Co.“
- Anton Steinbach (1844–1918), Heimatdichter und Lehrer
- Ferdinand Krismann (1852–1933), Mediziner und Kommunalpolitiker
- Philipp Rosenthal (1855–1937), Kaufmann und Gründer der Rosenthal AG auf Schloss Erkersreuth in Selb
- Leopold Rademacher (1864–1935), Landrat und Abgeordneter
- Johannes Werner (1864–1914), katholischer Geistlicher
- Hermann Koechling (1867–1936), Rechtsanwalt und Notar
- Friedrich Hüttemann (1875–1945), Priester, Philologe und Verfasser von Kirchenliedern; von 1914 bis 1933 Direktor des Marien-Gymnasiums
- Robert Albert (1877–1933), Redakteur und kaufmännischer Direktor
- Franz von Papen (1879–1969), Politiker (Zentrumspartei) und Reichskanzler (1932)
- Hans Sponnier, auch: Sponier (Künstlername) (1889–1970), Zeichner und Graphiker
- Heinrich Buchgeister (1891–1977), geb. in Westönnen, Deutscher Meister im Speer- und Diskus-Wurf; das Heinrich-Buchgeister-Stadion in Werl ist nach ihm benannt
- Erna Feld, geb. Erna Edna Hirschfeld (1893–1943), Rezitatorin, Hörfunkautorin und Schauspielerin
- Kaspar Wenner (1895–1965), Politiker (Zentrumspartei), Bürgermeister von Werl (1952–58), Initiator der Michaeliswoche
- Aloys Christof Wilsmann (1899–1966), Journalist, Mediziner und Amateurzauberkünstler
- Wilhelm Stahl (1900–1980), in Hilbeck geboren, Tierzüchter, Agrarwissenschaftler und Hochschullehrer

#### Ab 1901
- Wilhelm Berges (1909–1978), Historiker
- Wilhelm Löer (1915–1986), Bürgermeister, Diplomat, Missionar und Japanologe
- Willi Gerwinn (1916–2005), Ministerialbeamter
- Friedrich Ostermann (1918–2006), Literaturwissenschaftler, Deutschdidaktiker und Reformer der Lehrerbildung
- Joseph Wäscher (1919–1993), Künstler und Bildhauer
- Amalie Rohrer (1922–2014), Politikerin und die erste Bürgermeisterin der Stadt Werl (1965–81)
- Ferdinand Pöppinghaus (1923–1965), Politiker (CDU)
- Adalbert Leidinger (1926–2019), Verwaltungsjurist
- Karl-Josef Hering (1929–1998), Berliner Kammersänger (Heldentenor), Schauspieler und Hotelier
- Paul Leidinger (* 1932), Historiker und Geschichtsdidaktiker
- Helmuth Euler (1933–2020), Sachbuchautor, Fotograf und Filmemacher
- Adelgunde Mertensacker (1940–2013), Politikerin für die Zentrumspartei und Gründungsmitglied der Partei Christliche Mitte
- Gerd Preusche (1940–2001), Schauspieler
- Ulla Wiesner (* 1940), Sängerin
- Theodor Redder (* 1941), Fußballnationalspieler
- Heribert Arens (OFM) (* 1942), römisch-katholischer Theologe, Ordenspriester, Franziskaner und Homiletiker
- Hermann Kochanek (1946–2002), Missionar und Professor für Pastoraltheologie
- Josef Foschepoth (* 1947), Historiker und em. Professor für Zeitgeschichte
- Eckhard Uhlenberg (* 1948), Politiker (CDU) und 2005–10 Umweltminister in NRW
- Michael Diers (* 1950), Kunsthistoriker und Hochschullehrer
- Lucia Maria Hardegen, geb. Preker (* 1951), Bildhauerin und Medailleurin
- Dimitri Hegemann (* 1954), Kulturmanager, Musiker und Gründer des Clubs „Tresor“ in Berlin
- Hans-Josef Vogel (* 1956), Politiker (CDU), Bürgermeister der Stadt Arnsberg, Regierungspräsident des Regierungsbezirks Arnsberg
- Gerhard Best (* 1957), katholischer Theologe, Glockensachverständiger des Erzbistums Paderborn und Autor
- Thomas Gemke (* 1957), Kommunalpolitiker (CDU), Landrat
- Udo Ludwig (* 1958), investigativer Journalist
- Klaus Nierhoff (* 1958), Schauspieler, unter anderem Lindenstraße und SK Kölsch
- Alfred Wendel (* 1958), Musikwissenschaftler und Intendant der Duisburger Philharmoniker
- Guido Föhrweißer (* 1960), Stuntman, Filmproduzent und Schauspieler
- Uwe Britten (* 1961), Redakteur und Buchautor
- Martin Auer (* 1963), Jazzmusiker
- Andreas Englisch (* 1963), Journalist und Vatikan-Experte
- Ulrich Lampen (* 1963), Hörspielregisseur, Autor und Sprecher
- Klaus Zeppenfeld (* 1963), Informatiker, Ehem. Präsident und Gründungspräsident der Hochschule Hamm-Lippstadt
- Oliver Sträter (* 1964), Psychologe und Professor für Arbeitspsychologie und Organisationspsychologie
- Roland Rollberg (* 1965), Ökonom und Hochschullehrer
- Bernd Mönkebüscher (* 1966), katholischer Theologe, Priester und Autor
- Steven Cyr (* 1967), kanadischer Biathlet
- Karsten Danielmeier (* 1967), Chemiker
- Eva Klesse (* 1986), Jazzmusikerin

### Persönlichkeiten, die vor Ort gewirkt haben
- Gerhard Kleinsorgen (1530–1591), Mitglied des Offizialgerichts, gelehrter Rat und Geschichtsschreiber
- Gerhard Caspar Bigeleben (1701–1780), kurkölnischer Geheimer Rat und Offizial des geistlichen Hofgerichts zu Werl
- Philipp Abraham Rosenthal (1774–1853), Kaufmann und Porzellanhersteller; ließ sich 1811 in Werl nieder und eröffnete dort eine Ehlen- u. Spezereiwarenhandlung
- Franz Wilhelm Fickermann († 1888), Bürgermeister der Stadt Werl
- Kaspar Schwarze (1830–1911), Landstreicher und Original; besuchte als „Betkaspar“ ewige Anbetungen, starb in Werl
- August Panning (1857–1922), Bürgermeister der Stadt Werl
- Theodor Abele (1879–1965), Theologe und Pädagoge; unterrichtete am städtischen Mariengymnasium Werl
- Siegfried Schneider (OFM) (1894–1935), Franziskaner; der bekannte „Krippenpater“ wirkte als Wallfahrtsdirektor an der Wallfahrtsbasilika Mariä Heimsuchung
- Walter Riedel (1897–1949), Kommunalpolitiker (NSDAP); Bürgermeister in Werl vom 20. Januar 1943 bis zum 8. April 1945
- Max Güde (1902–1984), Jurist und Politiker (CDU); starb in Werl[52]
- Georg Danzer (1946–2007), österreichischer Sänger, lebte von 1989 bis 1994 in Werl-Holtum auf einem Bauernhof
- Joe Bausch (* 1953), Arzt und Schauspieler; praktiziert als Arzt in der Justizvollzugsanstalt Werl
- Jürgen Tomicek (* 1957), Karikaturist
- Norbert Tschirpke (* 1957), Künstler und Kunstmanager, ehem. Leiter eines Bildungszentrums in Werl
- Ralf König (* 1960), Comiczeichner; aufgewachsen in Westönnen
- Martin Kree (* 1965), Fußballspieler
- Uwe Grauer (* 1970), Fußballspieler und -trainer

### Werl in der Literatur
- Annette von Droste-Hülshoff: Die Judenbuche. „Margreth, zieh dir das nicht zu Gemüt; wir wollen jeder drei Messen lesen lassen, und um Ostern gehen wir zusammen eine Bittfahrt zur Mutter Gottes von Werl.“
- Hans Jakob Christoffel von Grimmelshausen: Der abenteuerliche Simplicissimus. Das Dritte Buch: „Der Jäger von Soest schafft den Jäger von Werl ab. […] schickte ich einen nach Werl […].“

### Bücher und Schriften
- Hermann Josef Berges: Salz aus Werl. Die Salinenstadt am Hellweg und ihr „weißes Gold“. Westfälischer Heimatverlag, Hamm 1980.
- Gerhard Best: Wallfahrt und Heiligenverehrung in Werl. Hrsg. vom Landschaftsverband Westfalen-Lippe, Landesbildstelle. Landschaftsverband Westfalen-Lippe, Münster 1990, ISBN 3-923432-24-0.
- Heinrich Josef Deisting: Werler Bürgerbuch 1551–1877 (= Schriften der Stadt Werl, Reihe A, Heft 18). Aschendorff, Münster 1979.
- Helmuth Euler: Werl. Alte Fotos erzählen. Sutton, Erfurt 2007, ISBN 978-3-86680-116-5.
- Helmuth Euler: Werl unterm Hakenkreuz. Brauner Alltag in Bildern, Texten, Dokumenten. Zeitgeschichte 1933–1945. Werl 1983, DNB 860932451.
- Rudolf Fidler: Rosenkranz und Scheiterhaufen, Das Rosenkranzretabel zu Werl/Westfalen (1631) im Wirkfeld von Konfessionspolitik, Marienfrömmigkeit und Hexenverfolgung. Margarita, Köln 2002, ISBN 3-9800413-3-6.
- Wilhelm Halekotte: Stadt und Kreuz. Beiträge zur Werler Stadt-, Kirchen- und Kunstgeschichte. Coelde, Werl 1987, ISBN 3-87163-164-7.
- Wilhelm Halekotte: Stadt Werl 1600–1700. Das historische Stadtmodell und weiterführende Erkenntnisse zur Stadtgeschichte. In: Beiträge zur Werler Stadtgeschichte. Band 1. Hrsg. vom Neuen Heimat- und Geschichtsverein Werl. Stein’sche Buchhandlung, Werl 1999, ISBN 3-920980-97-2.
- Carl Haase: Die Entstehung der westfälischen Städte. 4. Auflage. Münster 1984, ISBN 3-402-05867-7.
- St. Ursula Stift (Hrsg.): 100 Jahre Ursulinen in Werl. Festschrift 1888–1988. Coelde, Werl 1988.
- Michael Jolk: Siegel und Wappen der Stadt Werl vom 13. bis zum 20. Jahrhundert. In: Werl gestern – heute – morgen 1999. Jahrbuch. Hrsg. von der Stadt Werl und dem Neuen Heimat- und Geschichtsverein Werl, S. 35–45.
- Hans Krusy: Die Münzen von Werl (= Nachrichten aus dem Werler Stadtarchiv, Heft 4). Werl 1979.
- Hartmut Laumann: Hallstattzeitliche Salzsiederei in Werl, in: Heinz Günter Horn, Hansgerd Hellenkemper, Gabriele Isenberg, Harald Koschik (Hrsg.): Fundort Nordrhein-Westfalen. Millionen Jahre Geschichte, Römisch-Germanisches Museum der Stadt Köln, Mainz 2000 S. 250ff.
- Rudolf Preising: 700 Jahre Stadt Werl, Werden, Wachsen und Schicksale einer Westfälischen Stadt am Hellweg. Hrsg. von der Stadt Werl. Coelde, Werl 1972.
- Amalie Rohrer, Hans-Jürgen Zacher (Hrsg.): Werl. Geschichte einer westfälischen Stadt (= Studien und Quellen zur westfälischen Geschichte, 31; 2 Bände). Paderborn/Werl 1993, ISBN 3-920980-40-9.
- Schützenbruderschaft St. Kunibert e. V. Büderich von 1654 (Hrsg.): Ein Dorf macht blau. Festschrift zum 350-jährigen Jubiläum der Schützenbruderschaft St. Kunibert Büderich von 1654. Werl 2004, ISBN 3-00-013019-5.
- Schützenbruderschaft St. Sebastianus Westönnen 1624 (Hrsg.): Festschrift. 1624–1999. 375-jähriges Jubiläum der Schützenbruderschaft. Werl 1999.
- Samantha Seithe: Neue Perspektiven zur Geschichte Werls von der Frühzeit bis zum Mittelalter. Anno-Verlag, Ahlen 2021, ISBN 978-3-949145-07-0
- Hans-Jürgen Zacher: Die Synagogengemeinde Werl in der Zeit von 1847–1941. Dissertation, Universität Dortmund. Werl 1988.
- Heiner Schäferhoff: Werl, Neuerstraße 1. Geschichte seiner Bewohner von 1943–1947. Paderborn 2006.
- Stadt Werl (Hrsg.): Werl gestern – heute – morgen. 1995, ISBN 3-920980-44-1.
- Wendelin und Paul Leidinger: Die Vor- und Frühgeschichte des Raumes Werl. Rocholldruck W. Jahn Verlag, Soest. Sonderdruck in: Soester Zeitschrift, Nr. 81, Dezember 1969.
- Franz Josef Mehler: Geschichte der Stadt Werl. A. Stein’sche Buchhandlung, Werl 1891 (Nachdruck 1971, veraltet, aber als Quelle von Bedeutung) (Digitalisat des Originals, 549 Seiten).